# スバル・インプレッサ
インプレッサ（IMPREZA）は、SUBARU（旧・富士重工業）が生産・販売している乗用車である。
本稿では以下のモデルについて記述する。
- インプレッサ（IMPREZA）
- インプレッサアネシス（IMPREZA ANESIS）
- インプレッサスポーツ（IMPREZA SPORT）
- インプレッサG4（IMPREZA G4）

なお、インプレッサXVについては当該項目を参照のこと。

## 概要
1989年（昭和64年/平成元年）に完全新設計で登場したレガシィは、従来の主力車種であったレオーネ（排気量1.8 L）よりも排気量が大きい1.8 - 2.0 Lクラスの車種となっていた。そこで、レガシィとジャスティ （排気量1.0 L）との間に開いた穴を埋め、世界市場、特にヨーロッパにおけるCセグメント市場を狙ったスバルの世界戦略車としての役割を担うモデルとして、1992年（平成4年）に発売されたのがインプレッサである。
2023年（令和5年）現在の6代目モデルでは5ドアハッチバックのみの展開であるが、過去には世界ラリー選手権（WRC）への参戦を目的としたスポーツモデル「WRX」や、北米市場専売のクロスオーバータイプ「アウトバックスポーツ」といったバリエーションが存在した。

### 開発の経緯
インプレッサの開発が開始された1987年（昭和62年）当時、限られたメーカーしか製造していない水平対向エンジンと一般的な直列型エンジンとの間に技術的なブランクが生まれていたこともあり、当初は横置きの直列4気筒エンジンと無段変速機（CVT）を組み合わせたパッケージングで開発が進められていた。しかし、北米市場におけるスバル車の販売不振等の要因により、新型プラットフォームならびに直列4気筒エンジンの開発は凍結され、レオーネの需要を受け継ぐ小型車の実現可能な商品開発が検討された結果、レガシィからのプラットフォームおよび水平対向エンジンの流用が決定された。

## 初代GC/GF系（1992年 - 2000年）
パッケージングはCセグメントの4ドアハードトップセダン、5ドアハッチバックおよび2ドアクーペであるが、ハッチバックはステーションワゴンとしての使い勝手を盛り込んだ上で、新たに「スポーツワゴン」として訴求した。セダンはレオーネの廉価モデルであるセダン1600（マイア／マイアII）の後継車も兼ねる。
また、年次改良や特別仕様車の積極的な投入により、日本の小型車としては異例の8年という長期に渡るモデルサイクルを通じて、高い商品力を維持した。
レガシィRSに代わり世界ラリー選手権 (WRC) 参戦車両として高性能が与えられたモデルには「WRX」の名が冠された。エンジンもレガシィRSに搭載されていたEJ20型・DOHCターボ (240 PS) がシリンダーヘッド周りを一新して搭載された。
ボディ・デザインはスバル内部によるものである。「フローイングライン」と名付けられたなめらかなシルエットなど、ほぼすべての角が丸められた柔らかなイメージを特徴としている。
車体（シャシ）は、初代レガシィを基準に開発され、全長で200 mm、ホイールベースで60 mm狭められ、全高を10 mmかさ上げしている。ホワイトボディで175 kgと、初代レガシィの200 kgに対し25 kgの軽量化、車両重量では80 kgの軽量化を実現している。
トランスミッションは、NA車用として5速MTとE-4速ATが用意され、ターボ車用は、5速MTがノーマルレシオとクロースレシオ、それE-4速AT、VTD-AWDトランスミッションが用意された。
WRXのトランスミッションはエンジン出力が大幅に上昇したにもかかわらず旧モデルの同社車両に搭載されていたものをそのまま採用したため「ガラスのミッション」と揶揄されるほど強度に問題があり、ギヤが入らなくなったり、酷い場合にはギヤそのものが欠けるといったトラブルが多発した。
「WRX type RA STi」、「WRX type R STi」には、ドライバーズコントロールセンターデフ（DCCD）が機械式リアLSDとの組み合わせで用意された。DCCDとはシフトレバー脇に設置されたダイヤルで前後輪のトルク配分を任意調節できる機構である。作動原理は、電磁式クラッチを応用したものである。合わせて、後輪のデフがR180に拡大され、機械式LSDが組み込まれる。また、後輪のドライブシャフト径とパーキングブレーキ用ドラム径も拡大されている。
サスペンションは、前方がL型ロアアームのストラット式、後方が2本のラテラルリンク（パラレルリンク）とトレーリングリンクを組み合わせたパラレルリンクストラット式で、初代レガシィと共通である。セダン「WRX」のMT車にはバネ下重量軽減のため、アルミ合金製鍛造フロントロアアームを新たに採用している。
ブレーキは、ベンチレーテッドディスクブレーキが前輪に全車標準装備されており、「WRX」では後輪にも装備されている。また、D年改以降の「STiバージョン」にはフロントに対向4ポットキャリパーと16インチ対応ディスクロータ、E年改以降の「WRX type RA STi」、「WRX type R STi」にはさらにリヤ対向2ポットキャリパーと15インチ対応ディスクロータが採用された。
エンジンは、全グレードに水平対向4気筒「EJ」型を採用している。細かく区別すると4種類が存在する。詳細は下記を参照。
EJ20G
初代レガシィRS (BC5) から引き継いだエンジン。
EJ18
「EJ20」のシリンダーライナーの変更によりボアを4.1 mm縮小したエンジン。
EJ16E
「EJ18E」のストロークを9.2 mm縮めたエンジン。
EJ15E
「EJ16E」のシリンダーライナーの変更によりボアを2.9 mm縮小したエンジン。
なお、同型の生産終了以降、2012年3月28日発売されたBRZに至るまでの間スバルに2ドアクーペはラインナップされなかった。
WRX
レガシィRSに代わる世界ラリー選手権（WRC）参戦車両として高性能が与えられたモデルで、全輪駆動（AWD）や強化サスペンションなど、ラリーをイメージした技術が採用されている。エンジンもレガシィRSに搭載されていたEJ20型・水平対向4気筒DOHCターボがヘッド周りを一新して搭載される。
「WRX」の由来は、かつてスバルのスポーティモデルを担っていたレオーネRXに由来するという説と、「当時開発陣が、発売後はレガシィに代わるWRC参戦車両になることから"World Rally X"を略したコードで呼んでいたものがそのまま採用されただけ」とする説がある。初代WRX（GC8型）のパッケージングの決定には、スバルワールドラリーチームとして活動しているイギリス・プロドライブ社の意見も数多く取り入れられたと言われている。
型式は4ドアセダン・2ドアクーペがGC8型、5ドアワゴンがGF8型で、後ろにアプライドA型からG型を示すAからGまでのアプライドモデル（年次改良モデル）記号が続いている。
WRX STi
WRCで英国プロドライブ社と連携してワークスチームを運営しているスバルテクニカインターナショナル（STi）が手がけたコンプリートカー。エンジン、トランスミッション、サスペンションなど多くの項目で標準のWRXからアップグレードされている。ボディタイプは当初セダン・ワゴンの2種類で、セダンのみ競技ベース車の「WRX Type RA STiバージョン」も設定。バージョンIIIより2ドアクーペの「WRX Type R STiバージョン」が追加された。トランスミッションは全モデルを通して5速MTのみの設定であった。なお、このモデルは正式な型式認証を受けておらず、購入時には現車を陸運局に持ち込んで改造車として公認登録を受ける必要があった（バージョンIII以降は通常の扱いに変更された）。

### 型式一覧
型式の1桁目のGはインプレッサシリーズを表し、2桁目はシャシーコードである。
日本国内市場:
- GC1 - 2ドアクーペ、排気量1,493 cc、自然吸気、FF、5速MTまたは4速AT。
- GC2 - セダン、排気量1,493 cc、自然吸気、AWD、5速MTまたは4速AT。
- GC4 - セダン、排気量1,597 cc、自然吸気、AWD、5速MTまたは4速AT。
- GC6 - セダン、排気量1,820 cc、自然吸気、AWD、5速MTまたは4速AT。
- GC8 - セダン、排気量1,994 cc、自然吸気またはターボチャージャー付、AWD、5速MTまたは4速AT。
- GF1 - ワゴン、排気量1,493 cc、自然吸気、FF、5速MTまたは4速AT。
- GF2 - ワゴン、排気量1,493 cc、自然吸気、AWD、5速MTまたは4速AT。
- GF3 - ワゴン、排気量1,597 cc、自然吸気、FF、5速MTまたは4速AT。
- GF4 - ワゴン、排気量1,597 cc、自然吸気、AWD、5速MTまたは4速AT。
- GF5 - ワゴン、排気量1,820 cc、自然吸気、FF、5速MTまたは4速AT。
- GF6 - ワゴン、排気量1,820 cc、自然吸気、AWD、5速MTまたは4速AT。
- GF8 - ワゴン、排気量1,994 cc、自然吸気またはターボチャージャー付、AWD、5速MTまたは4速AT。
- GFA - ワゴン、排気量1,820 cc、自然吸気、AWD、5速MTまたは4速AT、エアサス仕様。

北米市場では、Cはセダン、Mはクーペ、Fはワゴンを示す。これは右ハンドル車にはあてはまらない。厳密に言えば、GC8は右ハンドル車市場でのみ販売されている（ターボチャージャー付きEJ20搭載モデルは北米では販売されなかった）。3桁目はエンジンの排気量を表わし、2 = 1.8L、4 = 2.2L、6 = 2.5L、8 = 2.0Lターボである。したがって、例えば、GC6は日本ではEJ18搭載モデルを指すが、北米ではEJ25搭載モデルを指す。
- GC6 - セダン、排気量2,457 cc（EJ253 SOHC）、自然吸気、AWD。
- GM2 - クーペ、排気量1,820 cc、自然吸気、AWD。
- GM4 - クーペ、排気量2,212 cc、自然吸気、AWD。
- GM6 - クーペ、排気量2,457 cc（EJ253 SOHC）、自然吸気、AWD。

### 年表
- 1992年10月22日 - インプレッサ・シリーズ（セダン、スポーツワゴン、セダンWRX）を発表、11月2日から発売（年改A）。CMにはカイル・マクラクランが出演し、CMソングにはCHAGE&ASKAの「no no darlin'」と「なぜに君は帰らない」が起用された。
- 1993年
  - 8月 - WRCデビュー。
  - 9月 - 一部改良（年改B）。要望の多かったワゴンWRXを追加。同時にMTのみであったセダンWRXにもATを追加 (220 PS)。
- 1994年
  - 1月 - 環境対策としてエアコンガスの新冷媒の採用。STI社製コンプリートカー「WRX STi」発売。セダン・ワゴン合計月産100台限定。WRX STiモデルの車両の扱いは特別であり、正式な型式認証を受けたモデルではなく、購入時には現車を陸運局に持ち込んで改造車として公認登録を受ける必要があった（バージョンIII以降は通常の扱いに変更された）[11]。
  - 10月 - 一部改良（年改C1）。セダンWRX系が260PSに出力アップ。同時にATを廃止。1.8 Lの「HX edition S」に、このWRX用のフロントバンパーが標準となった。また、WRX系のアルミホイールが16インチになったのに併せ、タイヤも205/55R15から205/50R16に大きくなった。「WRX type RA STi」の追加（275PS、DCCD初搭載）。
- 1995年
  - 1月 - 輸出向け2ドアクーペを「リトナ」名で国内発売。1.5 L・前輪駆動/1.6 L・四輪駆動（MT仕様はインプレッサシリーズとしては唯一のセレクティブ4WD。AT仕様についてはセダン/ワゴン系同様のフルタイム4WD）の2種類。CM出演は椎名英姫（現・しいなえいひ）。
  - 10月（年改C2） - 車高を上げ、RVの雰囲気を持たせた「グラベルEX（エックス）」[注釈 8]を設定（ただし、背面タイヤカバーには「GRAVEL EXPRESS」と書かれていた）。この試みは、後の「フォレスター」への試金石ともなった。また、正式カタログモデルとして「STi Version II」が登場。同時にWRCをイメージさせる青いボディカラー[注釈 9]の「STi Version II 555」をセダン500台、ワゴン100台で限定発売。
  - 10月 - 第31回東京モーターショーに「リトナ」をベースとした4座オープンの「オペレッタ」が参考出品されるも、市販化はならず[12]。
- 1996年
  - 1月 - 前年のWRCにおけるドライバー・メイクス両タイトル獲得を記念した限定モデル「V-Limited」を発売。販売台数は「WRX」ベースが1,000台、「WRX TypeRA STi Version II」ベースが555台[注釈 10]。また、スポーツワゴンに「HX-20S」を設定。1.8 Lの「HX edition S」のエンジンを2.0 LのEJ20に換装したグレードであるが、その他の相違点としてサイドスカートの追加、アルミホイールのデザイン変更などが行われている。
  - 9月 - マイナーチェンジ（年改D）。フロント廻りを中心としたエクステリアの変更が行われ、リア・コンビネーションランプのターンシグナル部分をクリアーに改める。また、アルミホイールも新デザインとなっている。セダンWRX系のエンジンは高回転高出力化の図られたEJ20Kに変更され、国内自主規制値の280PSに到達、また、EJ15、EJ18、EJ20 (SOHC) も改良を受けた。EJ20Eを搭載した「HX-20S」の追加（特別仕様車からカタログモデルへ格上げされ、セダンにも同グレードが追加された）。EJ16は廃止。FFのみであった1.5 Lに四輪駆動車を追加。住友電工製フロント対向ピストンキャリパーを採用した「STi Version III」の登場。販売不振の日本向け2ドアクーペのリトナは廃止され、代わりにこれをベースとしたWRXのクーペモデル「WRX TypeR STi」が登場。
- 1997年
  - 9月 - 一部改良（年改E）。前面衝突安全性への対応のため、運転席エアバッグの標準装備化、助手席エアバッグのオプション設定を起因とする内装の大幅な変更（フォレスターと共用化）。「STi Version IV」の登場。「WRX TypeRA STi」「WRX TypeR STi」でリヤブレーキにも対向キャリパーが採用される。
  - 10月 - 東京モーターショーにクラシカルな風貌の「カサブランカ」を参考出品。
  - 11月 - 台湾・大慶汽車工業股份有限公司で左ハンドルモデルの現地生産を開始。1.6 L、1.8 L、2.0 Lターボモデルを生産。
- 1998年
  - 3月 - 22B-STi Version発売[17][注釈 11]。当時WRCで3連覇を成し遂げたインプレッサWRC97を、ロードカーとして再現したモデル。クーペボディ[注釈 12]をベースに、鋼板プレスの専用ボディパネル（前後フェンダーパネル）および専用バンパー（前後）を用い、1,770 mmまで全幅が拡げられたほか、エクステリア・パーツがWRカーの意匠に統一されていた。22B専用の水平対向4気筒「EJ22改」2,212 ccエンジンを搭載。最高出力280 PS (206 kW)、最大トルク37.0 kgf⋅m (362.8 N⋅m) と従来のSTIモデルに比べトルクが1.0 kgf⋅m (9.81 N⋅m) 増大した。400台限定で価格は500万円であったが、瞬く間に完売した。グレード名は「2.2Lの水平対向エンジン（Boxer Engine）を搭載した」ことに由来しているが、「スポンサーロゴの『555』を16進数に変換すると『22B』になる為」という説もある。[要出典]
  - 9月 - マイナーチェンジ（年改F）[19]。WRX系のフロント形状を変更。全車ヘッドランプがマルチリフレクター・タイプに改められた[19]。セダン・クーペSTiには大型リアスポイラーを標準装備。F・Gタイプでは、全車フェイズ2と呼ばれる新設計のシリンダーブロックとシリンダーヘッドを採用。エアフローセンサーをはじめとした補機類も一新。「HX-20S」に代わって2.0L DOHC・NAのスポーティグレード「SRX」が新登場[19]。このエンジンにはインプレッサとしては初となるAVCSが採用された[19]。その他のエンジンも改良を受けた。WRX系にカヤバ社製倒立式ストラットの採用。STi Version Vの登場[19]。
  - 12月 - 5,000台の限定車として「カサブランカ」を発表。
- 1999年9月 - 一部改良（年改G）。STi系の大型リアスポイラーの断面形状の変更、「WRX STi」と「WRX STi TypeR」にフロントアンダースポイラーを追加。ワゴン「WRX STi」とWRX系のアルミホイールが6スポークデザインのものへ変更。「WRX TypeRA STi」、「WRX TypeRA」にはオプションで砲弾型ドアミラーが設定された。MT車にクラッチスタートシステムの採用。「STi Version VI」の登場。限定販売であった「カサブランカ」がカタログモデルに昇格し、台湾市場でも販売された（現地名：スバル カサブランカ）。
- 2000年
  - 4月 - STIによるコンプリートカー「S201 STi Version」発売[20]。1999年（平成11年）の東京モーターショーに「Electra ONE」の名でプロトタイプを出品、翌年の東京オートサロン出品時には同じ車名のまま、より進化したプロトタイプ2となり、このスペックとデザインを引き継いで市販化されたものがS201である[21]。STIによってチューニングされたEJ20エンジンは、最高出力300 PS（221 kW）、最大トルク36.0 kgf⋅m（353.0 N⋅m）を発生する。また、サスペンションやエクステリアにもSTIの技術が注ぎ込まれていた。300台限定で、価格は390万円であった。
  - 7月[22] - 生産終了。在庫対応分のみの販売となる。
  - 7月（販売終了前月） - ここまでの新車登録台数は、累計27万7,910台[23]。
  - 8月 - 販売終了。
- 2022年5月- プロドライブがP25を発表した[24]。日本ではアライモータースが25台限定導入[25]。

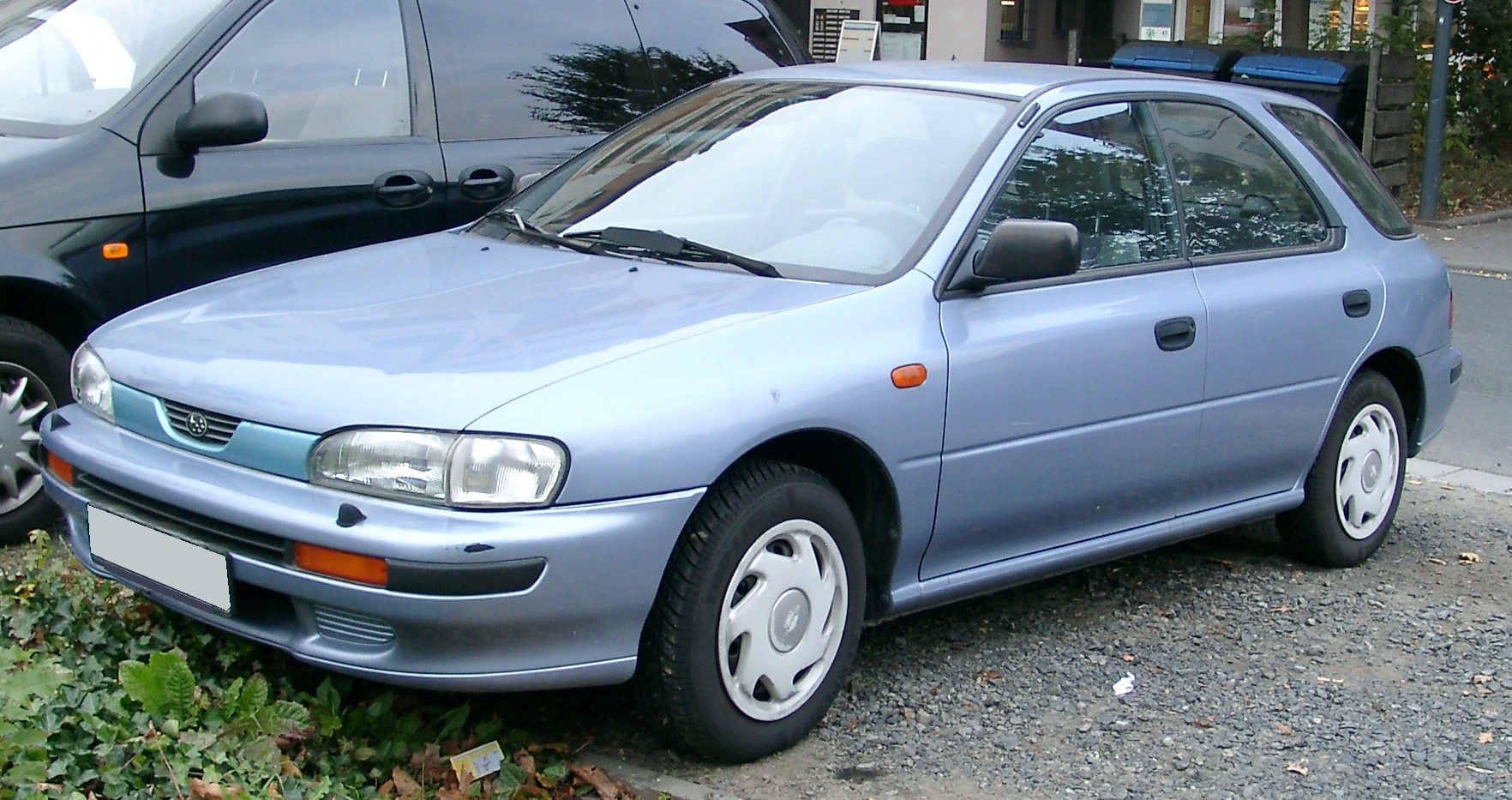
スポーツワゴン（欧州仕様・1992年初期型）
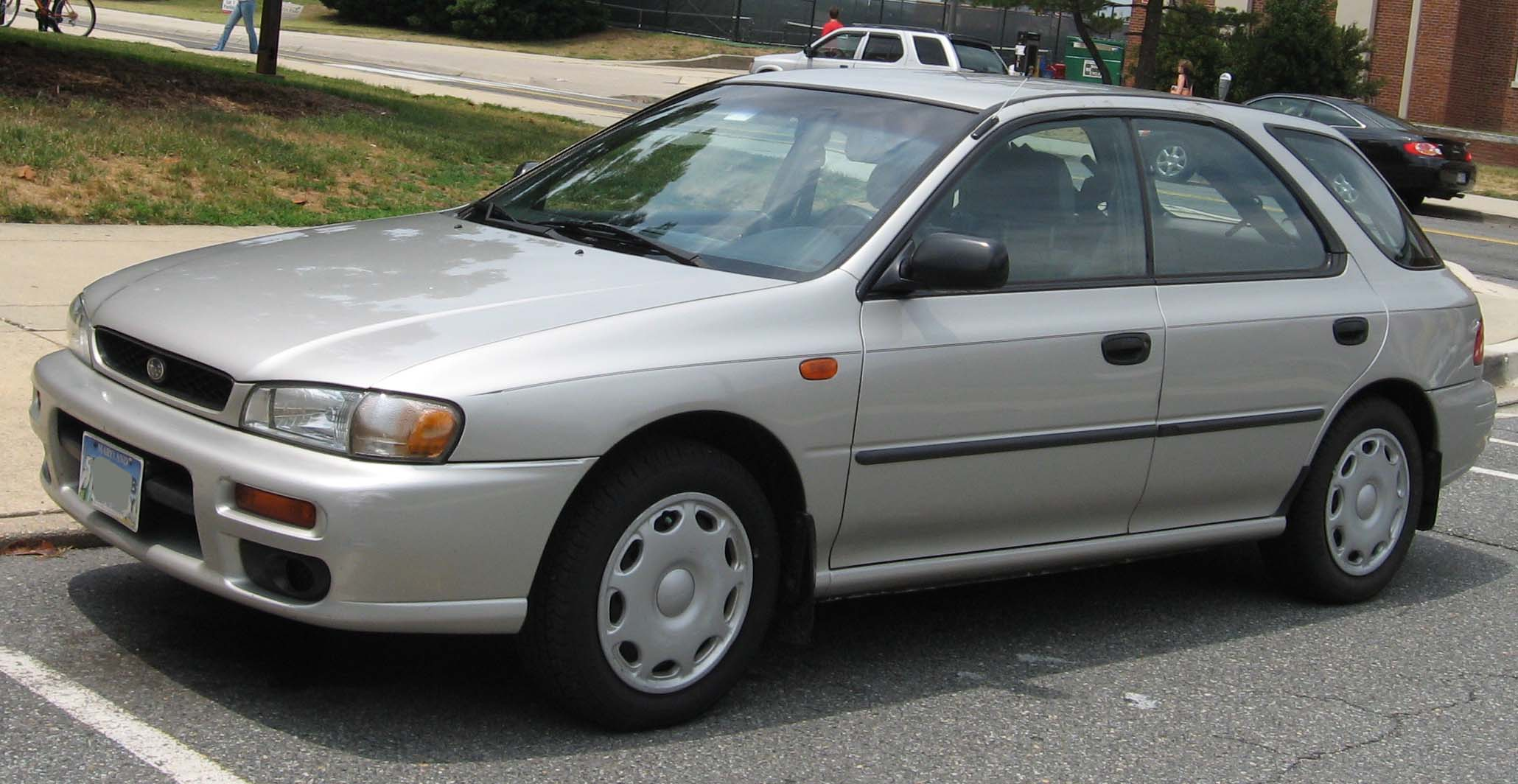
スポーツワゴン（米国仕様・1998年改良型）
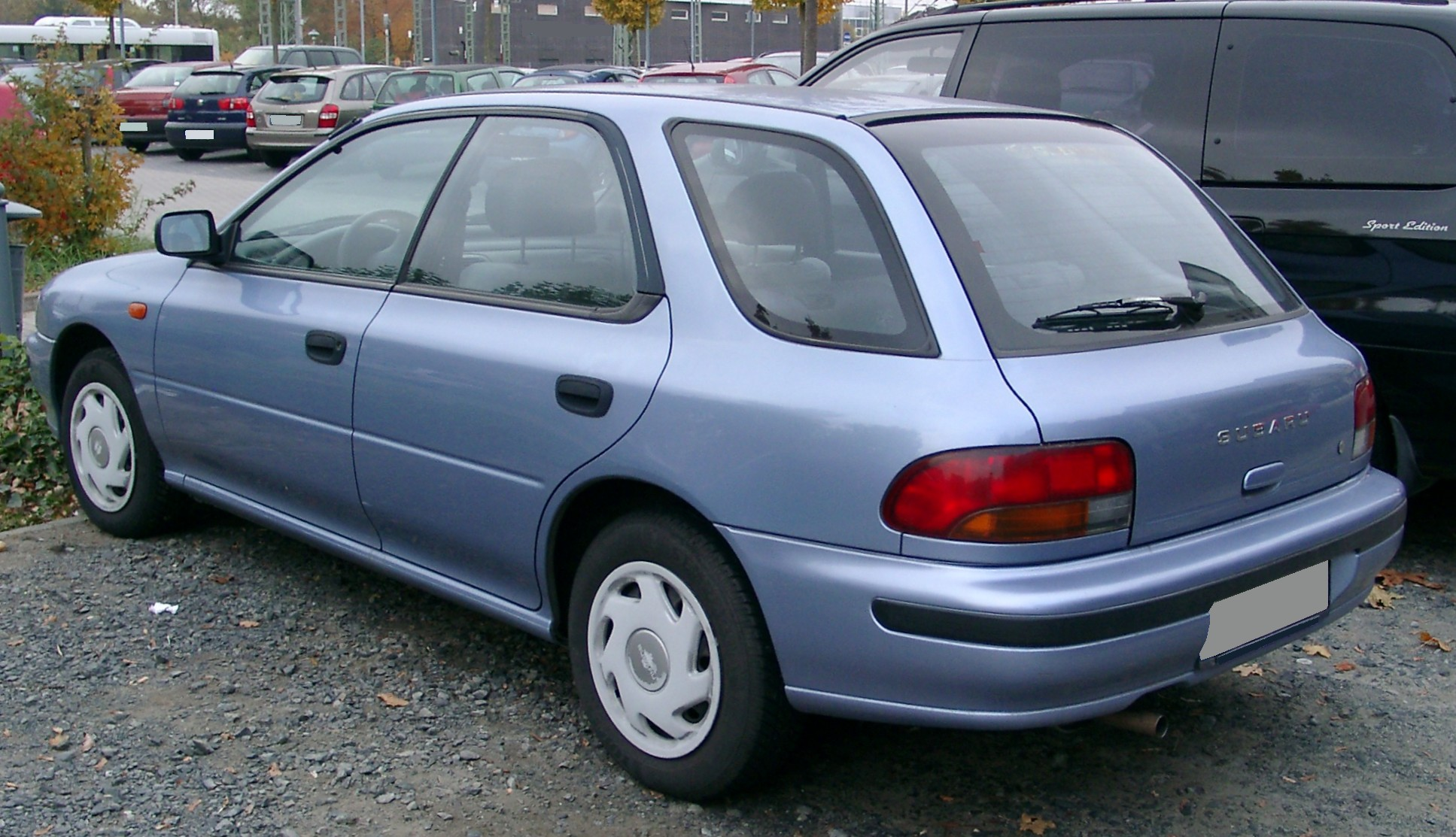
スポーツワゴン（欧州仕様・1992年初期型 後面）
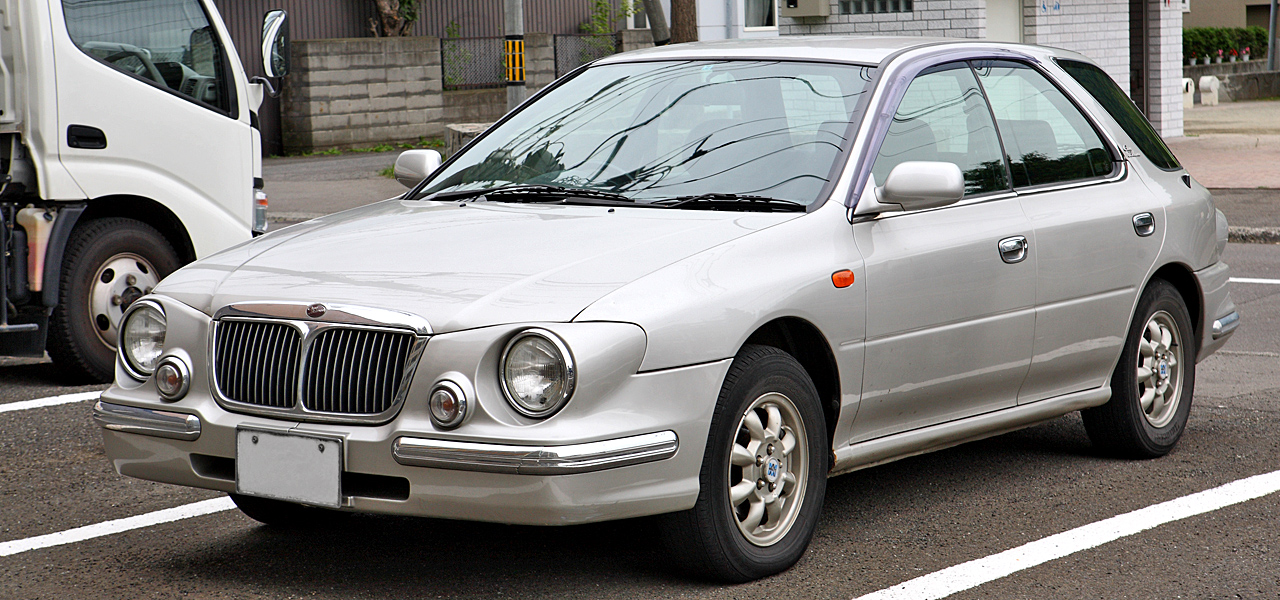
カサブランカ（特別仕様車）
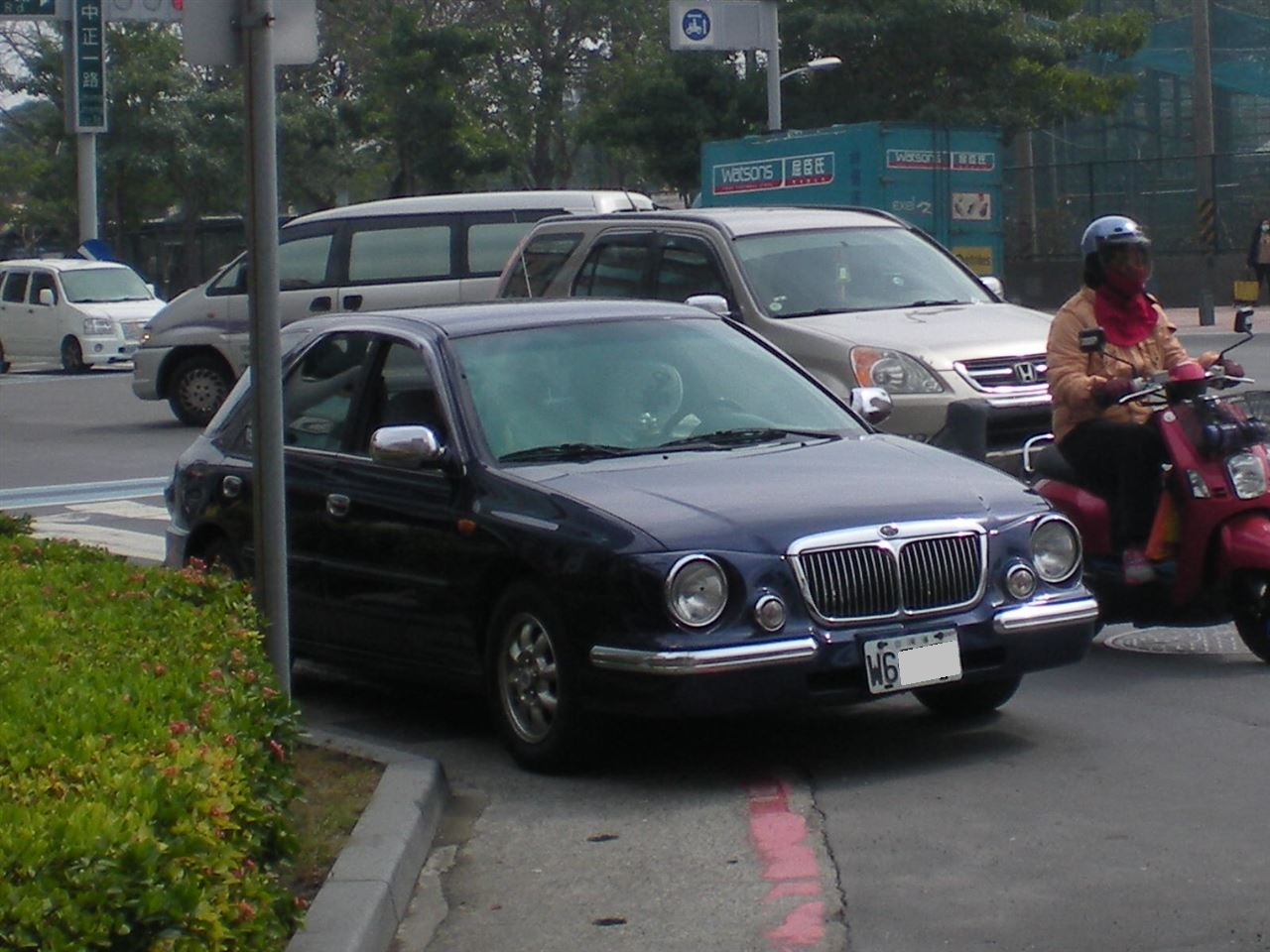
カサブランカ（台湾仕様）
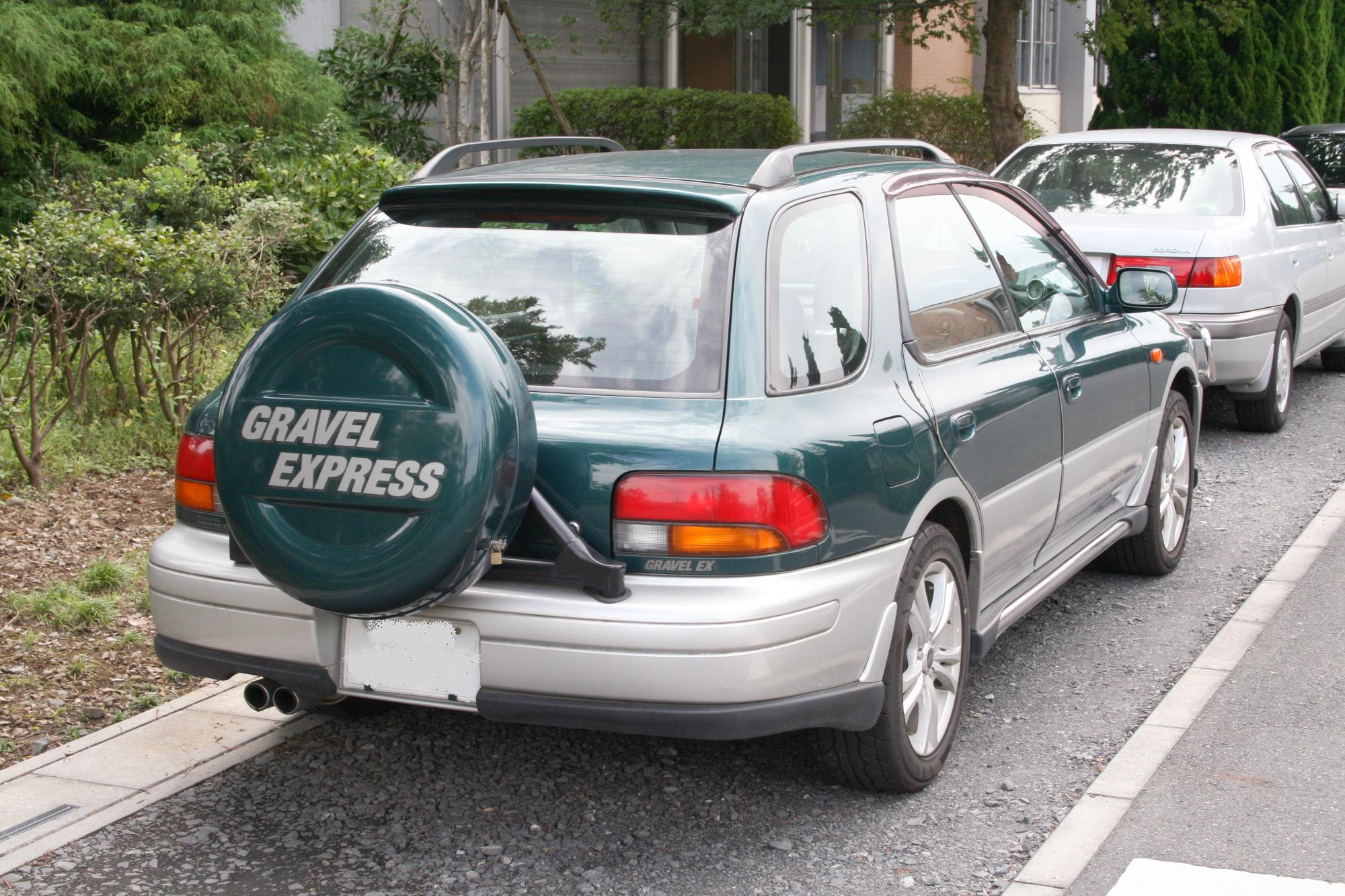
グラベルEX 後面

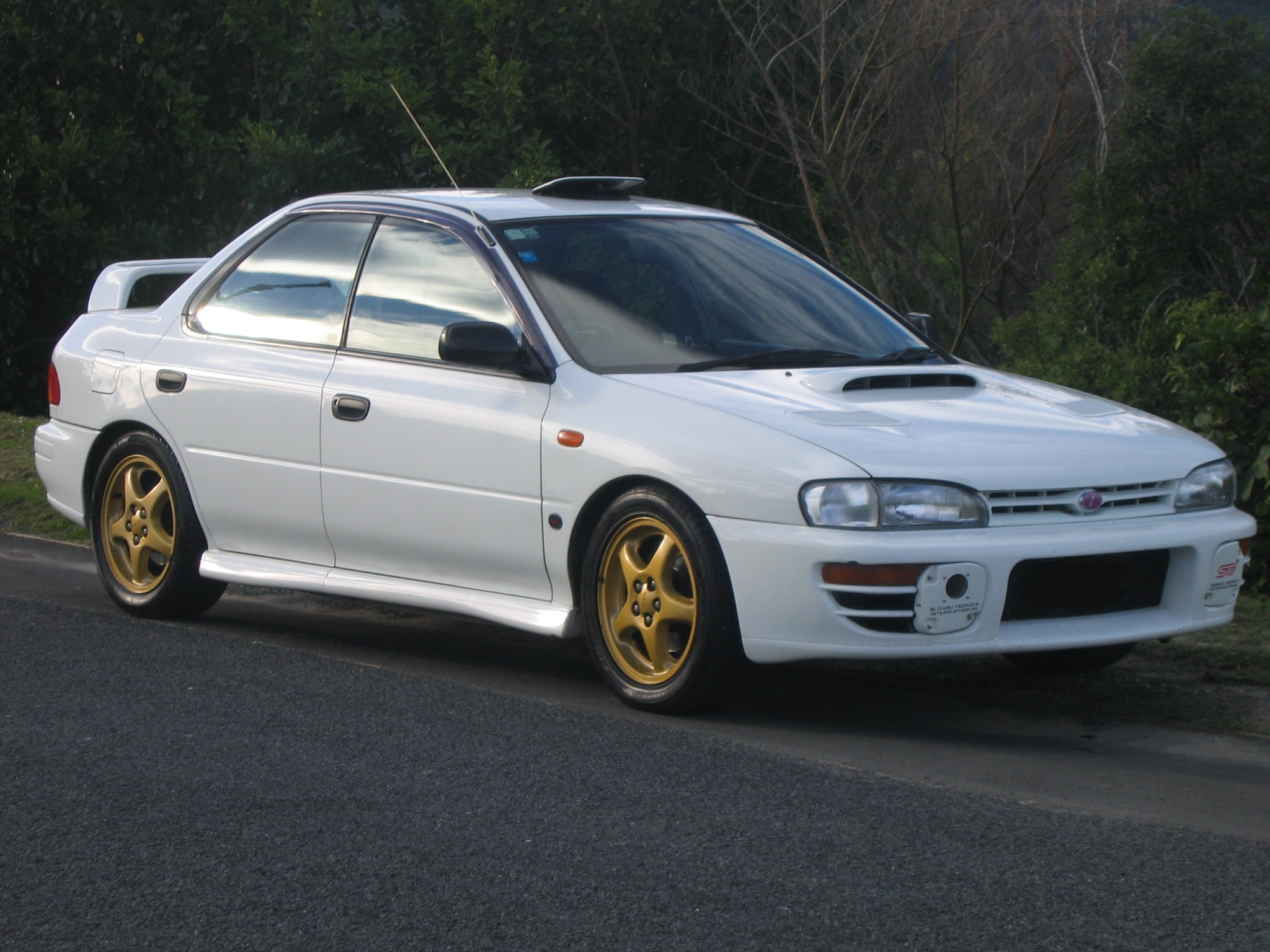
WRX type RA STi
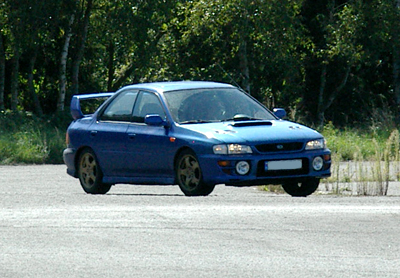
WRX STi VersionV
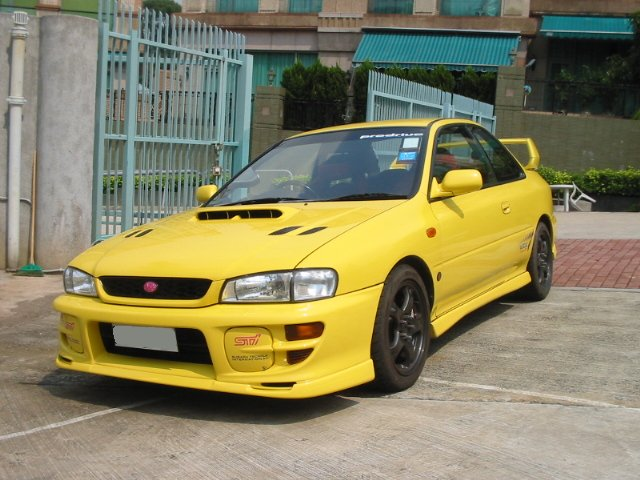
WRX type R STi
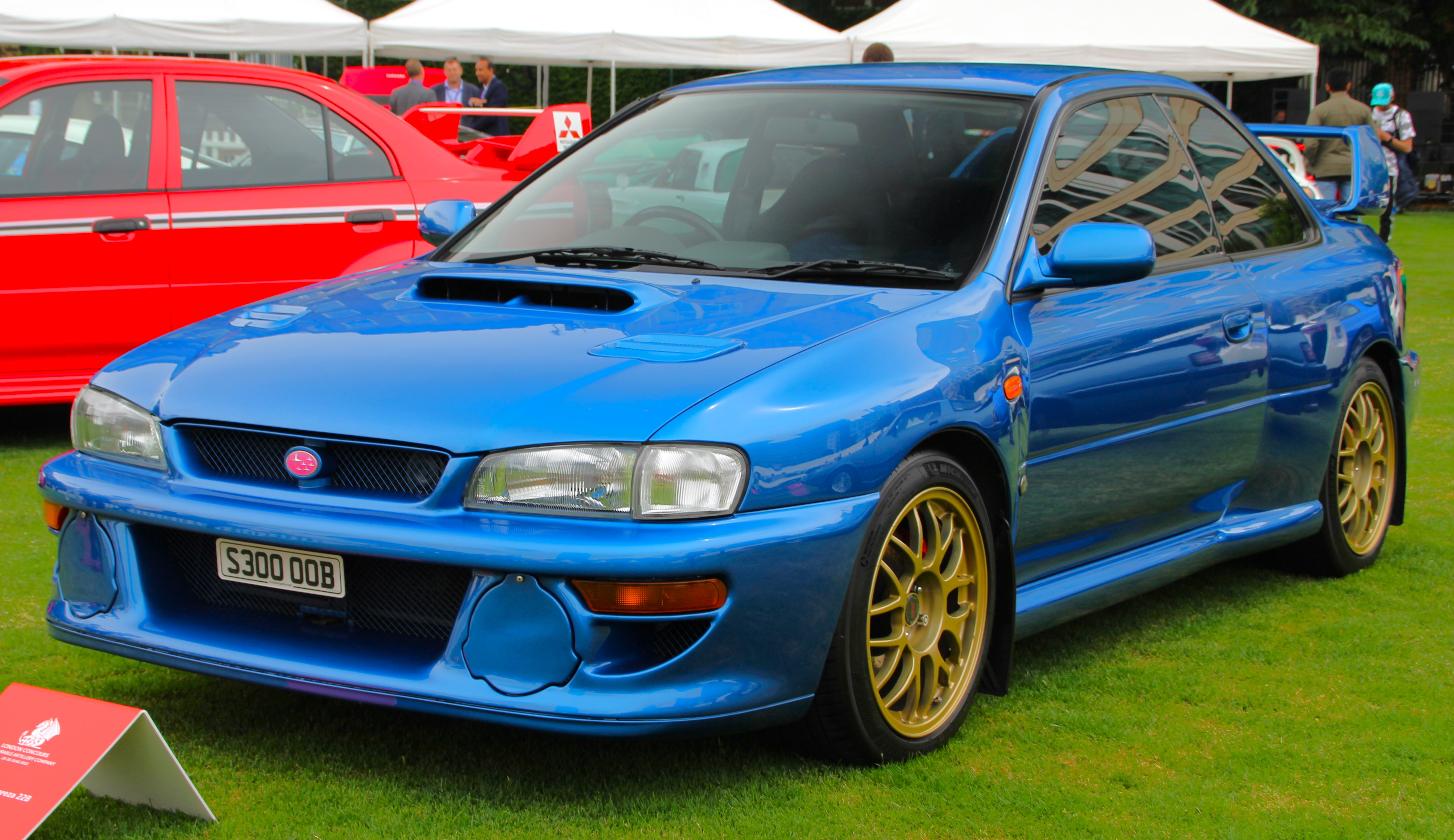
22B-STi Version
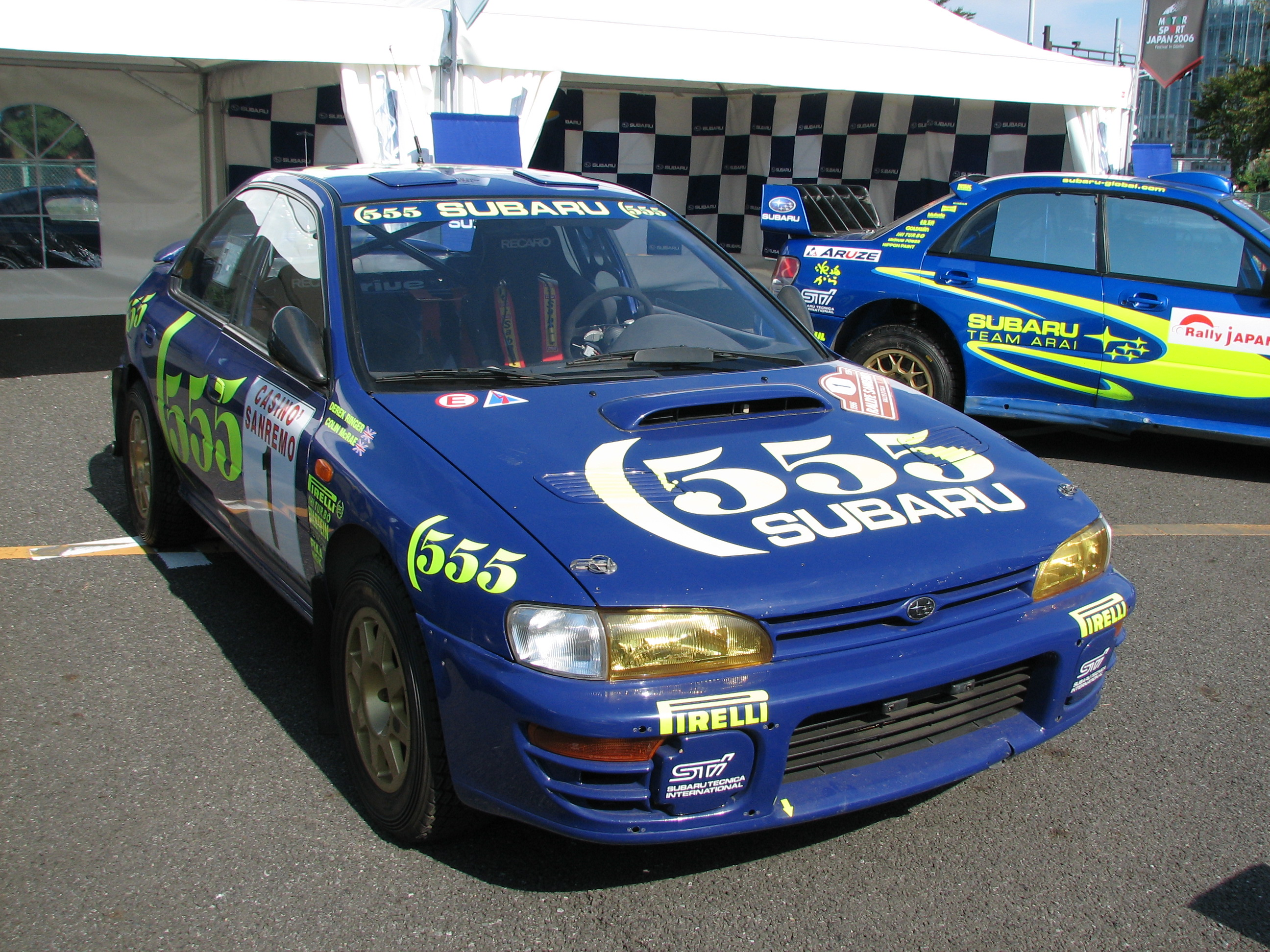
プロドライブ製作のグループA仕様ラリーカー

## 2代目GD/GG系（2000年 - 2007年）
ボディデザインは初代を引き継いでセダンとスポーツワゴンが用意されたが、スポーツワゴンが5ナンバー枠に収まるのに対し、セダンはスポーツ走行での安定性を考慮しブリスターフェンダーを備えた3ナンバーサイズとなった。スポーツワゴンは、2004年からGMとの資本提が携解消される2005年まで、サーブ・9-2Xとして北米市場にOEM供給された。
2代目開発当時、各メーカーで盛んに叫ばれていた、いわゆる「衝突安全ボディー」の設計に注力され、「新環状力骨構造」の採用、また前面衝突時の衝撃を効果的に吸収するサブフレームが前端に追加された。「STi」では剛性の確保が根本的に見直され、サイドシルの断面積拡大、ストラットボックス、クロスメンバー部の補強などが行われた。
2.0 Lターボ車は、スバルのターボ車として初めて吸気側に可変バルブタイミング機構 (AVCS) を採用した（2 L NAモデルはGC・GF型で採用済み）。また、新たにTGV（タンブル・ジェネレーション・バルブ）が採用され、燃焼効率の向上、触媒の二重化による始動直後の排出ガスレベルの低減を実現し、STiを除く全車が平成12年度基準排出ガス25%低減レベル適合 (G-LEV) した。また、2.0 Lターボ、2.0 L NAが「良低排出ガス車（☆）」、1.5 Lが「優低排出ガス車（☆☆）」に適合し、「グリーン税制」対象車となっている。
四輪駆動モデルでは5速MTにビスカスカップリング（VCU）方式LSD搭載ベベルギア方式センターデフを、E-4速ATに「MP-T」を用いたアクティブトルクスプリット4WDを採用している。四輪駆動ターボ用には、5速MTとして従来のTY75型（VCU方式LSD搭載センターデフ）を引き継いでいる。E-4速ATとしてレガシィと共通の、遊星歯車式センターデフ+「MP-T」によるVTD-AWDトランスミッションが搭載された。STiには、今回は全くの新開発のスバル内製「TY85」型6速MTが搭載された。先代では「ガラスのミッション」と酷評されたが、この代から搭載されたトランスミッションは強度が見直された。
スバルがブランドイメージの模索で迷走していたあおりを受け、そのライフスパンの中で2度に及ぶ大幅なフェイスリフトを受けた。ヘッドランプの形状からそれぞれ「丸目（アプライドA - B）」、「涙目（アプライドC - E）」、「鷹目（アプライドF - G）」と通称される。デザインマネージャーを務めた石井守によると、デビュー当初「丸目」としたのは会社の意向であり、抵抗を感じつつもポルシェ・911のような格好良さを目指したという。デザイナー側としてはできるだけライトを寝かせたかったが、エンジン室内における部品配置空間の確保（特にバッテリー）や整備性（ランプ球切れ時の交換のしやすさ）を求める技術者側の要望を反映した結果、市販モデルはライトが前方に突出かつ直立気味となり、自動車メディアやWRXオーナーから不評を買った。スバル・アルシオーネのデザイナー・碇穹一は、当時は初代インプレッサ開発時代と異なり「モデルを数だけ造って、その中からいいのを選べばよい、という安直な雰囲気があった」とし、「どのモデルにも迫力がなかった。（略）最有力案といわれるモデルの丸目のライトの設定のどこに走りのイメージがあるというのだろうか」と嘆いた。続く「涙目」はラリー車両を担当していたイギリス人デザイナーが手直しを行ったもので、男性客の反応は上々であったが、一方で女性客は離れる結果となった。最後の「鷹目」は航空機をモチーフとしたスプレッドウィングスグリルを採用し、鋭くかつスポーティに仕上げた。
日本全国の警察の機動捜査隊に後期型WRXが覆面パトカー（リアウイング・レス仕様）、栃木県警や埼玉県警、広島県警などの高速隊に中期型WRXが白黒パトカーとして配備されている。日本国外でも、フランス国家憲兵隊では高速道路での取り締まりで使用されている。

### 年表
- 2000年
  - 8月23日 - WRX（4ドアセダン）とスポーツワゴンが登場（年改A）[30]。WRXは2.0 L・AWDのみ。ワゴンに1.5 L前輪駆動を設定。2.0 Lターボ、NA車が「良低排出ガス車（☆）」、1.5 Lが「優低排出ガス車（☆☆）」適合。
  - 10月24日 - 「WRX STi」、「スポーツワゴンSTi (GGB)」（約2年の生産期間〈C型で廃止〉で、レギュラーモデルではあったがおよそ800台しか生産されなかった希少車）が登場[31]。WRX、スポーツワゴンの2.0 Lモデルと同様、吸気側にAVCSを装着[31]。
- 2001年
  - 11月 - 年次改良（年改B）。各グレードごとの価格・装備内容の見直し、ボディーカラーの入れ替え、フロントグリル形状・ヘッドランプハウジングの色味変更などが行われた。
  - 12月6日 - 「WRX STi type RA specC」を追加[32]。
  - 12月 - SWRTのドライバー、リチャード・バーンズがWRCドライバーズ・タイトルを獲得。
- 2002年
  - 6月 - 「WRX STi type RA spec C」をベースにした、ストリートにおけるオンロード性能の向上を徹底追求したSTI社製コンプリートカー「S202 STi Version」を発売。チタンマフラー、専用ECUの採用により320PSの最高出力を実現。パワーウインドウなどの快適装備が特別設定されていた[33]。
  - 11月1日 - マイナーチェンジ（年改C）[34]。評判の芳しくなかったエクステリアを大幅変更（いわゆる丸目⇒涙目）。あわせてエンジン・シャシーにも大幅に変更が加えられた。特にSTiに対し大幅にテコ入れが施され、エキゾーストマニホールドが等長化されたことが大きな変化であり、スバルの水平対向エンジン搭載車特有の「ズドドド」という音が小さくなった。ワゴンの四輪駆動ターボ車に「WRX」の名称が復活。セダン、ワゴン共にホイールは17インチに拡大、対向ブレーキキャリパーが採用された。同時にスポーツワゴンSTiは廃止となった。
- 2003年9月 - 年次改良（年改D）[35]。シートスライドレバーの形状が変更されるだけのきわめて小さい年次改良。セダンに、新たに5ナンバーボディのSOHC 1.5 Lモデル「1.5i」が追加されたと同時に、セダン2.0NAモデルである「20S」が廃止された（スポーツワゴンには引き続き設定）。
- 2004年6月 - マイナーチェンジ（年改E）[36]。インパネとドアトリムの形状を先に登場していたサーブ・9-2Xとほぼ同一の形状に変更。STiはさらにパフォーマンスアップ。フロントハブの強化、リアオーバーフェンダーの装着、ホイールPCDを従来の100 mmから114.3 mmに拡大。スポーツワゴンに設定されていた2.0NAモデル「20S」が廃止となり、2.0NAモデルが消滅となった。
- 2005年
  - 1月 - 「WRX STi」をベースに「グローバルピュアスポーツセダン」をコンセプトにしたSTI製コンプリートカー、「S203」を発売。S203よりベースモデルがspec CからSTiとなった。専用の減衰力4段可変式ストラット、ピロボール式リヤサスペンションリンク、ドライカーボン製フロントアンダースカート、専用リヤウイング、BBS社製18インチ鍛造アルミホイール、STI・レカロ社共同開発の専用ドライカーボン製リクライニング機構付フロントバケットシートなどを装備していた[37]。
  - 6月 - マイナーチェンジ（年改F）[38]。このモデルより、ブランド名グレード名ともSTI（すべて大文字）に統一。再びエクステリアの変更が行われ、「スプレッドウィングスグリル」と呼ばれる飛行機をモチーフにしたフロントグリルデザインを採用する（いわゆる涙目⇒鷹目）。この代のセダンWRXのAT（ベースグレードでリアスポ・HIDなどがレス仕様）車が警察庁の私服用無線車（捜査用覆面パトカー）に大量採用された。なお、WRX,WRX STIはスピードメーターの最高が180km/hから260km/h表記になった。
- 2006年
  - 1月 - STI製コンプリートカー「S204」発売。基本的なメカニズムはS203と共通。STIとヤマハ発動機が共同開発した、車体への入力を減衰するパフォーマンスダンパーが新たに採用されたのがトピックであった。600台限定で、価格は480万9,000円であった[39]。
  - 6月 - 一部改良で最終のG型へ[40]。1.5 L車に、新たにDOHC・ロングストローク設計のEL15型エンジンを搭載した1.5Rが登場した。
  - 11月 - 「純粋に速く、安全に、本気で攻められるインプレッサ」をコンセプトとした特別仕様車「WRX STI spec C type RA-R」を発売[41]。ブレンボ製6ポットキャリパー（フロント）や235/40R18タイヤなどを採用して、ショートコース・サーキットでの走行性能を向上していた[42]。
- 2007年
  - 5月（販売終了前月） - ここまでの新車登録台数は累計18万3,652台[43]。
  - 6月[44] - 生産・販売終了。

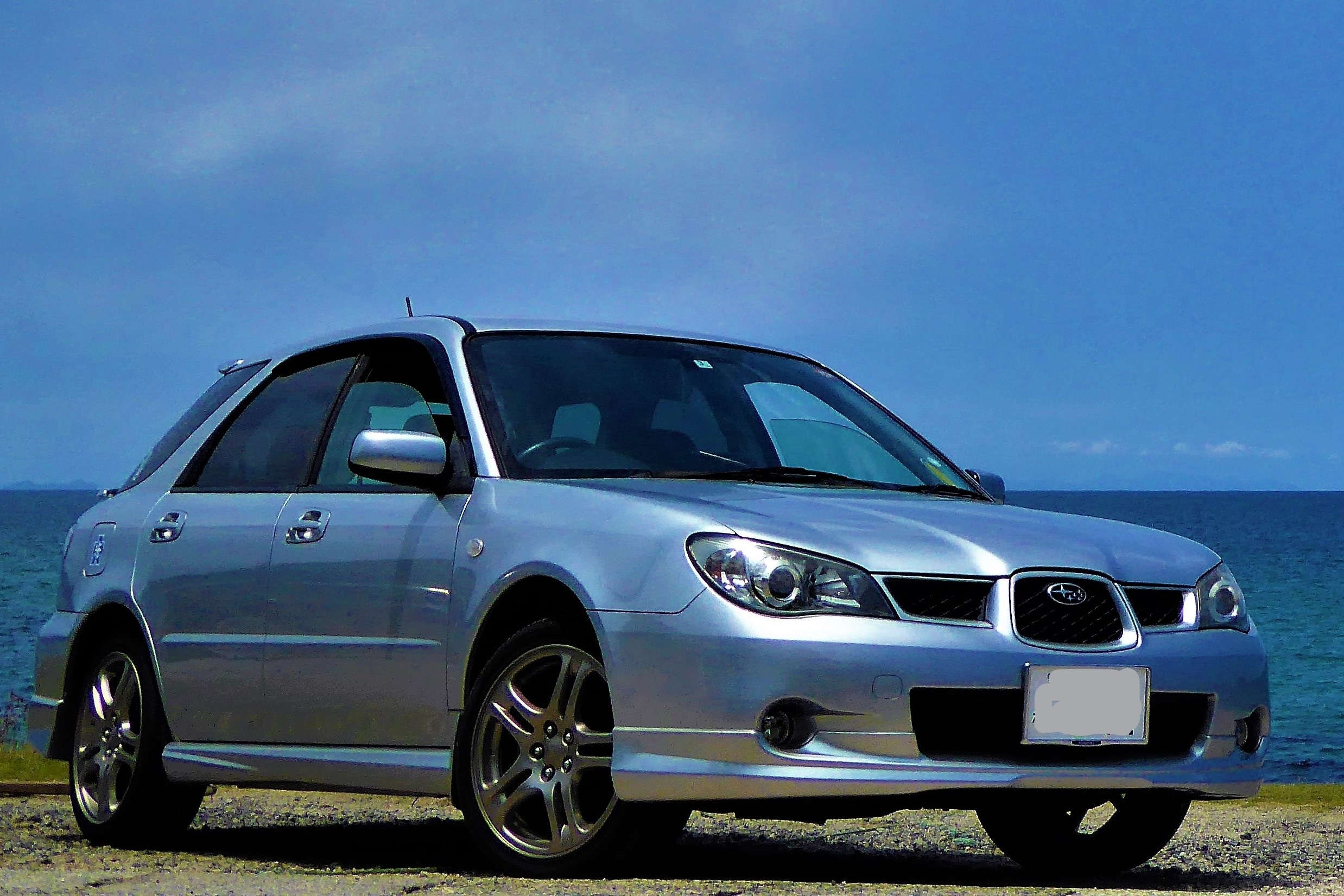
スポーツワゴン1.5i（2005年改良型）

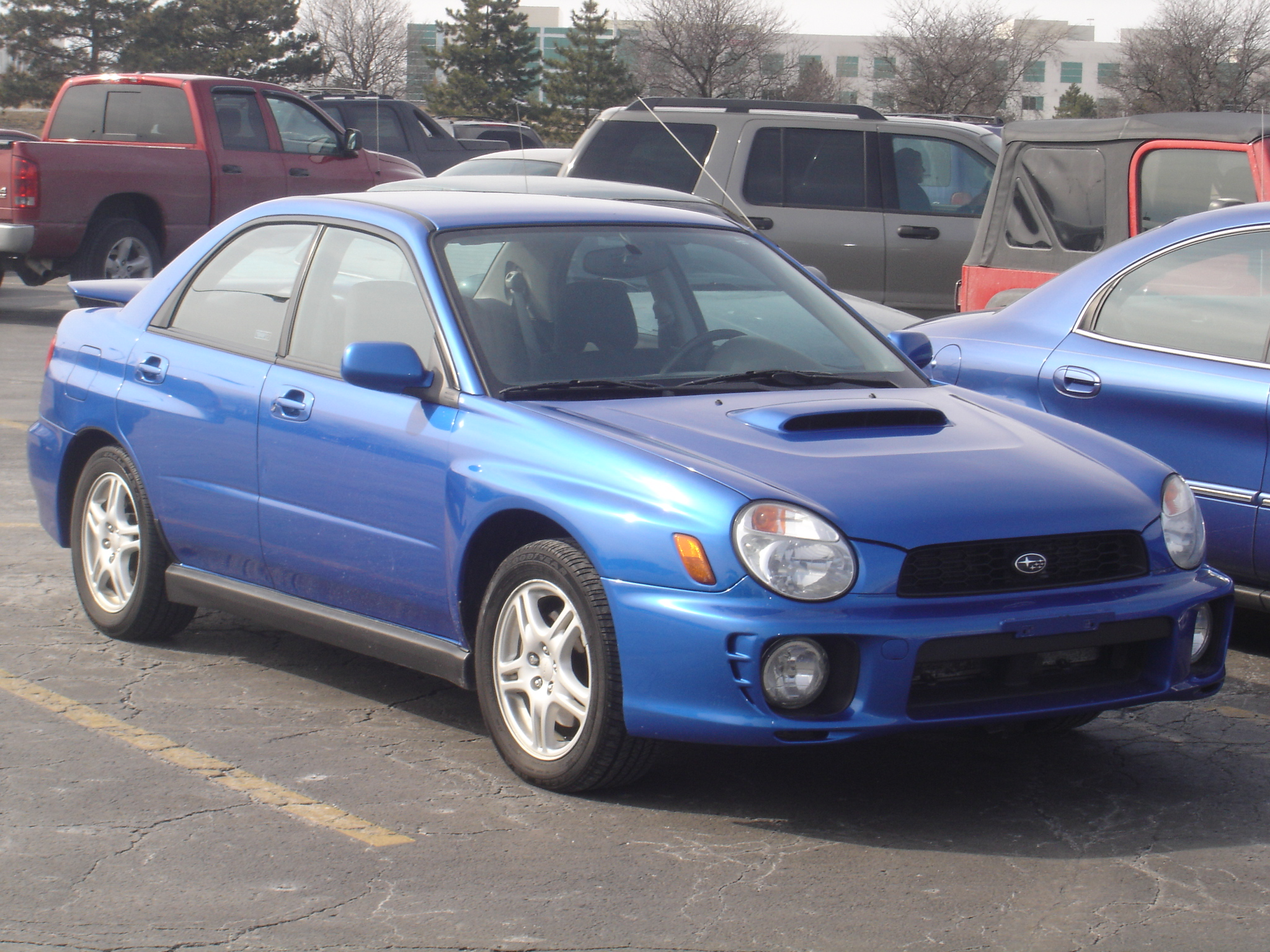
WRX 2.5RS（2000年初期型）
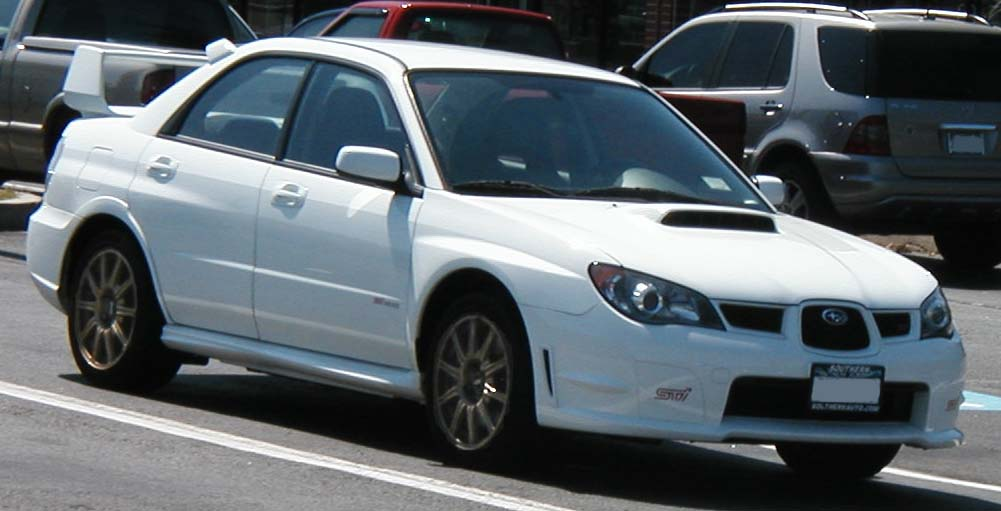
WRX STI（2005年改良型）
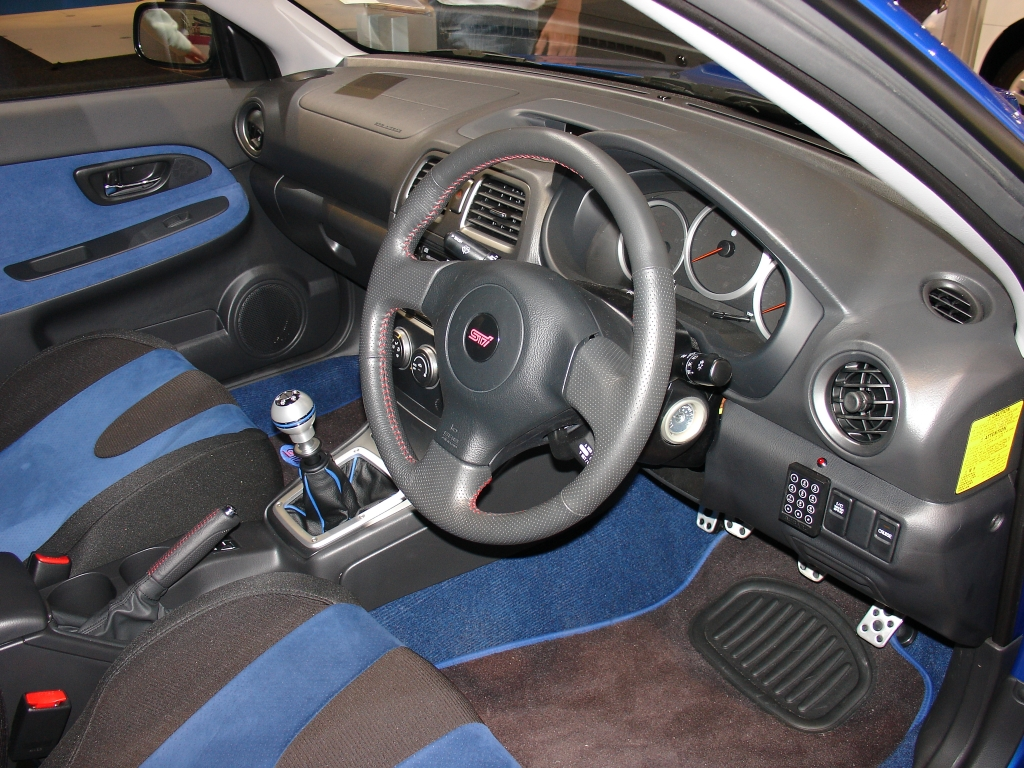
STI 内装
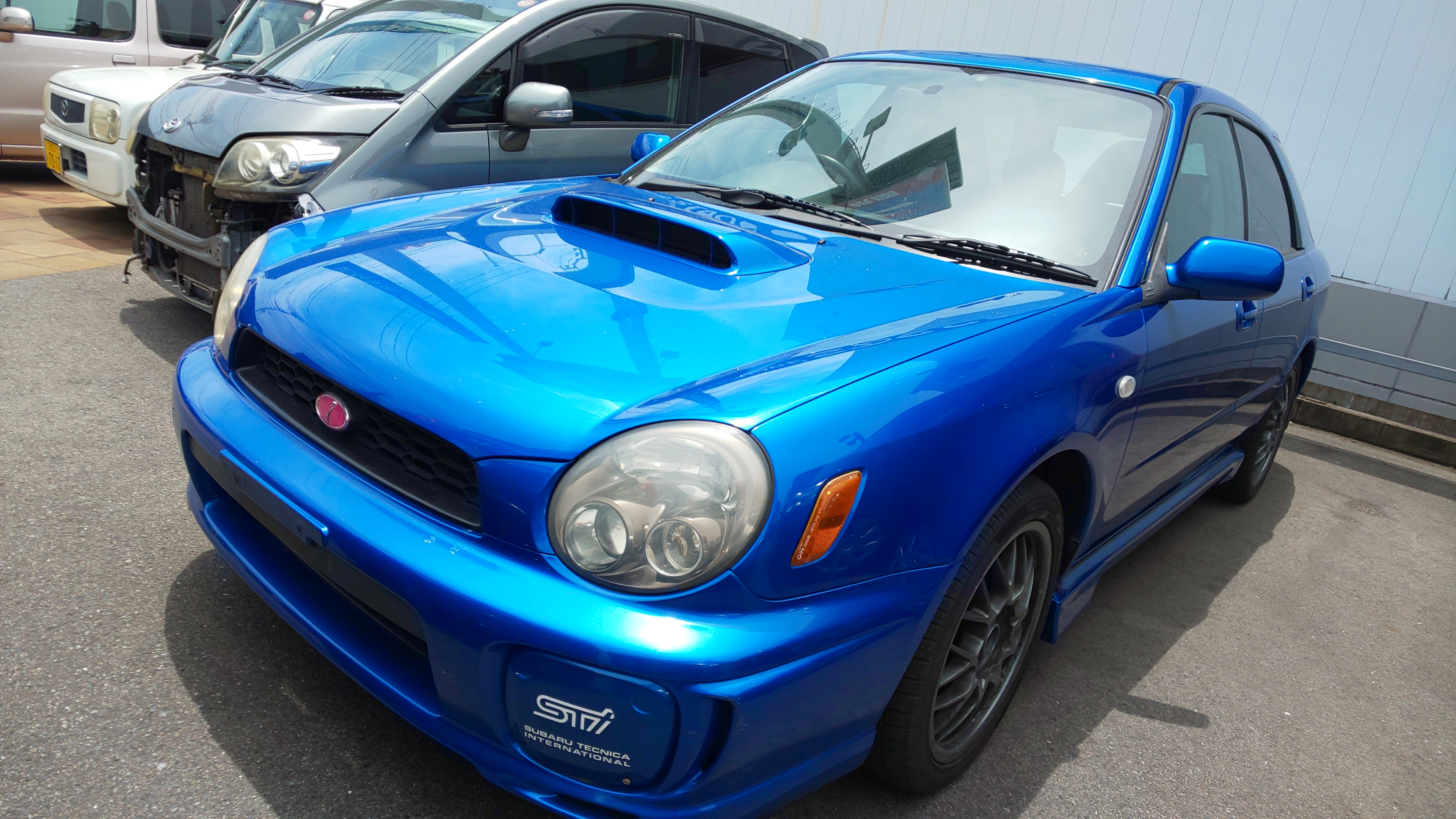
GGB型インプレッサSTiワゴン
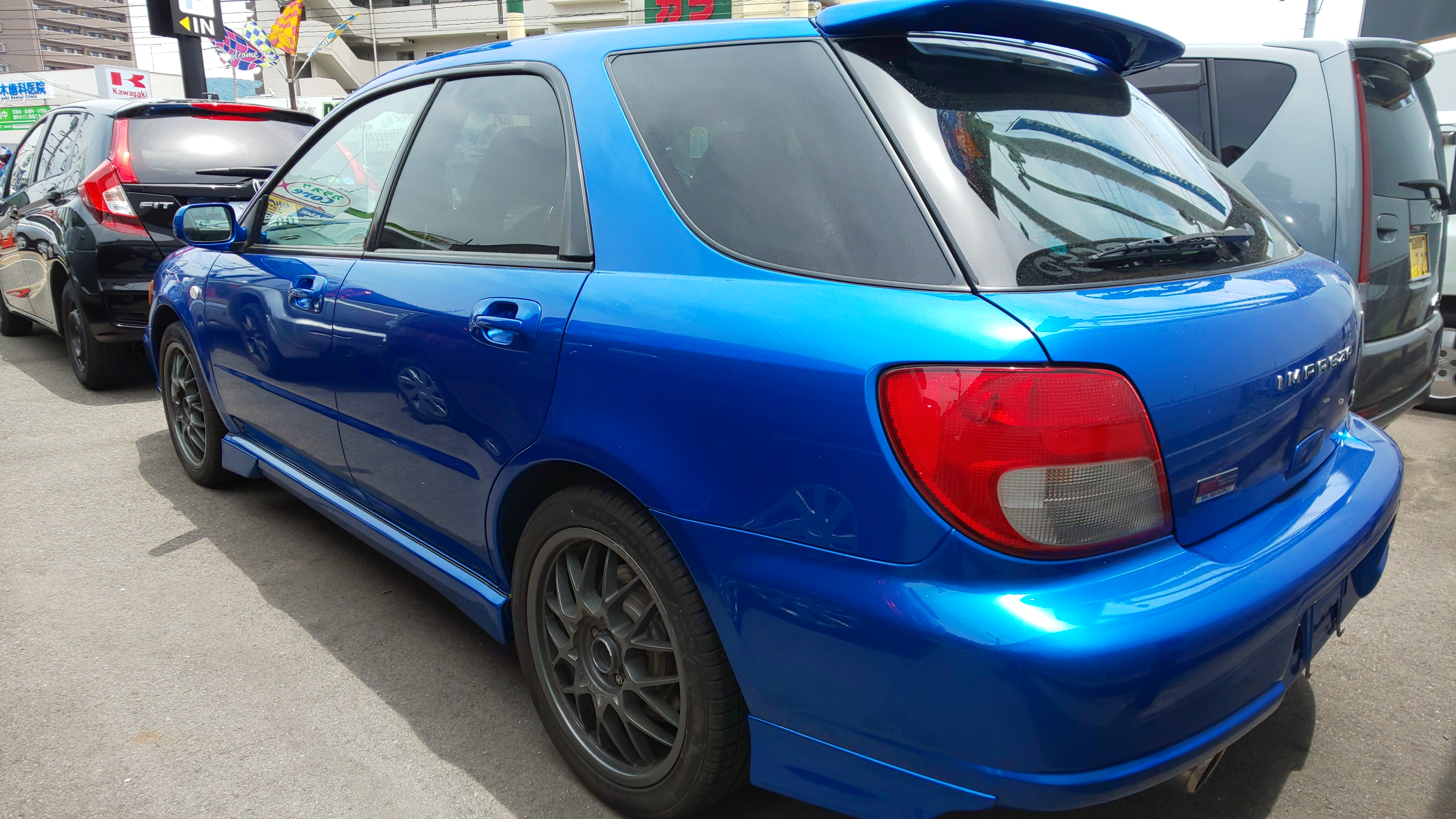
GGB型インプレッサSTiワゴン 後面
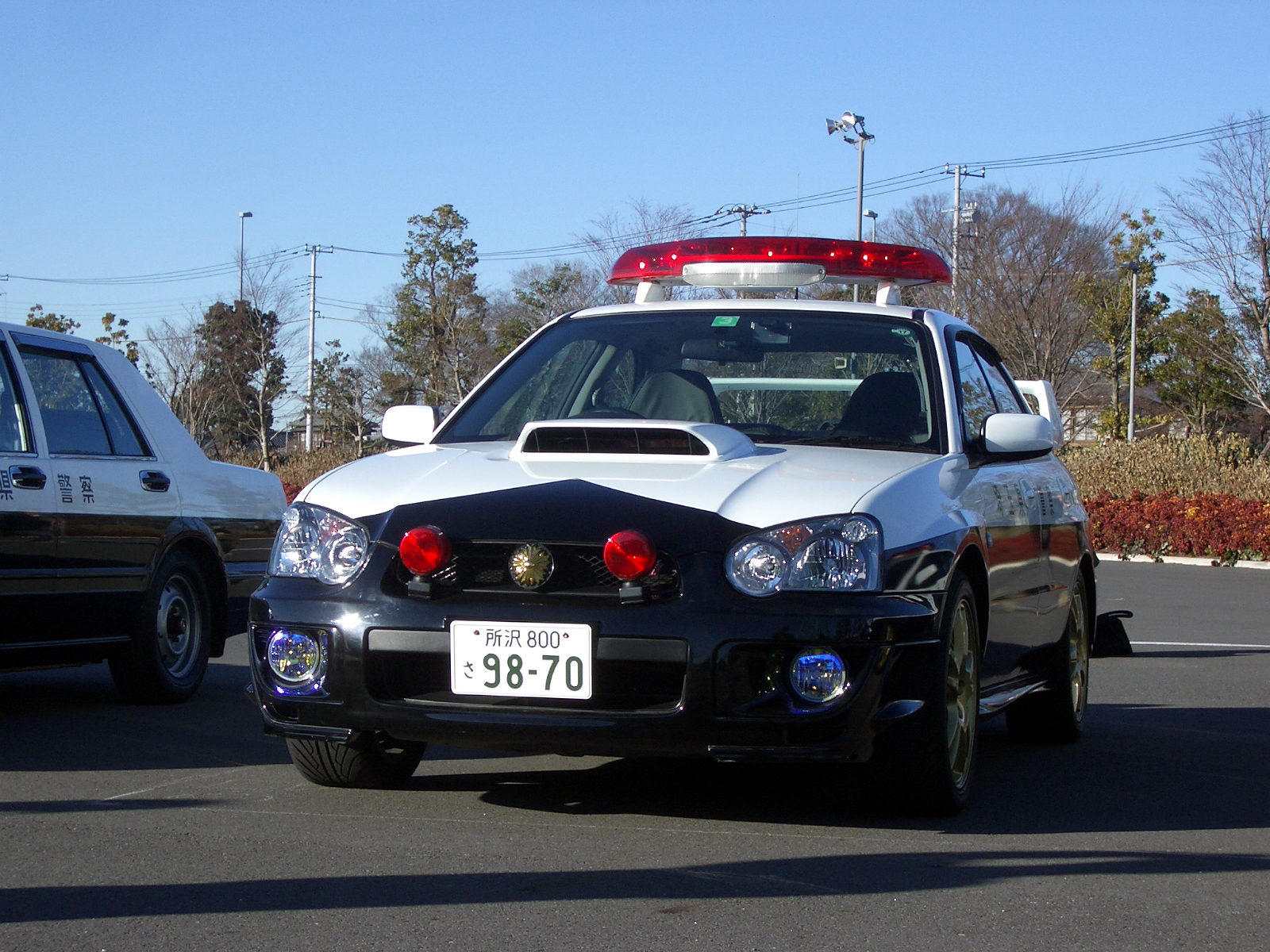
WRX STi 交通取締用四輪車（交通取締用無線自動車）
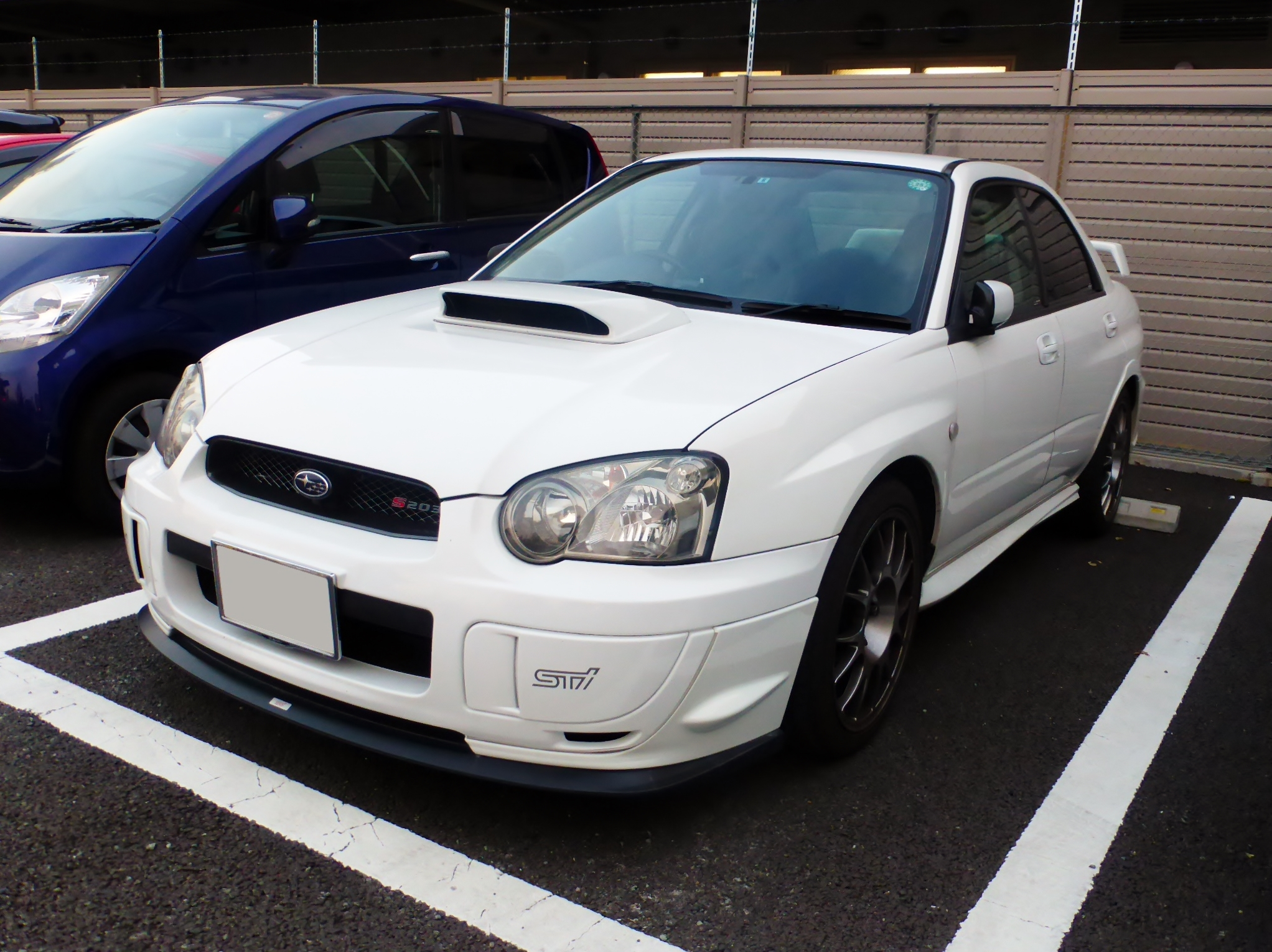
S203（2002年改良型）

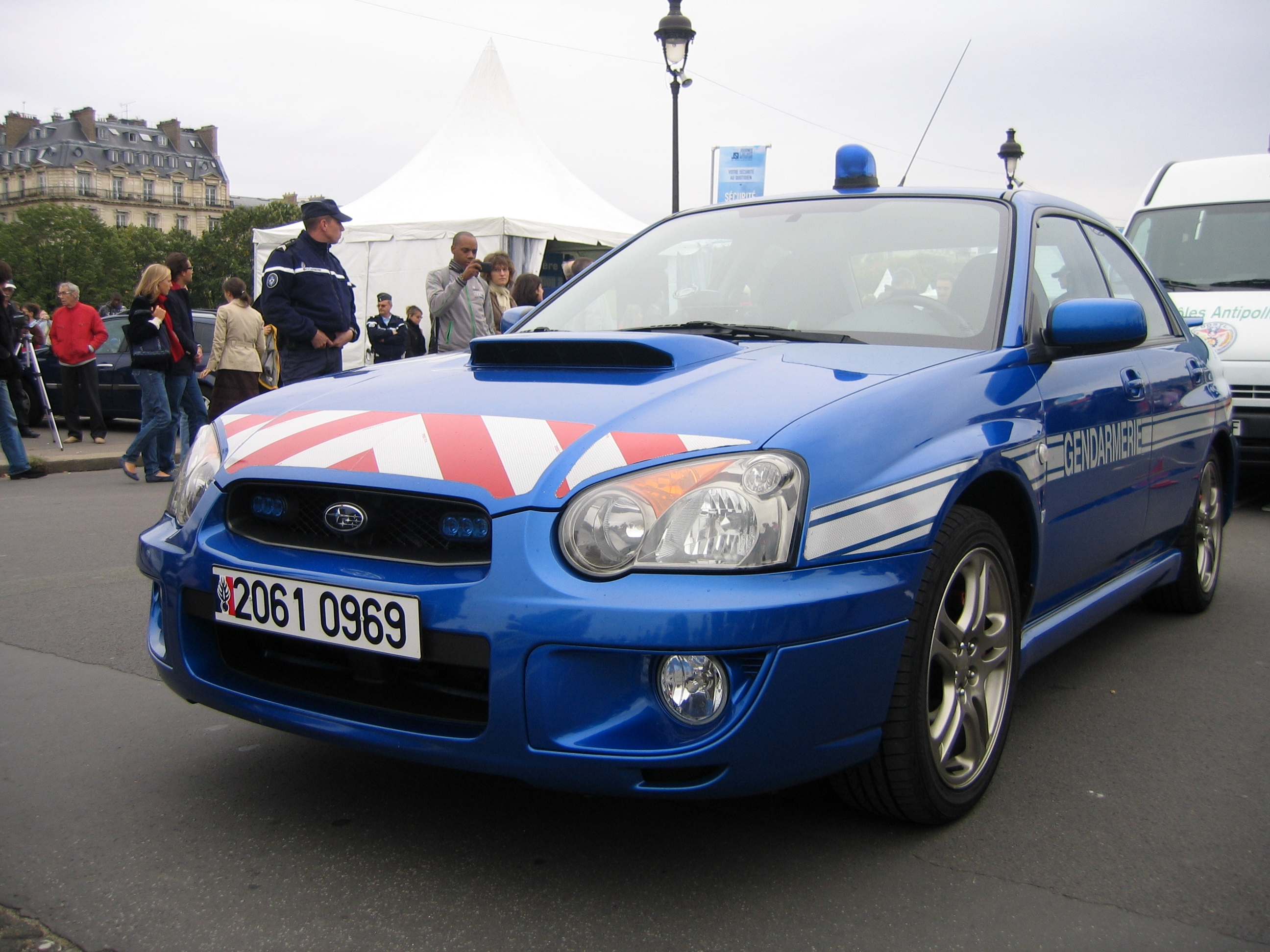
フランス国家憲兵隊の高速隊パトロールカー
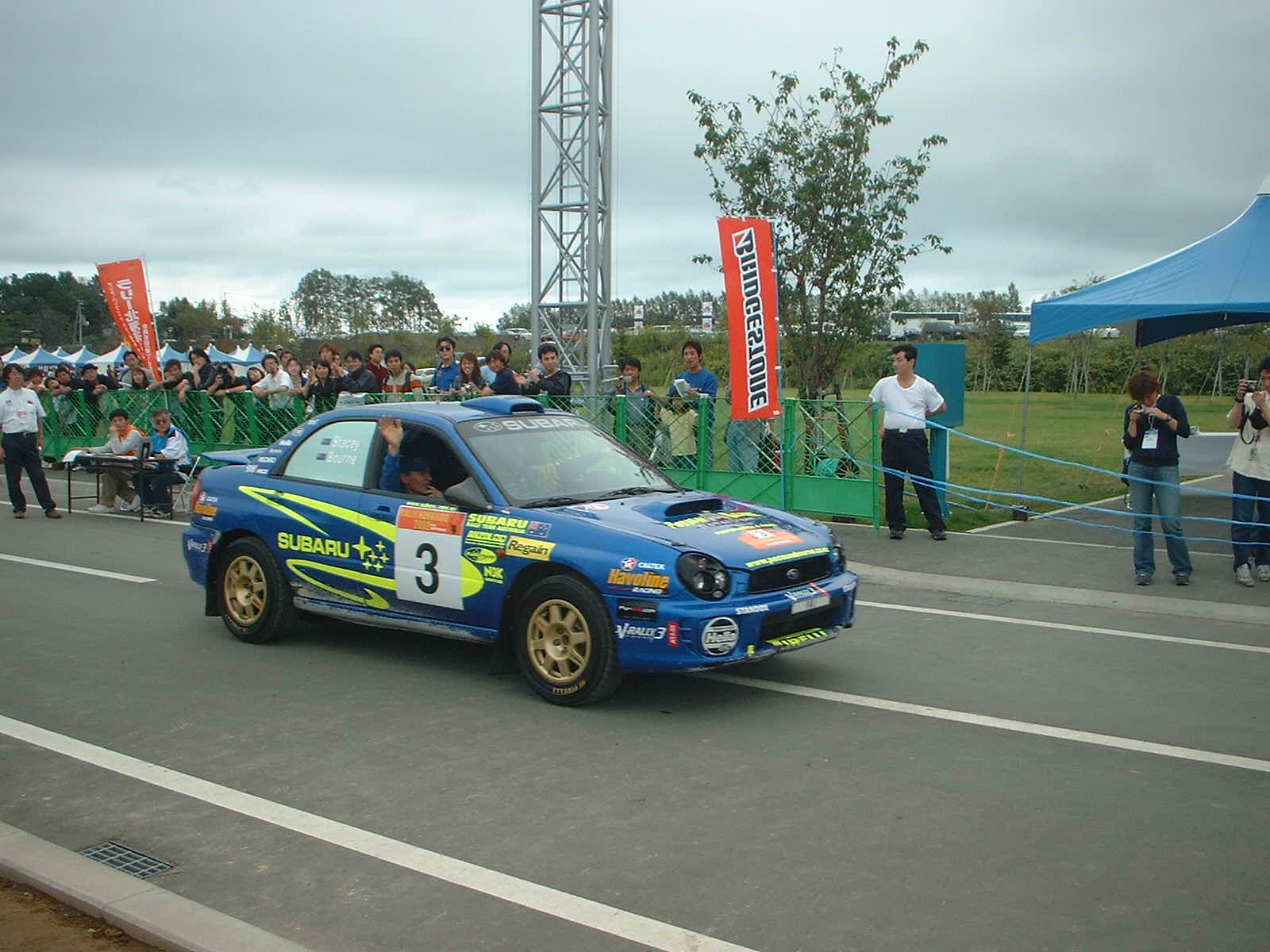
ポッサム・ボーン選手のGr.A車

## 3代目GE/GH/GR/GV系（2007年 - 2011年）

### 型式一覧
型式の1桁目のGはインプレッサシリーズを表し、2桁目はシャシーコードである。
日本国内市場:
- GE2 - セダン、排気量1,498 cc（EL154）、自然吸気、FF、5速MTまたは4速AT。
- GE3 - セダン、排気量1,498 cc（EL154）、自然吸気、AWD、5速MTまたは4速AT。
- GE6 - セダン、排気量1,994 cc（EJ204）、自然吸気、FF、4速AT。
- GE7 - セダン、排気量1,994 cc（EJ204）、自然吸気、AWD、4速AT。
- GH2 - ワゴン、排気量1,498 cc（EL154）、自然吸気、FF、5速MTまたは4速AT。
- GH3 - ワゴン、排気量1,498 cc（EL154）、自然吸気、AWD、5速MTまたは4速AT。
- GH6 - ワゴン、排気量1,994 cc（EJ203）、自然吸気、FF、4速AT。
- GH7 - ワゴン、排気量1,994 cc（EJ204）、自然吸気、AWD、4速AT。
- GH8 - ワゴン、排気量1,994 cc（EJ20X）、ターボチャージャー付、AWD、5速MTまたは4速AT。
- GRB - ワゴン、排気量1,994 cc（EJ207）、ターボチャージャー付、AWD、6速MT。
- GRF - ワゴン、排気量2,457 cc（EJ257）、ターボチャージャー付、AWD、5速AT。
- GVB - セダン、排気量1,994 cc（EJ207）、ターボチャージャー付、AWD、6速MT。
- GVF - セダン、排気量2,457 cc（EJ257）、ターボチャージャー付、AWD、5速AT。

### ノーマルモデル
当初は5ドアハッチバックのみ設定され、初代・2代目に設定されていた4ドアセダンは一旦消滅した。全幅が1,700 mmを超える3ナンバーサイズとなり、全長も拡大しコンパクトからミドルクラスへとクラスアップした。シャシーは、BL/BP系レガシィのプラットホームを基にした「SI-シャシー（Subaru Intelligent Chassis）」を新たに採用し、リアサスペンションの形式が従来のストラット式からダブルウィッシュボーン式へと変更された。ドアもサッシ付ドアに変更された。
エンジンについては、1.5 Lモデル「15S」はEL15型DOHC16バルブ、2.0 Lモデル「20S」はNA仕様がEJ20型SOHC16バルブであり、ツインスクロールターボ仕様「S-GT」がEJ20型DOHC16バルブである。国内向け2.0 Lターボ車のグレード名は「WRX」から「S-GT」となったが、国外モデルのターボ車（全て2.5 L）は先代同様「WRX」のグレード名を使用する。
2007年11月20日、新型インプレッサはアメリカの保険団体の衝突安全テストで最高評価を獲得し、2008年4月21日国土交通省などが、安全性能の評価が最も高い車に与える、2007年度の「自動車アセスメントグランプリ」に選ばれるなど、安全性の高い車種として評価されている。

### インプレッサアネシス
発売当初からしばらく4ドアセダン投入の動きは見られず、富士重工業は「日本市場の様子を見てセダンの販売を検討していく」としていた。2007年11月29日に日本国内でもセダンを投入すると報じられ、それから約9か月後の2008年10月8日に「インプレッサアネシス」（以下「アネシス」と称する）の名で発売された。
アネシスの特徴として、ゴルフバッグを4つ積載できるトランクルームを備えるとともに、光輝タイプのヘッドライトや専用フロントグリルにより、ハッチバックとは異なるフロントマスクとなっていることが挙げられる。インテリアは上級モデルにパールスエードと本革を組み合わせている。エンジンは1.5 LNAのEL15型DOHC16バルブと2 L自然吸気のEJ20型SOHC16バルブの2種で、ターボ搭載のS-GTや先代のWRX系は設定されない。
アネシスの登場と同時にハッチバックにも一部改良が実施され、新フロントグリル、LEDサイドターンランプ付きドアミラー（2.0 Lのみ）、ブラックトリムと後席中央3点式シートベルト&ヘッドレストを装備する。

### XV
2010年6月の一部改良と同時に登場したクロスオーバーモデル。

### WRX
2007年4月に登場した海外市場向けのターボ車。日本市場向けターボ車の「S-GT」とは異なり、2.5 LのEJ255エンジン（最高出力230 ps、最大トルク320 N⋅m）が搭載され、5ドアハッチバックに加えて4ドアセダンも設定される。トランスミッションは5速MTと4速ATの2種類から選択できた。

### WRX STI
2007年10月24日に発売された。先代までのセダンボディから、ショートオーバーハングの5ドアハッチバックボディとなった。型式はCBA-GRBである。
外装には、大きく張り出しエッジを効かせた前後フェンダーを採用。これにより、標準インプレッサシリーズとは別の専用ボディとなり、車両型式も専用となった。内装では、新たにレカロ社製フロントバケットタイプシートをメーカーオプションで設定。本革巻3本スポークステアリング、3連式のレッドルミネセントメーターや、テレスコピックステアリングも採用された。走行性能面では、SI-DRIVEやマルチモードDCCD、マルチモードVDCなどのメカニズムが新たに採用された。先代に続きツインスクロールターボを採用した新開発のEJ207エンジンは280 PSの自動車馬力規制を超え最大出力308 PSとなり、同時に低・中回転域のトルクも向上したほか、可変バルブタイミング機構・AVCSが吸気、排気の双方に設けられ、「平成17年排出ガス基準50%低減」を達成した。
輸出向けには、大排気量の2.5 LEJ257ユニットに、シングルスクロールのVF48ターボチャージャー（IHI製）を搭載し、最高出力221 kW (300 PS)、最大トルク407 N⋅m (300 lb⋅ft) を発揮する。このターボチャージャーは、大型化されたトップマウントインタークーラーに空気を送り込む。インタークーラーには、先代まであった赤い「STI」の文字がなくなっている。STI（3,395ポンド）は、WRX（グレードによって3,174 - 3,240ポンド）よりも重くなっている。これは、より頑丈なトランスミッション、リアディファレンシャル、その他のシャシー強化によるものである。
2010年7月1日に4ドア車が追加された。同時に5ドア車についても、4ドア車と同一のフロントグリルやバンパーなどを採用してフェイスリフトを行い、マイナーチェンジ。グレードはともに2.0 Lターボに6速MTの組み合わせの「WRX STI（型式 GRB/GVB）」と2.5 Lターボに5速ATの組み合わせの「WRX STI A-Line（型式 GRF/GVF）」の2種で、後者にはサンルーフやタン色本皮革シートが選べる「プレミアムパッケージ」を用意。また、この年次改良から、カタログやスバル公式ウェブサイトでの掲載および店頭等での表示車名が「スバル インプレッサ WRX STI」から「スバル WRX STI」に変更され、インプレッサシリーズから独立した車種となった。なお、標準車がフルモデルチェンジした2011年11月以降も、本モデルは2014年8月にフルモデルチェンジされるまで継続生産・販売された。

#### 特別仕様車
スバルWRX STI Takumi（2008年）
インプレッサWRX STIハッチバックをベースに、スプリングとショックのアップグレード、サスペンションビットの見直し、軽量12本スポークホイール、未公表のエンジン調整、若干のエクステリアの変更を行ったコンセプトカーである。モータースポーツジャパン2008で披露された。
WRX STI "STI 20th ANNIVERSARY"（2008年）
インプレッサWRX STIハッチバックの日本国内向け限定モデル（300台限定）。スプリングとショックを再チューニングした車高調、フロントとリアのアンチロールバーを太くし、18インチアルミホイール、ホワイトボディカラー、ブラックリップスポイラー、レッドステッチ入りレカロ社製本革シート、センターコンソールに記念プレート、ドアシルを変更している。
WRX STI spec C（2009年）
インプレッサWRX STIの日本市場向け限定モデル（900台限定）。レギュラーモデルに比べて、エンジン、サスペンション、ボディパーツが改良されている。タービンアクスルのボールベアリングを改良して摩擦を低減し、ECUを再チューンして応答性を向上させ、インタークーラーのウォータースプレーを装着した。また、クロスメンバー、サスペンション、パワーステアリングを改良し、取り回しとボディ剛性を向上させた。また、アルミ製ボンネット、ラミナーウィンドウガラス、バッテリーの軽量化などにより軽量化を実現した。
WRX STI A-Line（2009年）
WRX STIに5速セミオートマチック、ステアリングホイールに装着されたパドルシフターを搭載したバージョンである。当初は日本とシンガポールで発売され、その後、香港でも発売され、さらに2011年にはタイ、インドネシア、オーストラリアでも発売された。
WRX STI 330S / WRX STI Type UK, WRX STI 380S
これらは、インプレッサWRX STIの英国市場向けバージョンで、プロドライブ社による特別なチューニングが施されている。WRX STI 330Sは、エンジン出力が330 PS (243 kW; 325 hp) に向上した。WRX STI 380Sは、エンジン出力を380 PS (279 kW; 375 hp) に向上させ、ホイールやボディキットを変更している。英国国際モーターショーで発表された。
2008年9月10日、スバルは380Sの生産中止を発表した。これは、ホモロゲーションおよび仕様上の問題によるものであった。しかし、通常の330Sモデルは「WRX STI Type UK」として生産された。
WRX STI R205
STIによるコンプリートカー（限定400台）で、「R」は「road」を意味する。その名の通り、公道での走行性能を重視した開発が行われた。エンジンは専用のボールベアリング式ツインスクロールターボなどの採用により、最高出力を320 PS、最大トルクを44.0 kgf⋅mに向上させた。また、前後のブレーキにはブレンボ製の13インチディスクおよびキャリパーを採用した。
外装では、STI製のフロントおよびリアアンダースポイラーなどの空力デバイスを装着した。またSTIが目指す「しなやかでエレガントなドライビングフィール」をさらに高めるために、新開発のフレキシブルドロースティフナーに加え、STIダンパー/スプリング、フレキシブルタワーバーを装着した。
WRX STI Special Edition（2010モデル年）
北米市場向けバージョンの一種で、日本のSTIスペックCと似ている。硬めのサスペンションと太めのスタビライザーバーによる取り回しの向上、7本ツインスポークのグレー18インチアルミホイール、通常のWRX STIのオートエアコンと10スピーカーのプレミアムオーディオの代わりに、グレードが落とされたマニュアルエアコンと4スピーカーのステレオを装備している。
WRX STI tS、WRX STI A-Line tS（2010年）
日本市場向けのインプレッサWRX STIセダンの限定版（400台）。
Cosworth WRX STI CS400
インプレッサWRX STIの英国市場向け限定モデル（75台限定）である。2010年5月に発表された。
標準仕様のSTIエンジンにコスワース社がチューニングを施し、最高出力400 PS (294 kW; 395 hp) を発揮する。トップフレームをピアノブラック仕上げにしたアッパーメッシュグリル、ロワーメッシュグリルに「Cosworth」エンブレムを配したモディファイドフロントバンパー、18インチアルミホイール、リップフロントスポイラー、リアウェストスポイラー、ビルシュタインストラット、アイバッハスプリング、APレーシング製大径ベンチレーテッドフロントブレーキ（6ピストンキャリパー）、「Cosworth」ラベル付きレカロ製革シート、ピアノブラック仕上げのセンターコンソールパネル、「Cosworth」ラベル付きフロアマットなどを装備する。
WRX STI S206、WRX STI S206 NBR CHALLENGE PACKAGE（2011年 - 2012年）
日本市場向けのインプレッサWRX STIセダンの限定版（300台）。
WRX STI A-Line type S（2011年）
日本市場向けのインプレッサWRX STI A-Lineの4ドアセダンおよび5ドアハッチバック版。
インプレッサWRX STIグループR4（2012年）
インプレッサWRX STIグループR4は、インターコンチネンタル・ラリー・チャレンジのために製作されたスバル・インプレッサWRX STIセダンのレースカー版である。2012年の東京オートサロンで発表され、2013年の東京オートサロンでも公開された。
WRX STI、WRX STI spec C、STI A-Line type S Package（2012年）
インプレッサWRX STIのセダンと5ドアハッチバックの日本モデル。
WRX STI tS Type RA、WRX STI tS Type RA NBR CHALLENGE PACKAGE（2013年）
日本市場向けのインプレッサWRX STIセダンの限定版（300台限定）である。

### 年表
- 2007年
  - 4月 - ニューヨーク国際オートショーで発表（ワールドプレミア）[74]。
  - 6月4日 - フルモデルチェンジ[46]。キャッチフレーズは「Active Style」で、CMには妻夫木聡が起用された。CMソングは、ポルノグラフィティの「リンク」。国内の目標月間販売台数はシリーズ全体で2,500台と発表[46]。グローバルの目標年間販売台数は12万台で45%を米国、25%を日本、20%を欧州、10%をその他の地域で売るとしている。
  - 10月24日 - 追加モデル「WRX STI」発売[51]。
  - 11月14日 - 特別仕様車「BEAMS EDITION」発表・発売[75]。セレクトショップのBEAMSとコラボレートしたモデル。ボディカラーにBEAMSのイメージカラーであるオレンジを設定。専用の本革シートを装備。
- 2008年
  - 5月15日 - 特別仕様車「15S コンフォートセレクション」発売[76]。消臭ルーフトリムなどが標準装備。また、ボディカラーでは「15S」に初めてWRブルー・マイカとスパークシルバー・メタリックを設定。
  - 10月2日 - パリモーターショーにボクサーディーゼル搭載のインプレッサを出展した[77]。
  - 10月8日 - シリーズ一部改良、同時に4ドアセダン「アネシス」を追加[49]。グレード名の変更（S-GT→2.0GTなど）、新グレードの追加、2.0 L NAモデルへの前輪駆動車の設定。5ドア車はボディカラーに「ダークアメジスト・ギャラクシィ」を追加。ボディカラー「ニューポートブルー・パール」、「トパーズゴールド・メタリック」を廃止。
  - 10月23日 - 特別仕様車「STI 20th ANNIVERSARY」発売開始[55]。WRX STIをベースに、S402でも採用されたフレキシブル・タワーバーの搭載など、シャーシを中心にSTIによる補強を実施。300台の限定受注生産[78]。
- 2009年
  - 2月24日 - 「WRX STI」の一部改良とともに、追加モデル「WRX STI A-Line」発売開始、B型となる[57]。一部改良では、ヒルスタートアシストのキャンセル機能の追加、インフォメーションディスプレイでの瞬間燃費の表示、運転席パワーシート（メーカー装着オプションのレカロシートを除く）、ボディカラーの変更などが行われた。「WRX STI A-Line」はWRX STI史上初となる2ペダル仕様として派生したモデル。専用2.5 Lシングルスクロールターボエンジンを搭載し、パドルシフトおよびシフトダウン・ブリッピング・コントロール付5速ATを架装。四輪駆動方式はVTD-4WDを採用。等長等爆エキゾーストマニホールドは採用されず、ブレンボ社製ベンチレーテッドディスクブレーキはオプションとされた。
  - 7月23日 - 特別仕様車「STI spec C」発売開始[56]。WRX STIをベースに、ボールベアリングターボや専用ECUの採用により、レスポンスと加速性能を向上させたほか、GDB型以来となるインタークーラーウォータースプレイを採用。アルミ製フロントフード、軽量ガラス、小型バッテリーなどの採用。販売計画は2009年12月27日受注分までの限定900台。「18インチタイヤ仕様車」（限定カラー『サンライズイエロー』300台限定）と「17インチタイヤ仕様車」を設定。17インチタイヤ仕様車は台数、受注期間のいずれも限定はないが、エアコンが後からも装着できない競技用途を想定した車両。
  - 9月2日 - 一部改良。月販目標は1500台（WRXSTIを除く）[79]。5ドアモデルはフロントグリルデザインを変更し、コンソールボックスの上蓋部をソフト化。サスペンションやステアリングシステムの特性変更を行い、操縦安定性や乗り心地、操作性などを変更。AWD車には「SYMMETRICAL AWD」のエンブレムをリアに装着。「i-S」系グレードには、ホワイトルミネセントメーターやシート表皮にアルカンターラを採用。また、2.0GTと共通デザインのバンパー、サイドシルスポイラーやアルミホイール（1.5 L車は16インチ、2.0 L車は17インチ）などを装備。また、ボディカラー「ブリティッシュレーシンググリーン・パール」を追加し、5ドア車のボディカラー、「ダークアメジスト・ギャラクシィ」と4ドア車のボディカラー「ミッドナイトブルー・パール」を廃止。
- 2010年
  - 1月7日 - 特別仕様車「WRX STI A-Line type S」を発売[68]。「WRX STI A-Line」をベースにアルカンターラと本革を組み合わせた専用シートを採用するとともにRECARO製フロントシートをオプション設定。さらに、内装の一部に赤ステッチを施し、アルミホイールをガンメタリック塗装の軽量タイプを採用。同日に最高出力235kW (320PS)、最大トルク431 N・m (44 kg・m) のハイパフォーマンスを持つ専用ターボエンジンを搭載したほか、「WRX STI Spec C」で採用された軽量な装備や仕様を生かし内外装の加飾を控えたコンプリートカー「R205」を発売[61]。こちらは400台の限定販売である[62]。
  - 6月24日 - 一部改良、同時にクロスオーバーモデル「インプレッサXV」が追加[50]。XVを含む月販目標は1400台。ボディカラーに「カメリアレッド・パール」を追加し、「ブリティッシュレーシンググリーン・パール」、「ライトニングレッド」を廃止。メーカーオプションにはフルセグ地上デジタルチューナーを内蔵し、「SUBARU G-BOOK mX」に対応したオーディオ一体型HDDナビゲーションシステムを追加した。
  - 7月1日 - 「WRX STI」をマイナーチェンジ、同時に4ドアモデルを追加[52]。ボディカラー「プラズマブルー・シリカ」が設定され、5ドア車のボディカラー「ライトニングレッド」を廃止。前バンパーおよびグリルが変更。ショックアブソーバー、コイルスプリングの特性をグレード毎に見直し。4ドアのMT車には大型のトランクスポイラーを装着。「A-Line」のプレミアムパッケージは、ブラックハイラスター塗装のBBS製アルミホイールや、タンカラーの革内装となる。
  - 12月21日 - 特別仕様車「1.5i-S Limited」・「2.0i-S Limited」を発売[80]。「1.5i-S」・「2.0i-S」をベースに、ガンメタリック塗装アルミホイール、LEDハイマウントストップランプ付き大型ルーフスポイラー、専用メッシュタイプフロントグリル、専用ブラックインテリア等を装備し、「WRX STI」をイメージさせる外観・内装とした。スポーティチューニングサスペンションを採用。なお、「1.5i-S Limited」にはHIDロービームランプやキーレスアクセス&プッシュスタートなど7つの装備をプラスした「プレミアムパッケージ」も設定。「WRX STI」シリーズには、モータースポーツなどでの使用を前提に、エンジンやシャシーの強化、車両の軽量化などを行った5ドアタイプ「WRX STI spec C」を追加し[81]、スバルテクニカインターナショナルからは4ドアタイプをベースにシャシーを中心としたSTI独自の仕様に加え、カーボンルーフ（富士重工業と東レで共同開発された炭素繊維複合材を使用）やアルミ製エンジンフードを備えたコンプリートカー「WRX STI tS」・「WRX STI A-Line tS」が発表された[64]（2011年1月25日販売開始、同年3月14日受注分までの400台限定販売）[82]。
- 2011年
  - 11月 - XVが生産終了。
  - 11月24日 - 特別仕様車「WRX STI A-Line type S」・「WRX STI S206」を発売[83][84]。前者は「WRX STI A-Line」をベースに、新デザインを採用したハイラスター塗装の18インチアルミホイール、アルカンターラと本革のバケットタイプフロントシート、助手席8ウェイパワーシート、本革製のリアシートセンターアームレスト、アルカンターラ製のフロアコンソールリッドとドアアームレストを装備、さらに、4ドアタイプには大型リアスポイラーも装備。また、オプションとして、レバー式運転席シートリフター付きRECARO製バケットタイプフロントシートを設定した（本オプションを装備した場合、助手席8ウェイパワーシートは非装備となる）。後者は4ドアタイプをベースに、スバルテクニカインターナショナルが運動性能を向上させ、専用内外装を備えたコンプリートカー[66]で、具体的にはボディやエンジンにチューニングを行うとともに、専用の大型フロントアンダースポイラー、フロントフェンダーアウトレットグリル、STI製トランクスポイラー、高級革巻ステアリングホイール、RECARO製バケットタイプシート、シートベルトなどを装備。なお、2012年5月7日受注分（限定カラー『ライトニングレッド』31500円高・2012年2月6日まで）までの300台限定販売であるが、このうち、同年6月のニュルブルクリンク24時間レースでのSP3Tクラス優勝を記念し、カーボンルーフや専用ドライカーボン製リアスポイラーなどを追加した「NBR CHALLENGE PACKAGE」については、発売当日に販売予定台数（最大100台）に達してしまったため、設定されていた受注期限を待たずに当日のうちに販売終了。また、「WRX STI S206」についても12月7日で予定生産分の300台すべてが完売となった。
  - 12月[85][86] - ハッチバックとセダンの生産・販売終了。WRX STIは継続。
- 2012年7月3日 - 「WRX STI」を一部改良[72]。標準グレードと「A-Line」に採用の18インチアルミホイールのデザインを変更したことで1本あたり220 gの軽量化。さらに、「A-Line」ではプレミアムパッケージを6速MT車でも設定できるようにし、4ドアモデルはトランクガーニッシュをボディ同色に変更した。5ドアモデルのみの設定であった「spec C」を4ドアモデルにも拡大設定（4ドアモデルではリアワイパーやリアフォグランプが非装備となり、17インチ仕様車では大型リアスポイラーも非装備となる）し、17インチ仕様車にはフルオートエアコンをメーカーオプションに追加し、リヤ中央席にヘッドレストと3点式シートベルトを追加した。2011年11月に発売した特別仕様車「A-Line type S」は「A-Line S Package」としてカタロググレードに登録。
- 2013年7月3日 - スバルテクニカインターナショナルが「WRX STI spec C」の4ドア車をベースに、足回りを中心に外内装に専用装備を施したコンプリートカーモデル「WRX STI tS TYPE RA」を発売[73]。STI製ドライカーボンリヤスポイラー、BBS製18インチ鍛造アルミホイール等を装備した「NBR CHALLENGE PACKAGE」も設定される（12月23日受注分までの300台限定で、このうち、『NBR CHALLENGE PACKAGE』〈『NBR CHALLENGE PACKAGE RECARO』含む〉は200台限定販売。ボディカラーの『タンジェリンオレンジ・パール』は8月25日受注分までの期間限定設定）[87]。しかし、人気が非常に高く、8月上旬には予定販売台数が完売した。
- 2014年
  - 7月23日 - 次世代型販売のため注文受付終了。
  - 8月24日 - 販売終了。
  - 8月25日 ₋ 後継スバル・WRX VA型販売開始 。

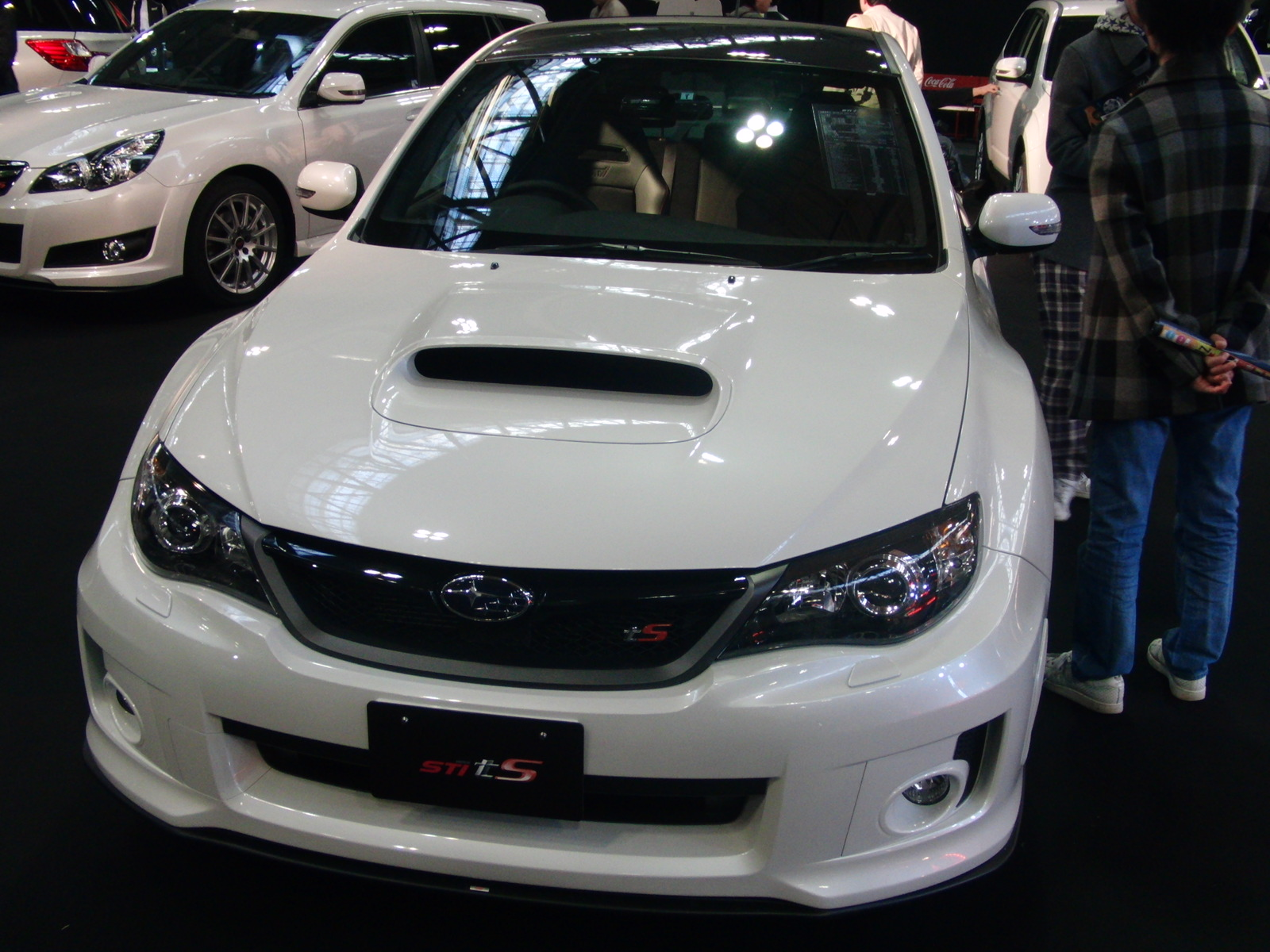
WRX STI tS
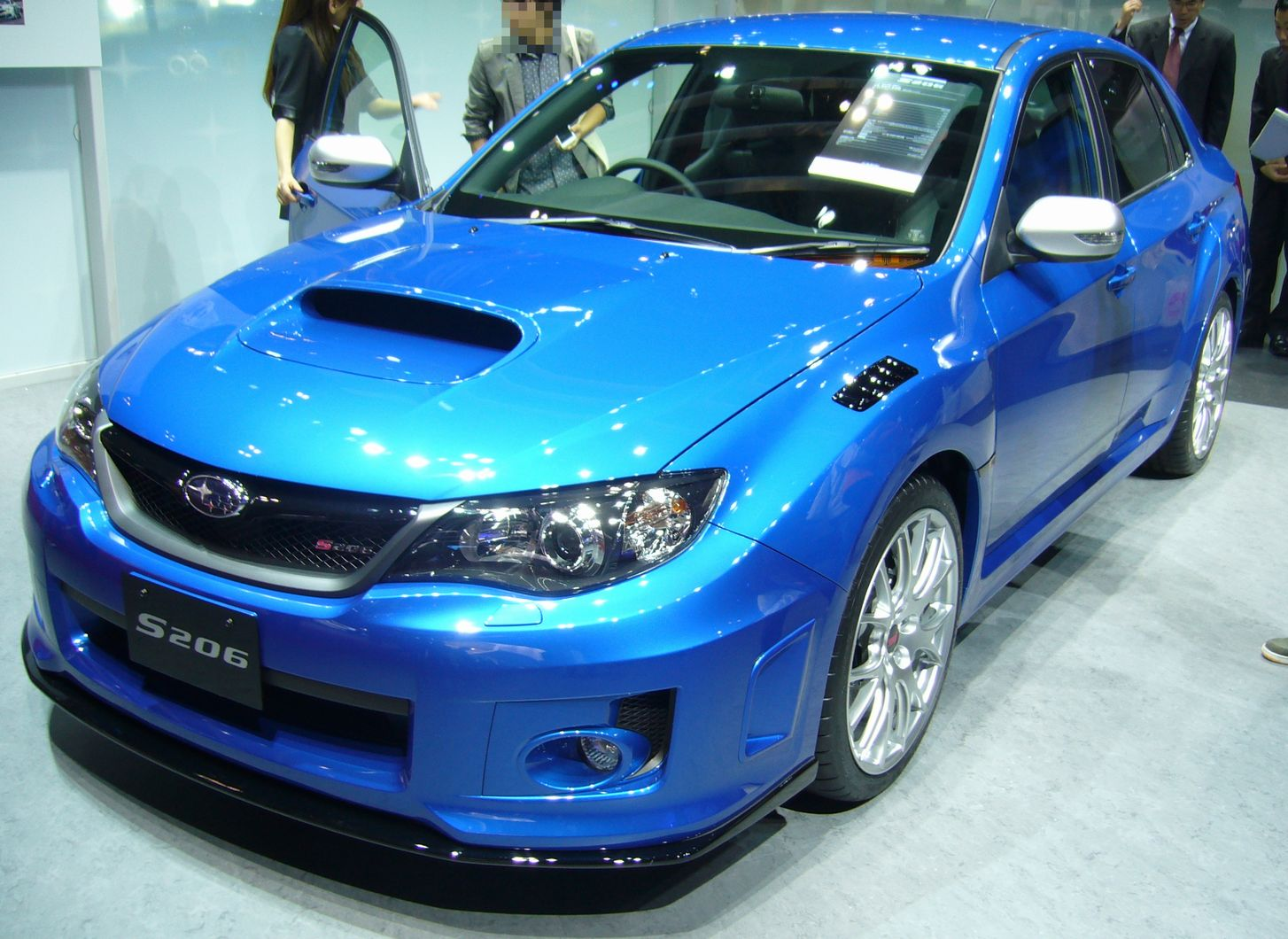
WRX STI S206
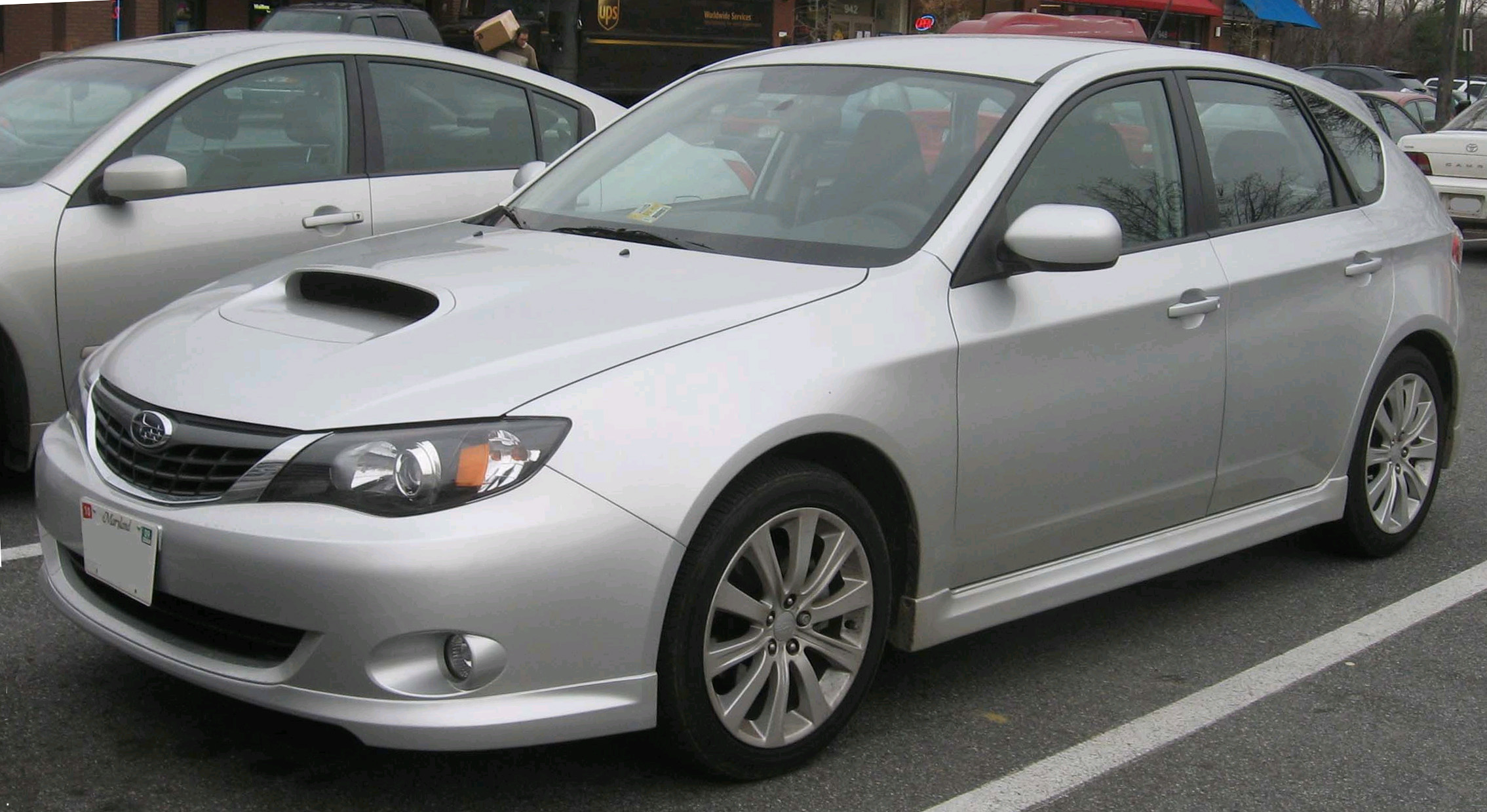
2007年式WRX（北米モデル）
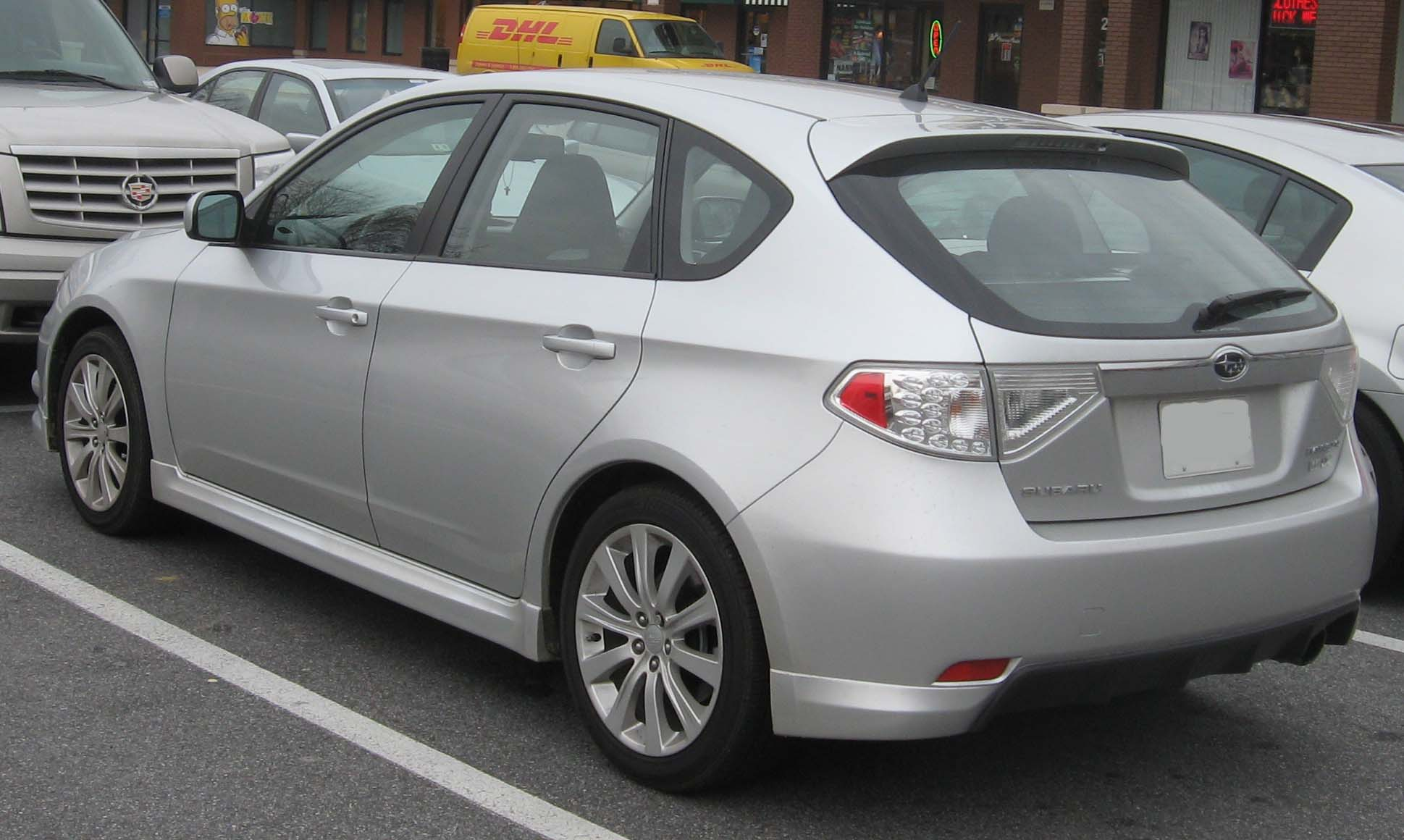
2007年式WRX（北米モデル・後面）
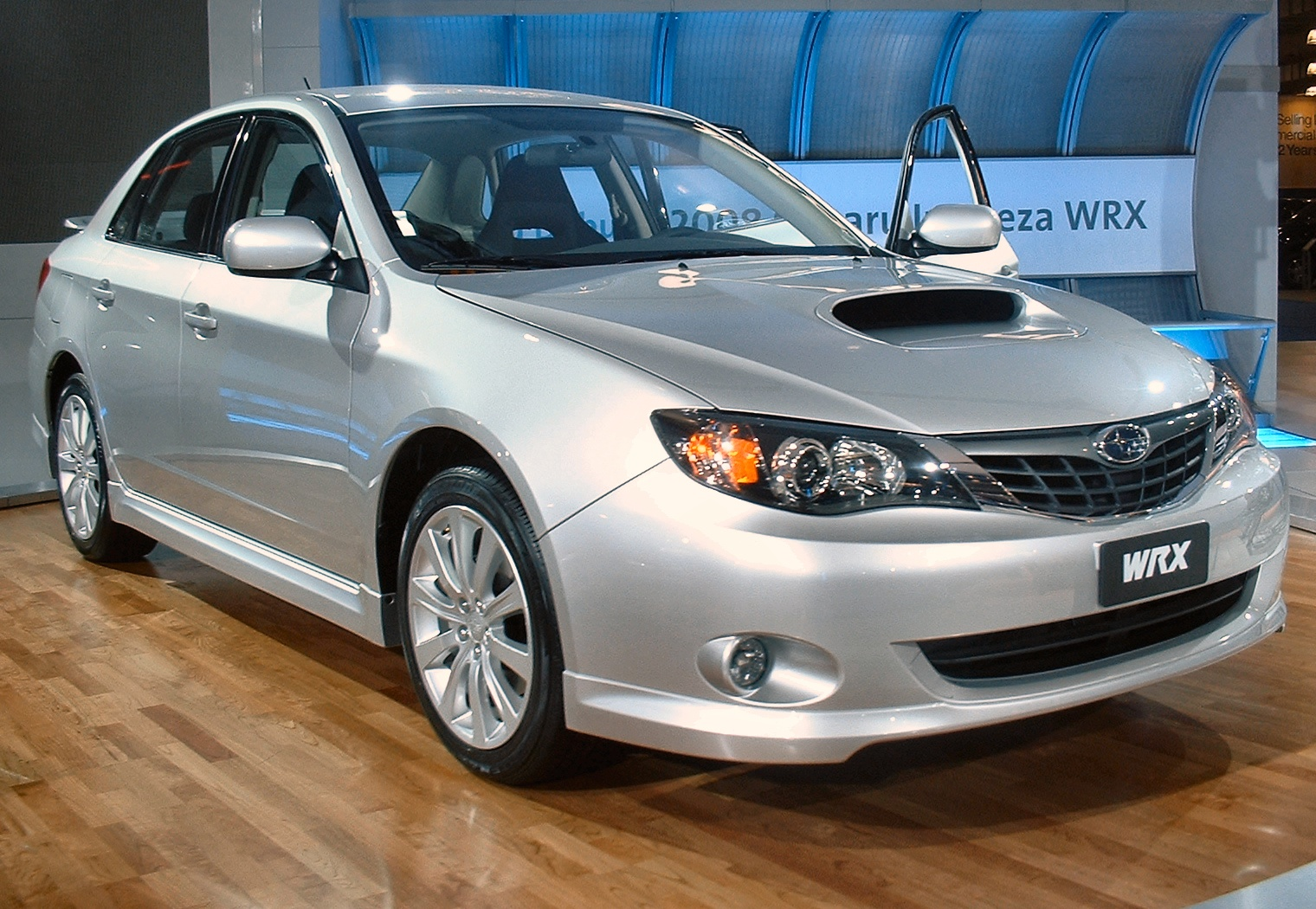
セダンWRX（北米仕様）
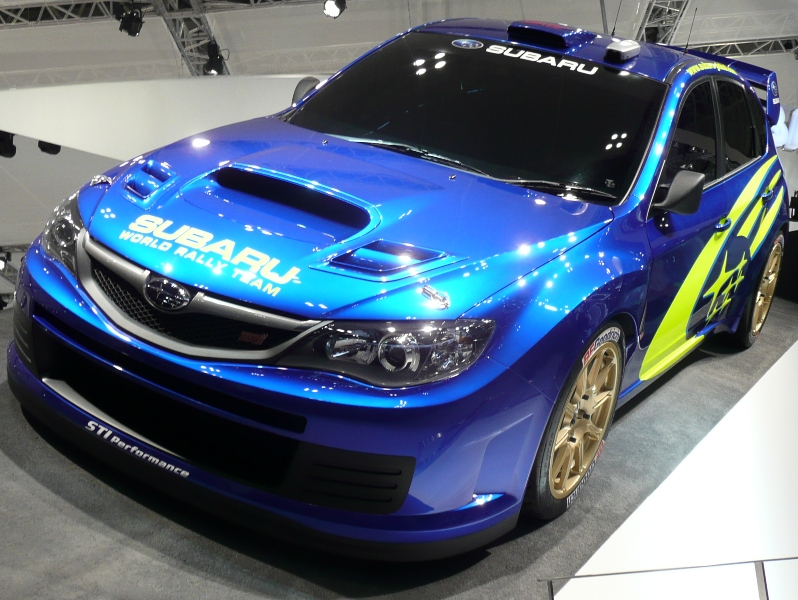
WRCコンセプト
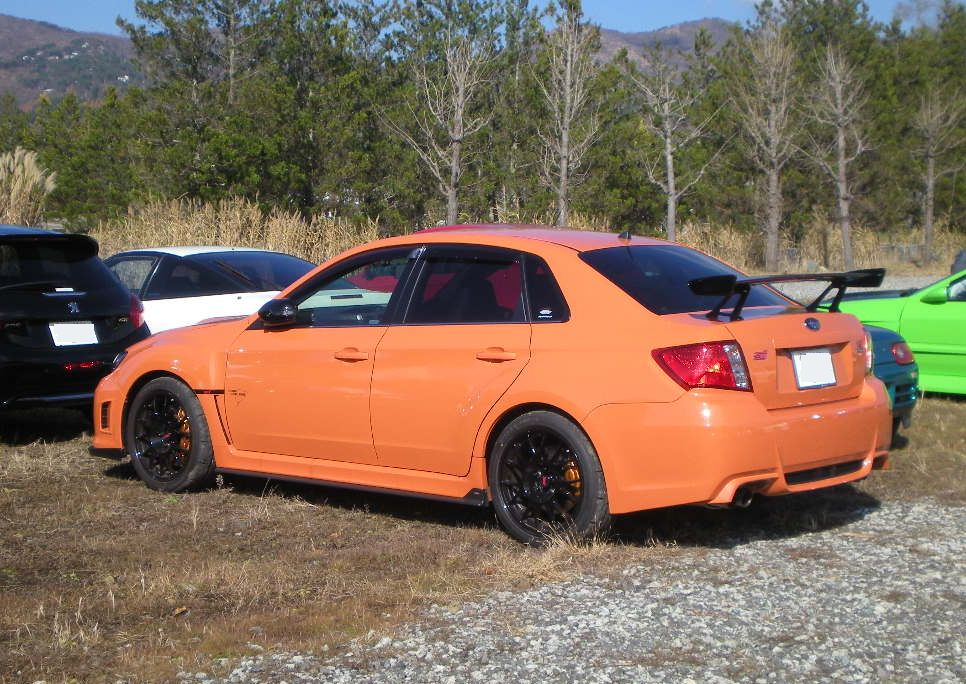
セダンWRX STI ts タイプRA NBRチャレンジパッケージ 後面

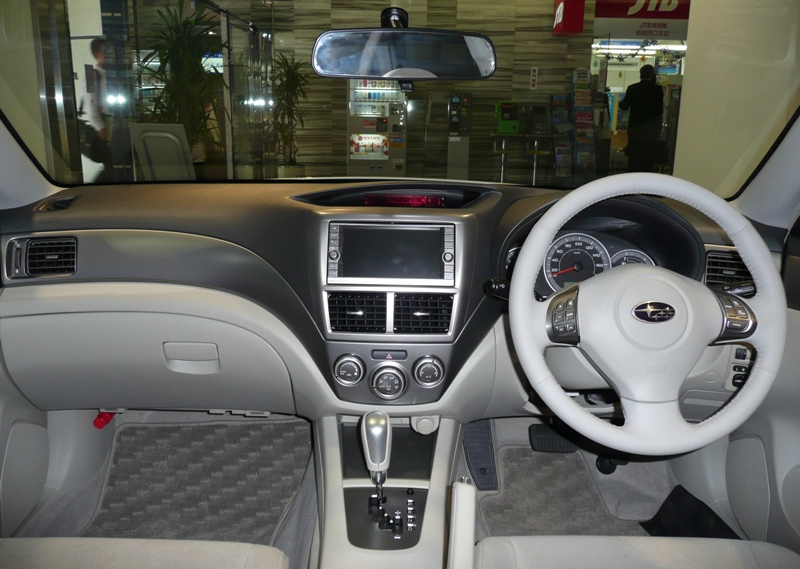
20S 内装
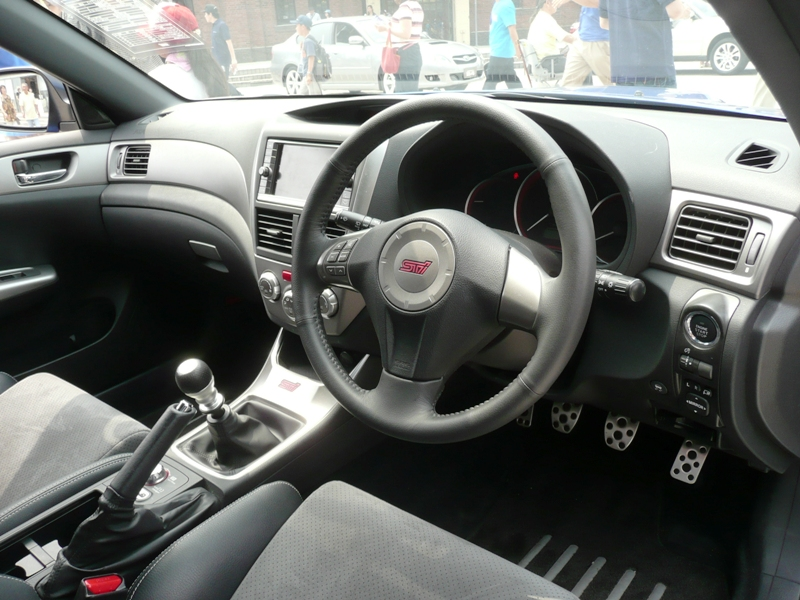
STI 内装

## 4代目 GP/GJ系（2011年 - 2016年）
4代目はフルモデルチェンジに併せて、5ドアハッチバックタイプは「5ドア」から「インプレッサスポーツ」（以下「スポーツ」と称する）、4ドアセダンタイプは「アネシス」から「インプレッサG4」（以下「G4」と称する）にそれぞれサブネームが改められた。
先代とほぼ同等のボディサイズに、ホイールベースを25 mm拡大し、ドア構造が見直されて室内空間が広められたことで、肩および肘空間や後席足元にゆとりを持たせるとともに、Aピラー下端を200 mm前に出したことで視界確保を両立した。計器盤（インストルメントパネル）の高さを抑え、ドア窓肩部を低くし、フロントドアに三角窓を追加したことで視界や開放感を高めた。トランクスペースは、「G4」ではスペースそのものを拡大するとともに6:4分割式トランクスルー機能を採用し、「スポーツ」ではルーフ後端構造の見直しやパンク修理キットの採用で床面高を下げ、さらにサブトランクを追加した。
エンジンは2010年秋に新世代「BOXERエンジン（水平対向エンジン）」が採用され、1.6 L車はFB16型（1.6 L）を搭載した。3代目から100 cc拡大した排気量分をトルク向上に使用した。先代2.0 L車と遜色ない加速を実現するとともに、1.5 L車と比較して約20%の燃費向上も実現した。2.0 L車はフォレスターに採用のFB20型に置換。従来型に比べ、約27%の燃費向上を実現するとともに、中速領域のトルクも向上したことで、2.5 L車並のアクセルを軽く踏み込むだけでも素早い加速が感じられる応答性の良さを実現した。トランスミッションは先代の4ATから、既にレガシィやエクシーガ等で採用されていたチェーン式CVT「リニアトロニック」で、パーツやレイアウトを最適化した改良型を搭載した。2.0 L車にはパドルシフト式6速マニュアルモードも備える。さらにリニアトロニック車（『1.6i』を除く）にはアイドリングストップシステムも搭載した。飛び込み式スターターにタンデムソレノイドを搭載したことで、アイドリングストップが作動してエンジンが完全に止まる前でも再始動を可能にした。1.6 L車の四輪駆動車・5MT車と「1.6i」の前輪駆動車を除く全グレードで「平成22年度燃費基準+25%」を達成した。
ボディに超高張力鋼板を採用し、骨格を見直したことで全方向で高い衝突安全性を実現した。さらに「2.0i」および「2.0i-S」にはレガシィに採用されている「EyeSight (ver.2)」搭載グレードを設定した。衝突被害軽減ブレーキを搭載した。なお2014年11月のマイナーチェンジで、レヴォーグから順次導入されている「EyeSight (ver.3)」に更新されている。
2015年6月には、スポーツにスバルのハイブリッド車としてはXV HYBRID以来2車種目となる「SPORT HYBRID」を発表した。シンメトリカルAWD車の構造を基に、モーターアシストによる加速性能と低燃費を両立した独自のAWDハイブリッドシステムを採用した。ハイブリッドシステム用バッテリーは制御変更を行うことで回生頻度を向上させ、積極的にバッテリーを使用することで燃費向上を図り、トランスミッションは既存のリニアトロニックにハイブリッド用の駆動モーターを一体化した専用品を採用することでフリクションを低減し、トルクコンバーターの流体特性を変更することで「平成32年度燃費基準+10%」を達成。一方でインバーターやDCコンバーターなどの高電圧部品とバッテリーをワンユニット化して荷室下に収めることで荷室はフラットとした。併せて、摩擦を抑えて初期応答性を高めたダンパーの採用や足回りセッティングを最適化、タイヤはガソリン車の205/50R17から幅広の215/50R17に変更され、遮音材や吸音材の最適部位への設定・強化や専用の液体封入エンジンマウント採用により振動や騒音を低減した。EyeSightはver.2が採用されているが、全車速追従機能付クルーズコントロール作動時にEV走行と回生ブレーキを最大限活用することで実用燃費の向上を図るECOクルーズコントロールを備えた。また、HYBRID専用装備として、フロントやサイドシルスポイラーに専用品を採用。ルーフエンドスポイラーとリアコンビランプはLEDを採用。内装には青色加飾のアクセントが加えられた。
3代目にラインナップされていた派生モデルのXVは2012年9月25日に、WRX STI、WRX STI A-Lineはボディタイプを4ドアセダンのみに集約の上2014年8月25日に、順次モデルチェンジされたが、車種名を「SUBARU XV」および「WRX STI・WRX S4」に改め、「インプレッサ」シリーズから独立した車種となった。詳細は別項「スバル・XV」「スバル・WRX」を参照のこと。
なお、G4には桐生工業が手掛けた教習車仕様がAT、MTともに存在する。

### 年表
- 2011年
  - 4月19日 - 上海モーターショーにてインプレッサの派生モデルSUBARU XV CONCEPTを世界初公開[90]。
  - 4月20日 - ニューヨーク国際自動車ショーにて米国仕様の4ドア、5ドアモデルを世界初公開[91][92]。
  - 9月13日 - フランクフルトモーターショーにてXVを世界初公開[93]。
  - 10月20日 - フルモデルチェンジに先立ち、事前告知を行うことを発表[94]。同時に、公式発表日と「スポーツ」・「G4」のサブネームも発表された。
  - 11月30日 - 公式発表（12月20日販売開始）[89]。キャッチコピーは「IMPREZA in Motion」で、イメージキャラクターは香川照之と杏。グレード体系は「スポーツ」・「G4」共通で、1.6 L車は「1.6i」と「1.6i-L」、2.0 L車は「2.0i」と「2.0i-S」、「EyeSight (ver.2)」搭載の「2.0i EyeSight」・「2.0i-S EyeSight」の計6グレードを設定した。
- 2012年
  - 6月19日 - 2011年9月に発表した「XV」の事前告知を行うことを発表。日本国内では今秋発売予定とアナウンスされる[95]。
  - 7月 - 仕様変更。ボディカラーの「プラズマブルー・シリカ」を「ディープシーブルー・パール」に差し替え、オプションの「カメリアレッド・パール」を廃止。また、スポーツ専用色として「ヴェネチアンレッド・パール（オプション）」を追加。
  - 9月25日 - 生産終了から約1年ぶりに、日本国内仕様の「XV」のフルモデルチェンジを公式発表（10月5日販売開始（※別項『スバル・XV』にて詳説）。なお、公式発表はされていないもののスポーツ/G4も同時期に一部改良（B型）が施され、ヒルスタートアシストの全車標準装備化を行い、スポーツはボディカラーの「オブシディアンブラック・パール」をXV採用色の「クリスタルブラック・シリカ」に差し替え。
  - 10月1日 - スポーツ/G4・XVでグッドデザイン賞を同時に受賞[96]。
- 2013年
  - 5月14日 - 特別仕様車「アイボリーセレクション」を発表（5月31日販売開始）。「1.6i-L」「2.0i」「2.0i EyeSight」をベースに、シートや内装にアイボリー、スーパーUVカットガラス（フロントドア）、クロームメッキドアハンドル、クリアビューパック、HIDロービームランプ&ヘッドランプウォッシャーを採用。「2.0i」および「2.0i EyeSight」はブラックハイラスター塗装の16インチアルミホイールとUVカット機能付濃色ガラスを、「1.6i-L」は本革巻ステアリングホイールと本革巻セレクトレバー+メタル調加飾パネルを装備した[97]。
  - 10月29日 - 一部改良（C型、11月12日販売開始）[98]。遮音材の強化やエンジン作動音の低減により室内の静粛性を向上し、ステアリング周りのデザインを変更。8ウェイパワーシートは従来からの運転席に加えて助手席にも装備され、電動パワーステアリングのチューニングや制振性能を向上した。なお、ボディカラーの「ディープチェリー・パール」を廃止。
  - 12月24日 - 特別仕様車「2.0i-S Limited」・「2.0i-S Limited EyeSight」を発表（2014年2月4日販売開始）[99]。「2.0i-S（前輪駆動車）」、「2.0i-S EyeSight（四輪駆動車）」をベースに、外観にサテンメッキドアミラーやクロームメッキドアハンドルを採用するとともに、インテリアはシート（トリコットとのコンビシート、レッドステッチ付）やドアトリムにブラックアルカンターラを、本革巻ステアリングホイールとセレクトレバー（ピアノブラック調加飾パネル+シフトブーツ）にレッドステッチを採用。
- 2014年
  - 11月25日 - マイナーチェンジ。スポーツ特別仕様車「2.0i EyeSight Active Style」を発売[100]。ヘッドランプやフロントグリルを新デザインに、フロントグリル・フロントバンパー・フォグランプカバーもデザインを変更。ドアミラーも形状を変更して斜め前方の視認性を向上。「1.6i-S」「2.0i」「2.0i EyeSight」に標準装備する16インチアルミホイールのデザインも変更。G4は光輝ウィンドゥモールやトランクリップスポイラー（『1.6i-S』『2.0i-S』『2.0i-S EyeSight』のみ）を採用し、リアバンパー下部をブラックアウトとした。内装はアクセントとして金属調加飾やピアノブラックパネルやシルバーステッチを採用。「1.6i-S」「2.0i EyeSight」「2.0i-S」「2.0i-S EyeSight」はメーターパネルをブルーに変更し、金属調リングを採用。中央には3.5インチカラー液晶のマルチインフォメーションディスプレイを採用。「1.6i」を除く全グレードにはフロントセンタートレイ内にUSB電源を2基装備した。メーカーオプションにはタッチ操作可能のセンターディスプレイを備えたSDナビゲーションシステムを新たに設定した。2.0 L車はパワーユニット各部のフリクション低減などにより燃費性能を向上し、SI-DRIVEも採用。サスペンション性能向上やステアリングギア比の変更 (15.5:1→14.0:1) などで振動を少なくし、ボディ各部への吸音材の採用やウインドゥガラス周りの構造変更により静粛性も向上した。また、EyeSight搭載グレードは操舵支援機構のアクティブレーンキープの追加やプリクラッシュブレーキ・全車速追従機能付クルーズコントロールの性能向上などを行った改良型の「EyeSight (ver.3)」に置換。スポーツ特別仕様車「2.0i EyeSight Active Style」は外観にルーフレール、サンルーフ、17インチアルミホイール（ガンメタリック塗装）、スポイラー（サイドシル・ルーフエンド）、リアフォグランプを装備、内装にファブリック/合成皮革シート、運転席&助手席8ウェイパワーシート、アルミパッド付スポーツペダル（アクセル、ブレーキ、フットレスト）、本革巻セレクトレバー（ピアノブラック調加飾パネル+シフトブーツ〈シルバーステッチ〉）、メッキ加飾付パワーウィンドゥスイッチ、トノカバーを装備し、振動・騒音対策を強化。装備面ではクリアビューパック、UVカット機能付濃色ガラス、HIDロービームランプ、キーレスアクセス&プッシュスタート、SRSサイドエアバッグ+SRSカーテンエアバッグを装備。このモデルからCMソングに山下達郎の楽曲が多く起用された。
- 2015年
  - 4月14日 - 特別仕様車「Proud Edition」を発売[101]。「1.6i-L」、「2.0i」、「2.0i EyeSight」をベースに、メッキドアハンドル、ピアノブラック調加飾パネル+シフトブーツ、キーレスアクセス&プッシュスタート、クリアビューパック（フロントワイパーデアイサー/ヒーテッドドアミラー/撥水加工フロントドアガラス）を装備。「1.6i-L Proud Edition」には本革巻ステアリングホイールとセレクトレバー、濃色ガラス、運転席&助手席8ウェイパワーシート、16インチアルミホイール（切削光輝）、HIDロービームランプを装備。
  - 5月19日 - スポーツに、ハイブリッドモデルである「SPORT HYBRID」をWEBサイトで初公開すると共に先行予約受付を開始[102]。
  - 6月19日 - 「SPORT HYBRID」を公式発表（7月10日販売開始）[103]。グレード体系は標準仕様の「HYBRID 2.0i EyeSight」とクリアビューパック、アルミパッド付スポーツペダル（アクセル、ブレーキ、フットレスト）、運転席&助手席8ウェイパワーシート（前後スライド/前チルト/リフター/リクライニング）、UVカット機能付濃色ガラス（リヤドア、リヤクォーター、リヤゲート）を追加装備し、17インチアルミホイールをダークガンメタリック塗装に、本革巻セレクトレバーをピアノブラック調加飾パネル+シフトブーツ（ブルーステッチ）に、本革巻ステアリングホイール（シルバー/ブラック加飾）のステッチをブルーに、シート材質をウルトラスエード（シルバー）/合皮（ブルーステッチ）にそれぞれ変更し、パワーウインドゥスイッチにメッキ加飾を、スライド機構付コンソールリッドにブルーステッチをそれぞれ施した上級グレードの「HYBRID 2.0i-S EyeSight」の2グレードが用意される。
  - 10月6日 - 一部改良（10月14日販売開始）[104]。「EyeSight」搭載グレードを拡充し、1.6 L・四輪駆動車の「1.6i-L EyeSight」および「1.6i-S EyeSight」を追加。タイヤ・ホイール・ブレーキサイズを2.0 L車と同じ（タイヤ・ホイールは16インチ、ブレーキはフロント15インチ2ポットベンチレーテッドディスクブレーキをそれぞれ採用）とし、リアスタビライザーも装備。ボディカラーも「ディープシーブルー・パール」に替わり、「ダークブルー・パール」を追加。また、同年4月に発売された特別仕様車「Proud Edition」を継続設定するとともに、「EyeSight(ver.3)」を搭載した1.6 L・四輪駆動車「1.6i-L EyeSight Proud Edition」を新設。
- 2016年
  - 9月24日 - 5代目シリーズに移行のため受注終了。以後は在庫対応となる。
  - 10月24日 - 4代目シリーズ販売終了。
- 2020年
  - 5月29日（参考）- SUBARU純正用品として、ペダル踏み間違い時加速抑制装置を発売（GP型XVにも同時に設定）[105]。「EyeSight」非装着車（装着できない場合あり）を対象に後付装着するもので、時速約10 km以下での前進・後退時に、前後に装着したソナーセンサーで前・後方約3 m以内のある壁などの障害物を検知した場合、ランプとブザーで警告するとともに、それでもアクセルを強く踏み込んだ場合には加速の抑制が行われる。また、後退時には障害物の検知にかかわらず、時速約5 km以上でアクセルを強く踏んだ場合やアクセルを踏んだまま時速約5 kmを超えた場合に警告と加速抑制が行われる。

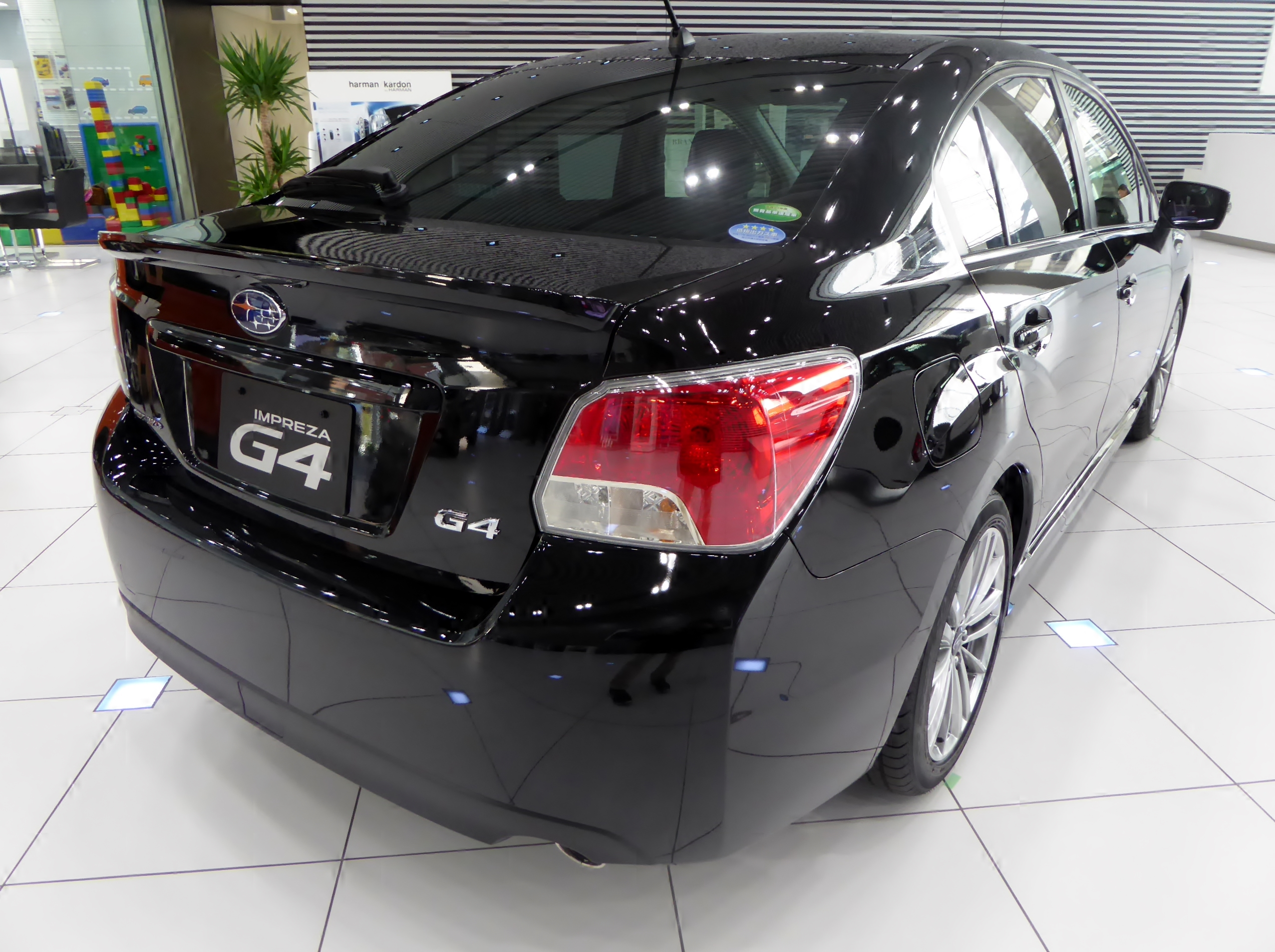
2014年改良型 G4 2.0i-S EyeSight 後面
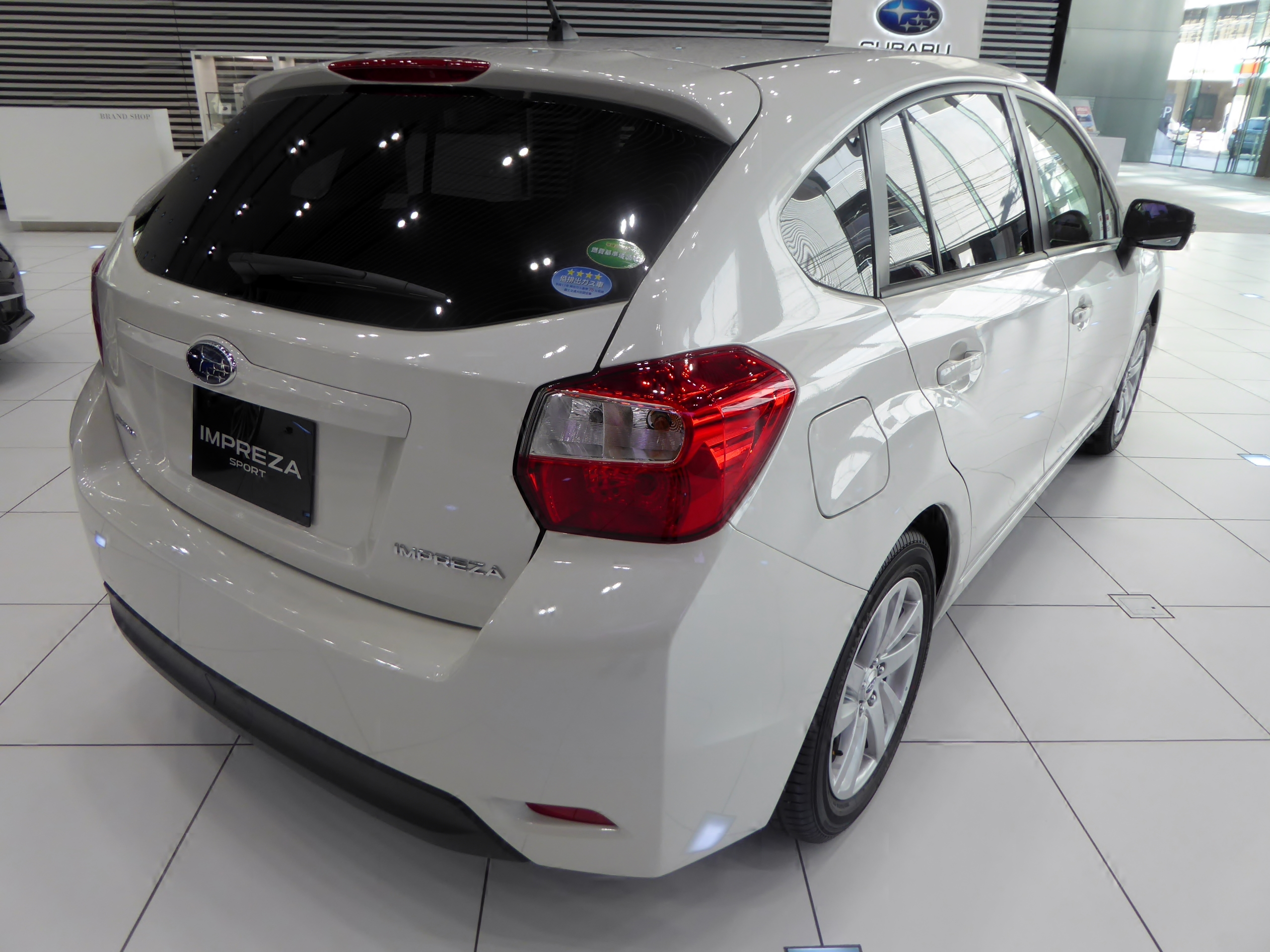
2014年改良型 スポーツ 2.0i EyeSight 後面
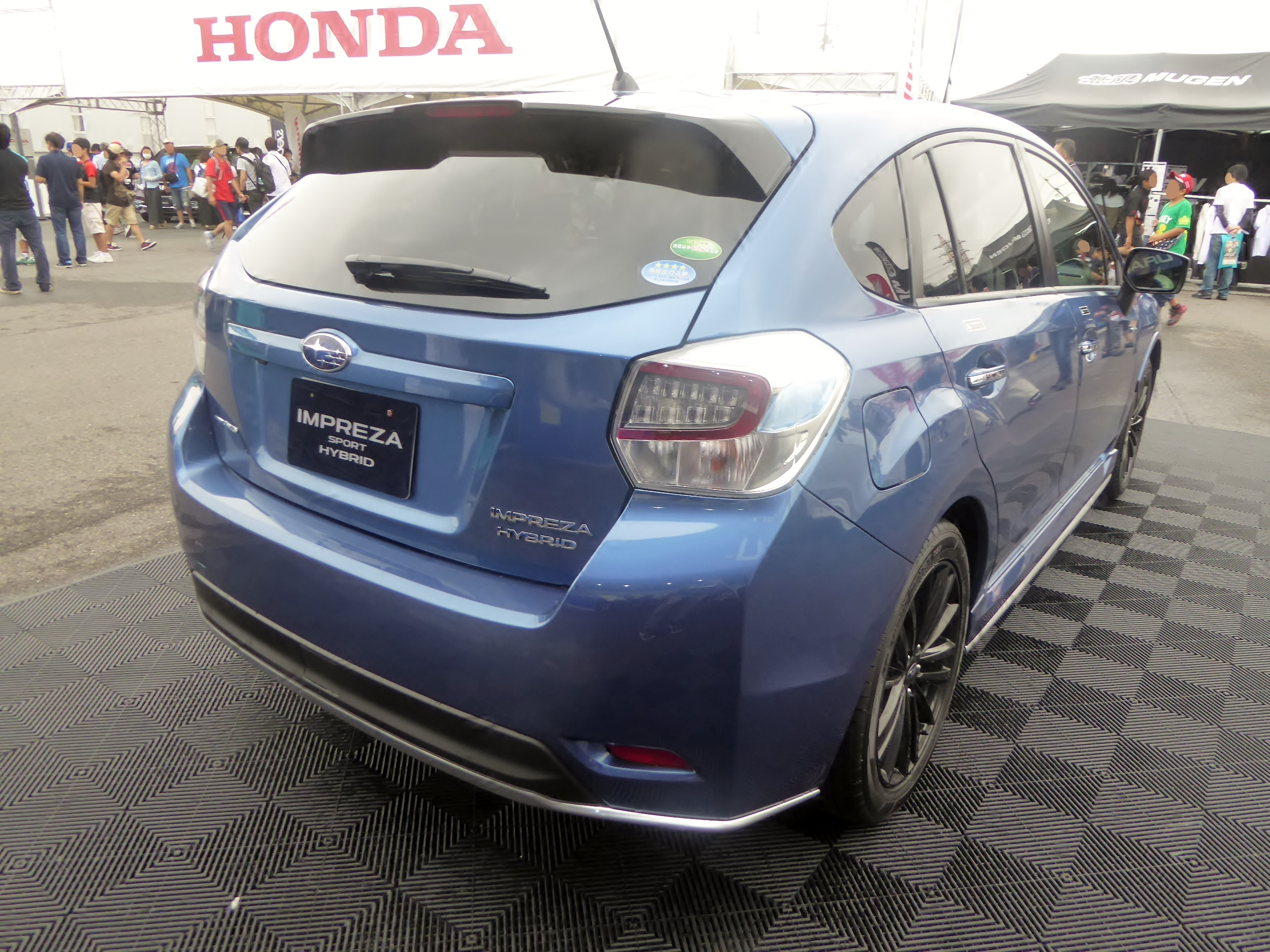
2014年改良型 スポーツ HYBRID 2.0i-S EyeSight 後面
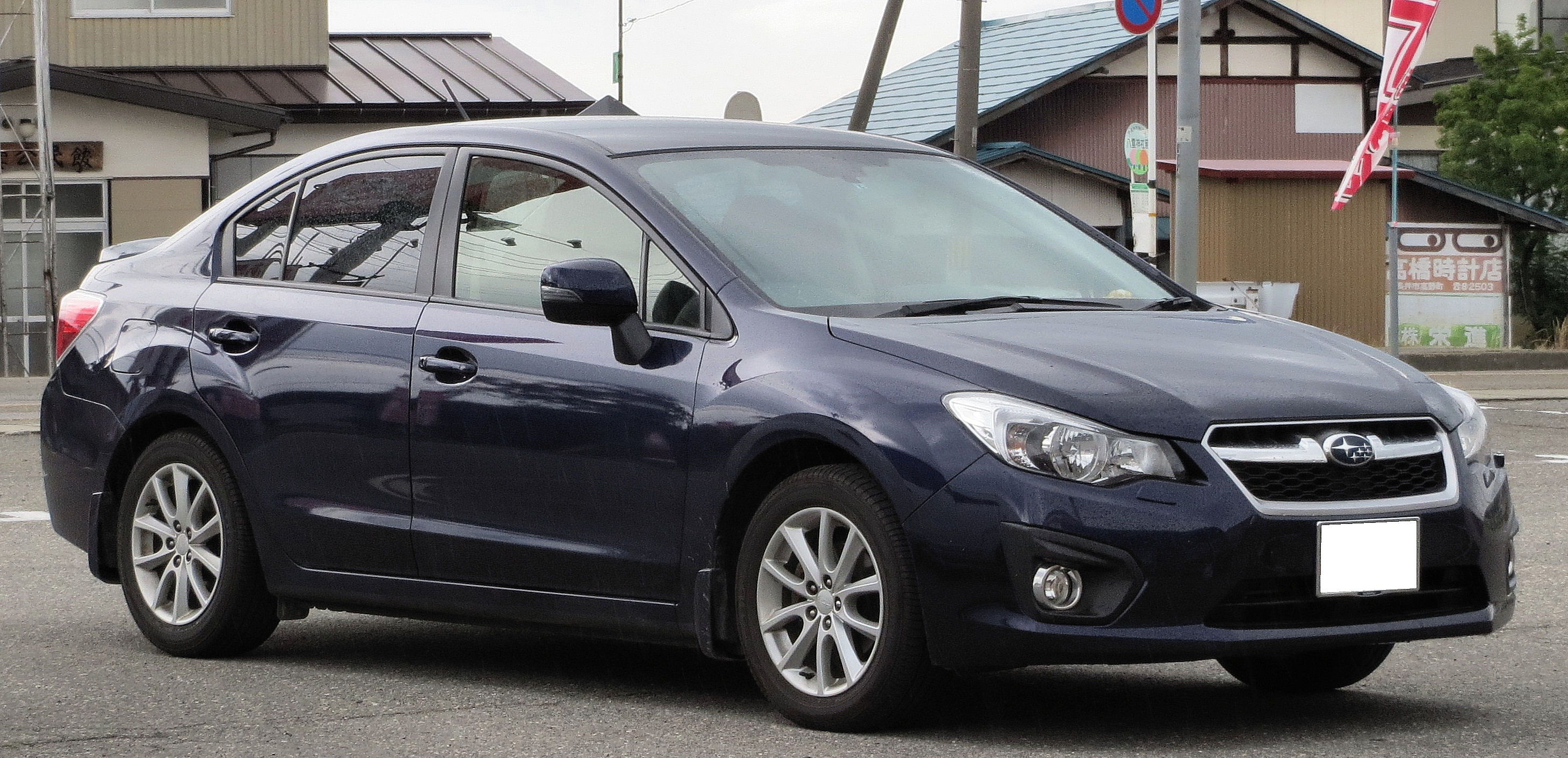
2011年初期型 G4 2.0i AWD
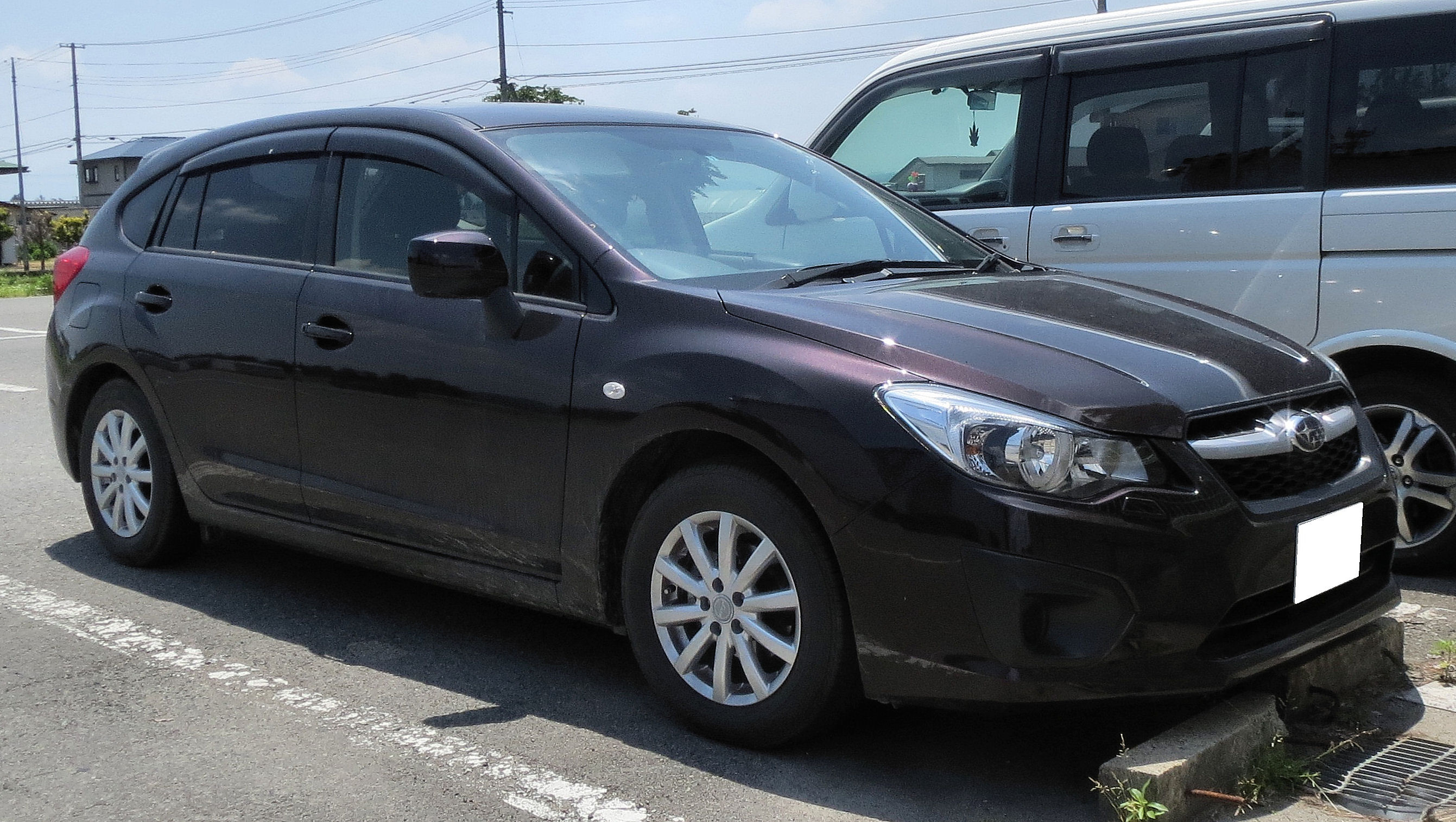
2011年初期型 スポーツ 1.6i AWD
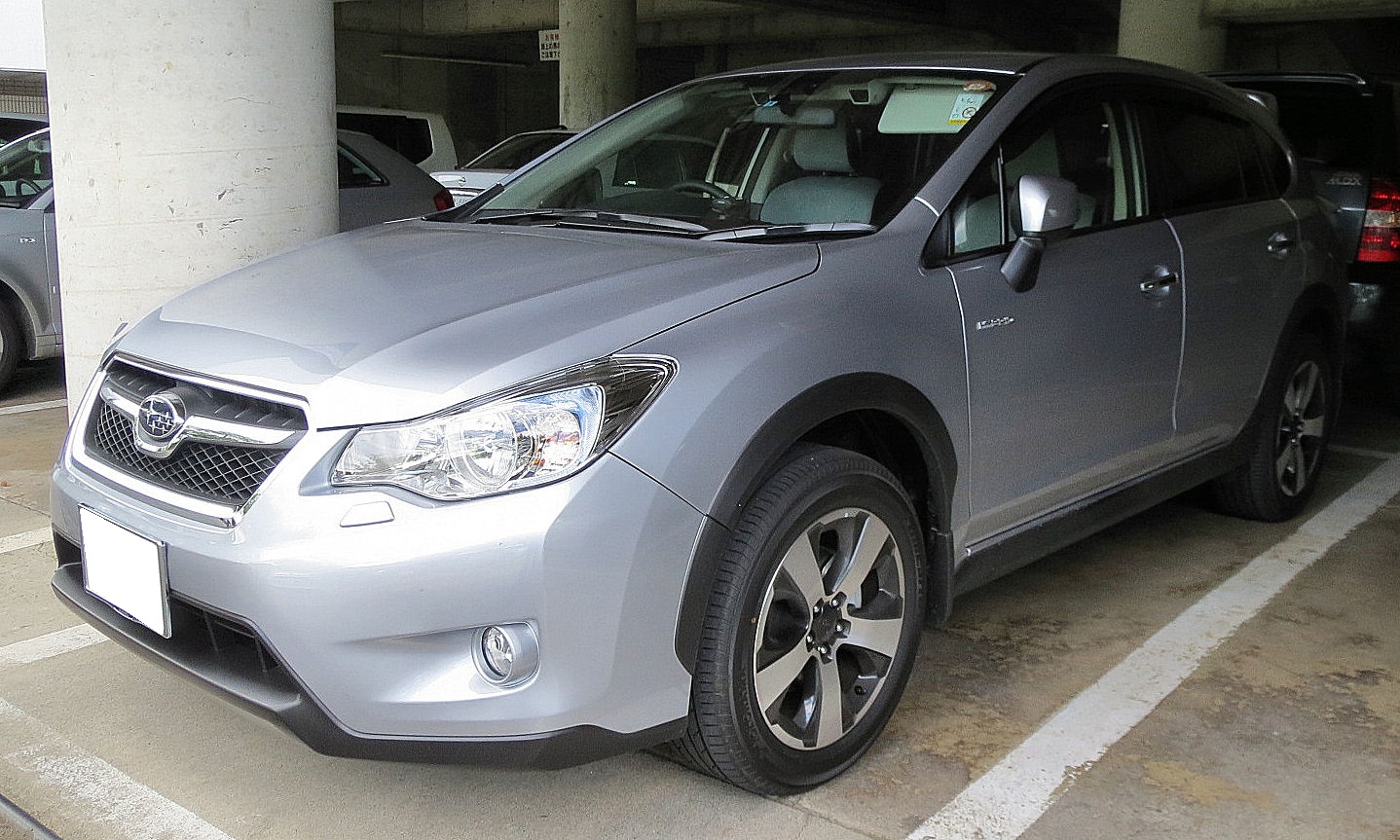
2011年初期型 XV ハイブリッド 2.0i-L EyeSight
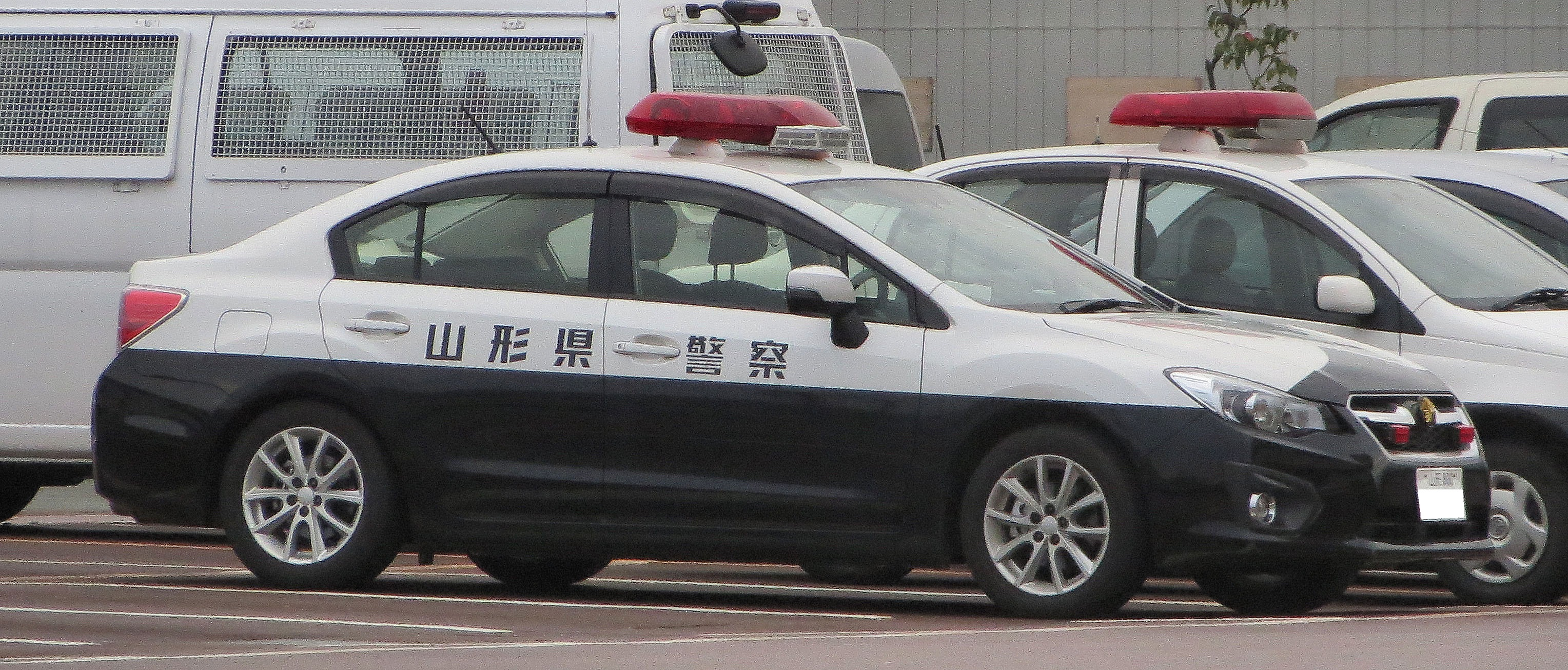
2011年初期型 G4 2.0i  パトロールカー 山形県警察

## 5代目 GT/GK系（2016年 - 2023年）
5代目は新世代プラットフォームである「SUBARU GLOBAL PLATFORM」を初めて採用。これにより操舵応答性と操舵安定性が飛躍的に向上するとともに、衝突時のエネルギー吸収量を先代モデルの1.4倍としたことで乗員保護性能を高め、ボディ構造の最適化と高張力鋼板の適切配置により重量の増加を抑えながら全方位（前面・後面・側面）においての衝突安全性も向上した。併せて、ボディはフレームワークの一新、プラットフォームと上屋骨格の結合強化、リアフレームとサイドシルの結合構造の見直し、構造用接着剤などを行い、サスペンションはフロントにおいてクロスメンバーの構造を変更し、リアにおいてはサブフレームブッシュの形状変更を行ったことでボディやサスペンションの剛性を大幅に向上。温度空間の均一化と静粛性の向上を実現するため空調ユニットにヒーターブロアユニット一体型を採用した。キャビンスペースも拡大され、ステアリングのチルト・テレスコストロークを拡大したほか、フロントシートの構造も刷新している。
ボディサイズは、「インプレッサSPORT」、「インプレッサG4」ともに、先代モデルに対して全長は+40 mm、全幅は+35 mm、ホイールベースは+15 mmとそれぞれ拡大。また、全高は「インプレッサSPORT」が+15 mm、「インプレッサG4」は−10 mmとなった。なお、最小回転半径は先代と同様、5.3 mを維持している。
安全性能では、日本車では初採用となる「歩行者保護エアバッグ」を全車に標準装備。バンパー内部の圧力センサーにより歩行者との衝突事故を検知し、瞬時にフロントガラスとAピラーの下端をエアバッグで覆うことで、歩行者の頭部へのダメージ軽減を図る装備である。また、先代モデルでは一部グレードにメーカー装着オプションとしていたSRSサイドエアバッグ＋SRSカーテンエアバッグに加え、前面衝突時にドライバーの下肢への被害軽減を図るた運転席SRSニーエアバッグを初採用。デュアルSRSエアバッグと合わせ、合計7つの乗員保護用エアバッグを標準装備とした。
運転支援システム「EyeSight (ver.3)」は、前輪駆動車にも拡大展開し全車標準装備とした。新たに「車線中央維持機能」を採用するとともに、ACC（全車速追従機能付クルーズコントロール）の機能強化を実施している。
また、自車の後側方から接近する車両を検知し、ドライバーに注意を促すことで安全運転をサポートする「スバルリヤビークルディテクション」（後側方警戒支援システム）、ステレオカメラで先行車や対向車などの灯火を検知して、ハイビームとロービームを自動で切り替える「ハイビームアシスト」を新採用。これらは「アドバンスドセイフティパッケージ」として、全グレードにメーカー装着オプションとした。
そのほか、コーナーや交差点で、ステアリング操作に合わせてヘッドランプ光軸を左右に動かす「ステアリング連動ヘッドランプ」（2.0i-S EyeSightに標準装備、その他のグレードにメーカー装着オプション）、コーナリング時でのライントレース性を向上する「アクティブ・トルク・ベクタリング」（2.0i-S EyeSightに標準装備）も新採用した。
エンジンは先代モデルから継続搭載となる、水平対向4気筒1.6 Lの「FB16」型と、同2.0 Lの「FB20」型を採用。
2.0 Lエンジンの「FB20」型は燃料システムを直噴化し、約80%の部品の設計を見直すとともに、先代比約12 kgの軽量化を実現したことで、燃費と実用域トルク両方の向上を実現。また、エンジン本体の高剛性化と固定点の追加によって振動騒音を低減した。最高出力は、3 kW (4PS) 向上し、113 kW (154PS) を発生。なお、最大トルクの数値は196 N⋅m (20.0 kgf⋅m) で、先代からの変更はない。
1.6 Lエンジンの「FB16」型は出力性能を維持したままで環境性能の向上、振動騒音の低減、大幅な軽量化を行い、静粛性と操縦安定性、燃費向上を実現している。最高出力、最大トルクの数値は先代と同一の数値であるが、それぞれの発生回転数の数値が異なっている。
トランスミッションは、先代モデルの1.6 L・四輪駆動車に設定されていた5速MTを廃止し、全グレードがリニアトロニックのみの設定となった。構造は全面的に改良され、チェーンのさらなるショートピッチ化とレシオカバレッジ（変速範囲）の拡大 (6.28 → 7.03) によって発進加速性能と高速巡航時の燃費を向上させた。さらに、トルクコンバータの小型化とケースの肉厚最適化により、先代モデル比約7.8 kgの軽量化を実現した。またマニュアルモードは先代の6速から7速に多段化している。
デザインにおいては新デザインフィロソフィーである「DYNAMIC × SOLID」をスバルの量産モデルで初めて全面採用。「インプレッサSPORT」はサイドのフロントガラスを傾斜させるとともにルーフ後端を下げ、ウィンドウのショルダーラインとドア下部のキャラクターラインに加えて、前後のフェンダーから流れる「ダイナミックブレード」と呼ばれる新たなキャラクターラインを採用。リアはリアコンビランプを左右に大きく張り出し、大型ルーフスポイラーや翼端板の採用、リアバンパーをフィン形状にすることで空力性能も高めた。
一方、「インプレッサG4」は、クーペの様な流麗なルーフラインとハイ＆ショートデッキの組み合わせ優れた空力性能とスポーティさを備えたセダンフォルムを実現。リヤスタイルは、キックアップしたトランクリッドやリヤバンパーによるシャープなシルエットにより、スポーティセダンらしいデザインとした。
インテリアでは、インパネにステッチを施し、加飾パネルをはじめ、コンビメーターやステアリング、シフトノブ、ベルトリングなどの重要なパーツの周囲を金属調のパーツで囲う「ケーシングモチーフ」を採用した。
本モデルより、北米仕様はスバル オブ インディアナ オートモーティブ インク (SIA) で現地生産されることになった。

### 年表
- 2016年
  - 7月26日 - 日本向け5代目モデルの画像及びプロトタイプの主要諸元を公開[107]。同時に、SUBARUオフィシャルWEBサイト上に専用サイトを開設。
  - 9月1日 - 先行予約を開始[108]。
  - 10月13日 - フルモデルチェンジ[109]。「2.0 L車は10月25日発売」「1.6 L車は2016年末発売予定」と発表された。キャッチフレーズは「愛で選ぶクルマが、ある。」で、CMソングはDREAMS COME TRUEの「LOVE LOVE LOVE」。ボディタイプは先代と同様、5ドアハッチバックの「インプレッサSPORT」と4ドアセダンの「インプレッサG4」の2種。グレード構成は、1.6 L車が「1.6i-L EyeSight」、2.0 L車は「2.0i-L EyeSight」と「2.0i-S EyeSight」を設定し、計3グレードを用意。トランスミッションはリニアトロニック（7速マニュアルモード付）のみ。駆動方式は、前輪駆動と四輪駆動（アクティブトルクスプリットAWD）を全グレードに設定する。ボディカラーは、先代モデルから継続設定となる「クリスタルホワイト・パール（有料色）」、「アイスシルバー・メタリック」、「ダークグレー・メタリック」、「クリスタルブラック・シリカ」、「ダークブルー・パール」、「クォーツブルー・パール」[注釈 28]に加え、新設定の「ピュアレッド」を用意。先代モデルと異なり、ボディタイプごとの設定の差異はなく全7色から選択できる。
  - 11月2日 - 米国での生産を開始[110]。米国生産拠点であるスバル オブ インディアナ オートモーティブ インク (SIA) において、北米向けインプレッサの生産開始を発表。同工場ではレガシィ、アウトバックに続く3車種目の生産車輛となる。
  - 11月28日 - 1.6 L車「1.6i-L EyeSight」を2016年12月20日に発売すると発表[111]。
  - 12月9日 - 「2016-2017 日本カー・オブ・ザ・イヤー」を受賞[112]。スバルの受賞は、2003年の4代目レガシィ以来13年ぶり2度目。
- 2017年9月11日 - 改良モデルを発表[113]（10月5日発売）。運転支援システム「アイサイト」は、夜間走行における歩行者認識性能を強化したほか、後退時自動ブレーキシステムを追加。また、「アドバンスドセイフティパッケージ」を「アイサイトセイフティプラス（運転支援）」に改称。従来どおり「スバルリヤビークルディテクション」（後側方警戒支援システム）と「ハイビームアシスト」で構成され、全グレードにメーカー装着オプションとしている。また、新たに「アイサイトセイフティプラス（視界拡張）」と称し、「サイドビューモニター」をメーカー装着オプションとした。
- 2018年
  - 2月26日 - 特別仕様車「1.6i-L EyeSight S-style」を設定[114]。4月24日発売。「1.6i-L EyeSight」をベースとした「SUBARU 60周年記念特別仕様車」として設定された。エクステリアは、メッキ加飾付フロントフォグランプカバー、サイドシルスポイラー、16インチアルミホイール（切削光輝）、LEDハイ＆ロービームランプ（ブラックベゼル）［ヘッドランプレベライザー（オート）ポップアップ式ヘッドランプウォッシャー付］＋ステアリング連動ヘッドランプを特別装備。電動格納式リモコンカラードドアミラーにLEDサイドターンランプ＆ターンインジケーターを追加した。「G4」のみ、マフラーカッターも装備される。インテリアは、本革巻ステアリングホイール、本革巻セレクトレバー（シフトブーツ、ピアノブラック調加飾パネル付）、アルミパッド付スポーツペダル（アクセル、ブレーキ、フットレスト）を特別装備。メーターバイザーリングはシルバーに、スピーカーはフロントに2つ追加して6スピーカー（フロント4＋リア2）にそれぞれ変更。シート材質は、メイン/サイドを「ファブリック/トリコット」に変更しシルバーステッチを追加。また、クリアビューパックも装備された。
  - 10月11日 - 改良モデルを発表[115]。11月2日発売。ブレーキペダルから足を離しても自動的に車両の停止を保持する「オートビークルホールド」機能を追加。なお、2018年2月に設定された「1.6i-L EyeSight S-style」はベース車両と同様の改良を実施し継続販売となった。
- 2019年
  - 8月27日 - 今秋発表予定の大幅改良モデルに関する事前情報の専用サイトでの公開並びに同日より先行予約の開始が発表された[116]。
  - 10月10日 - 大幅改良モデルを発表（2.0 L車は11月15日発売、1.6 L車は2020年初頭発売予定）[117]。外観はフロントフェイス（バンパー・グリル）、LEDハイ&ロービームランプ（『i-S EyeSight』は標準装備、『i-L EyeSight』はメーカーオプション）、アルミホイール（『2.0i-S EyeSight』を除く）、および、スポーツのリアフォグランプ（『クリアビューパック』に内包）、内装はマルチファンクションディスプレイ、シート材質、マルチインフォメーションディスプレイ付メーターが新デザインに変更された。装備面では「アイサイト・ツーリングアシスト」を全車に標準装備するとともに、LEDハイ&ロービームランプにアダプティブドライビングビームを追加、メーカーオプション設定されている「アイサイトセイフティプラス（視界拡張）」のサイドビューモニターをフロントにも追加してフロント&サイドビューモニターとなった。また、アクセスキー対応運転席シートポジションメモリー機能、ドアミラーメモリー&オート格納機能、リバース連動ドアミラー（これら3点は『i-S EyeSight』に標準装備、『2.0i-L EyeSight』は運転席&助手席8ウェイパワーシートとのセットでメーカーオプション）、集中ドアロック（オートドアロック・アンロック機能付、全車に標準装備）が新たに採用された。グレード体系は2.0 L車のみに設定されていた「i-S EyeSight」を1.6 L車にも拡大し、「1.6i-S EyeSight」として追加した。ボディカラーは「ダークグレー・メタリック」を「マグネタイトグレー・メタリック」に入れ替えた。
- 2020年
  - 9月17日 - 一部改良モデルの発表・発売に先駆けて先行予約が開始された[118]。
  - 10月8日 - 一部改良モデルを発表し、同日より発売された[119]。5ドアモデルのSPORTにおいて、「e-BOXER」搭載モデルの「2.0e-L EyeSight」と「Advance」、スバルテクニカインターナショナルによるチューニングを施した最上位モデルの「STI Sport」の3グレードが新たに追加された。「2.0e-L EyeSight」と「Advance」はモーターアシストを行うほか、SI-DRIVEと協調するアダプティブ変速制御「e-Active Shift Control」を採用。「Advance」はフロントグリル・アルミホイール・ルーフスポイラーをグレーメタリック色に、内装色にはネイビーとライトグレー基調の専用インテリアが採用された。「STI Sport」はフロントサスペンションにSTIチューニングSHOWA製メカ式減衰力可変ダンパーを採用。また、「STI Sport」で初のFF車が設定された。外観はシャークフィンアンテナ・ピラートリム・フロントグリル・フロントフォグランプカバー・リアオーナメントをブラックパーツでコーディネートし、ボディカラーには専用色として「セラミックホワイト」と「WRブルー・パール」を設定。内装では本革巻ステアリングホイールやファブリック/トリコットシートなど随所にレッドステッチが施された。なお、新グレードの追加に伴ってグレード体系が一部変更となり、「2.0 i-L EyeSight」は2WDのみの設定となり、「2.0i-S EyeSight」を廃止した。ボディカラーの設定が変更となり、「クォーツブルー・パール」を廃止し、「ダークブルー・パール」をSPORTの「2.0e-L EyeSight」および「Advance」専用色に移行となり、併せて、SPORTの「2.0e-L EyeSight」および「Advance」専用色として「ホライゾンブルー・パール」が新たに設定された。なお、「クリスタルホワイト・パール（有料色）」と「ラピスブルー・パール」はSPORT「STI Sport」には設定されず、「ラピスブルー・パール」はSPORT「2.0e-L EyeSight」および「Advance」にも設定されない。今回の一部改良により、WLTCモードによる燃料消費率・排出ガス（JC08モードによる燃料消費率を併記）に対応し、SPORTの「2.0 e-L EyeSight」と「Advance」は「平成30年排出ガス基準50%低減レベル（☆☆☆☆）」認定を取得。同時に2020年度燃費基準を達成する。また、「2.0i-L EyeSight」はSPORT・G4共にJC08モードによる燃料消費率が低下したことに伴い、平成27年度燃費基準達成となった。
- 2021年12月16日 - 一部改良モデル並びに特別仕様車「1.6i-S EyeSight AccentBlack」が発表された[120]。「2.0i-S EyeSight」・SPORT「Advance」・「STI Sport」において、インプレッサのファブリックシート仕様で初となるフロントシートヒーターを標準装備（その他の2.0L車は運転席/助手席パワーシートとのセットオプション、1.6L車は本革シートとのセットオプションにて装備可能）。「1.6i-S EyeSight」はインストルメントパネル各部に加飾を追加。ボディカラーも一部変更となり、e-BOXER車・「STI Sport」を除くグレードに設定されている「ラピスブルー・パール」を「サファイアブルー・パール」に差し替えるとともに、「Advance」専用色の「ラグーンブルー・パール」と「STI Sport」専用色の「クールグレーカーキ」が追加された。特別仕様車「1.6i-S EyeSight AccentBlack」は、初代モデルの発売から30周年を記念した仕様で、「1.6i-S EyeSight」をベースに、17インチアルミホイールをダークメタリック塗装に、フロントグリル（加飾付）・ルーフアンテナ（シャークフィンタイプ）・ルーフスポイラー（LEDハイマウントストップランプ内蔵、SPORTのみ）をブラック塗装に、電動格納式リモコンカラードドアミラーをブラックに、ファブリック/トリコットシート（シルバーステッチ）をグレー/ブラックに、メーターバイザーリングとパワーウィンドウスイッチ（加飾付）をピアノブラック調にそれぞれ変更し、アイサイトセイフティプラスをメーカーオプションに設定。一方で、ベースグレードに装備されているリバース連動ドアミラー、ドアミラーメモリー&オート格納機能、運転席&助手席8ウェイパワーシート、アクセスキー対応運転席シートポジションメモリー機能、ドアミラースイッチ（シルバー塗装）、インパネアッパートリム（シルバーステッチ）、表皮巻センタートレイ加飾（シルバーステッチ）、フロアコンソールリッドソフトパッドトリム（表皮巻、シルバーステッチ）、フロント&リヤドアアームレストソフトパッドトリム（表皮巻、シルバーステッチ）を非装備化したことで、車両本体価格がベースグレード比5.5万円（消費税込）安とした。ボディカラーはベースグレードに設定されている「クリスタルホワイト・パール（特別塗装色）」が未設定となる代わりに、通常は「STI Sport」専用色である「セラミックホワイト」と「クールグレーカーキ」が特別設定される。
- 2022年
  - 12月11日 - 受注終了[121]。
  - 12月23日 - 生産終了。以後、在庫販売の展開となり、在庫がなくなり次第、販売終了となる。
- 2023年4月19日 - スポーツ、G4共に販売終了、並びにスバル公式ホームページへの掲載終了。なお、日本市場におけるインプレッサG4の代替は6代目（GU系）インプレッサ（5ドアハッチバック）[106]が、北米市場におけるインプレッサセダンの代替は既存の7代目レガシィ（セダン）がそれぞれ、その役割を担うこととなった。

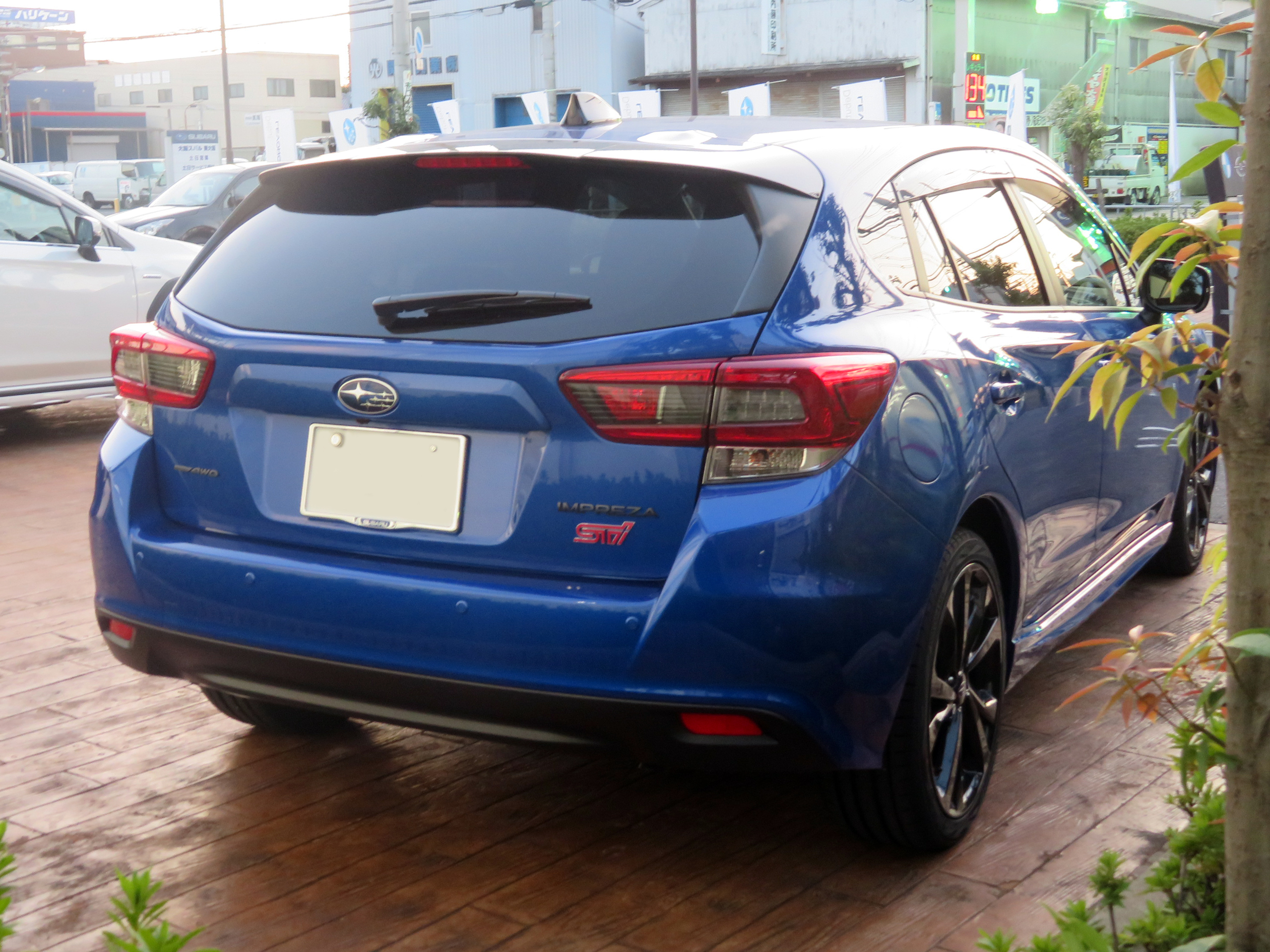
2020年10月改良型 SPORT STI Sport AWD 後面
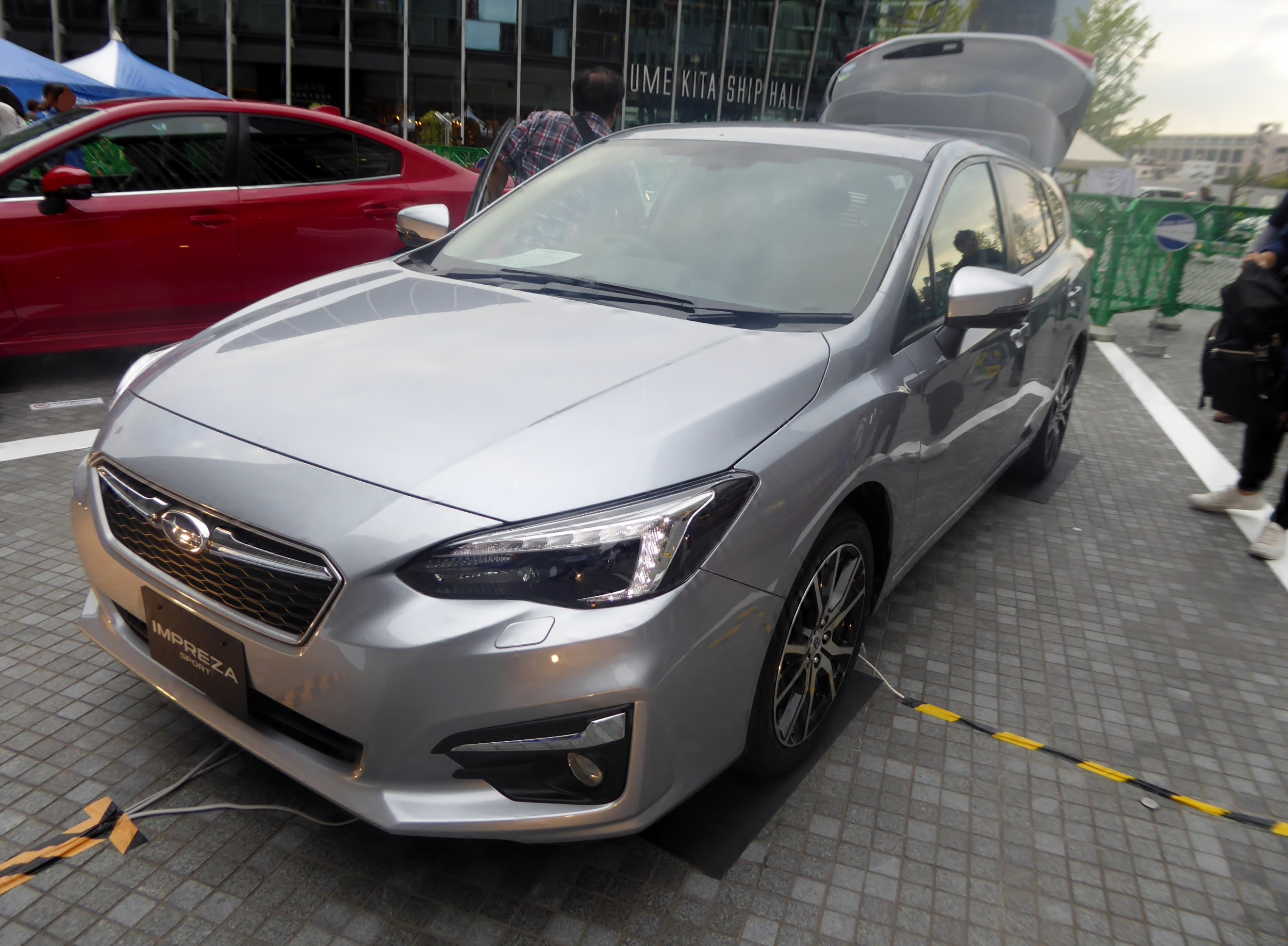
2016年10月初期型 SPORT 2.0i-L EyeSight
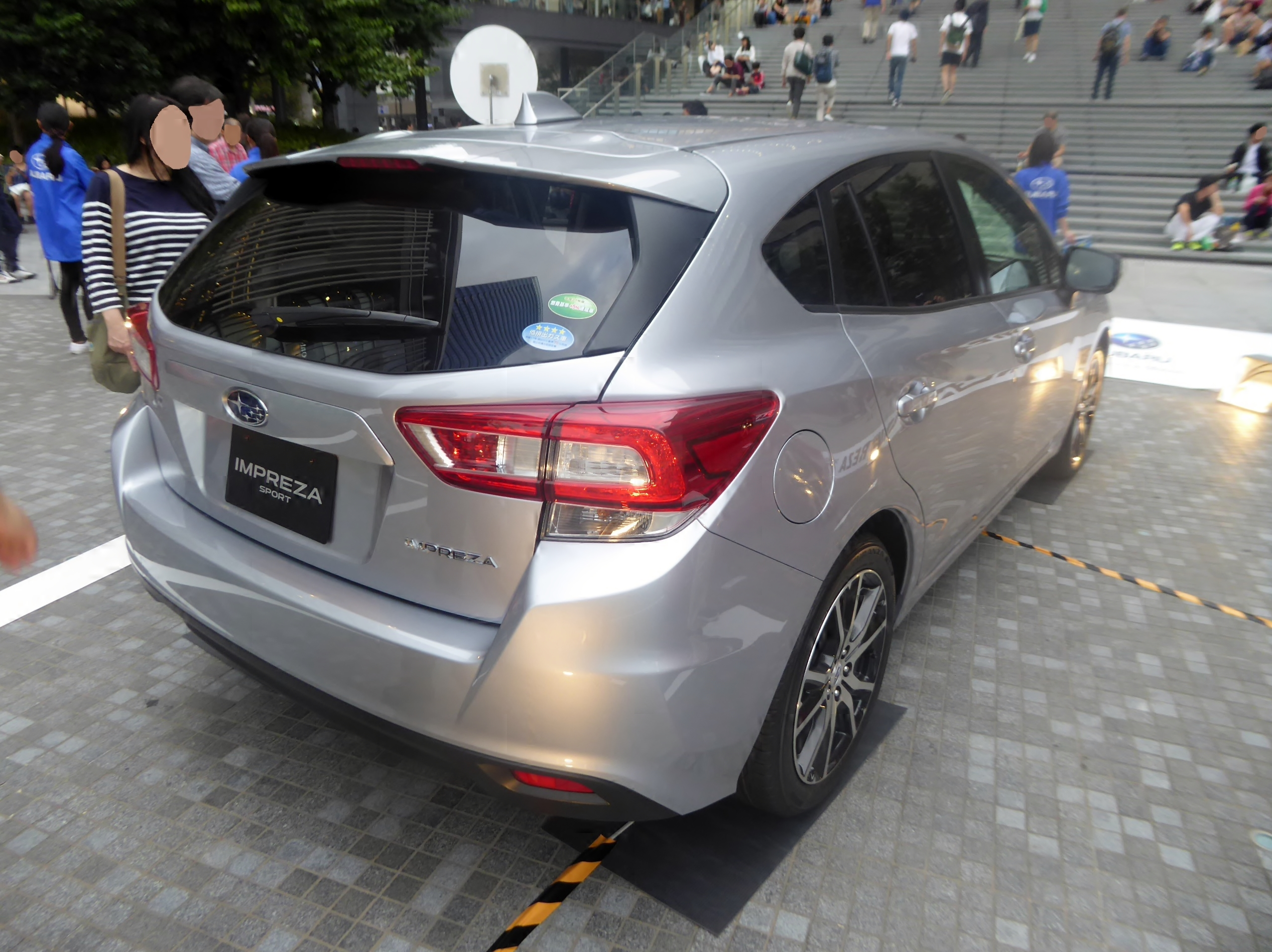
2016年10月初期型 SPORT 2.0i-L EyeSight 後面
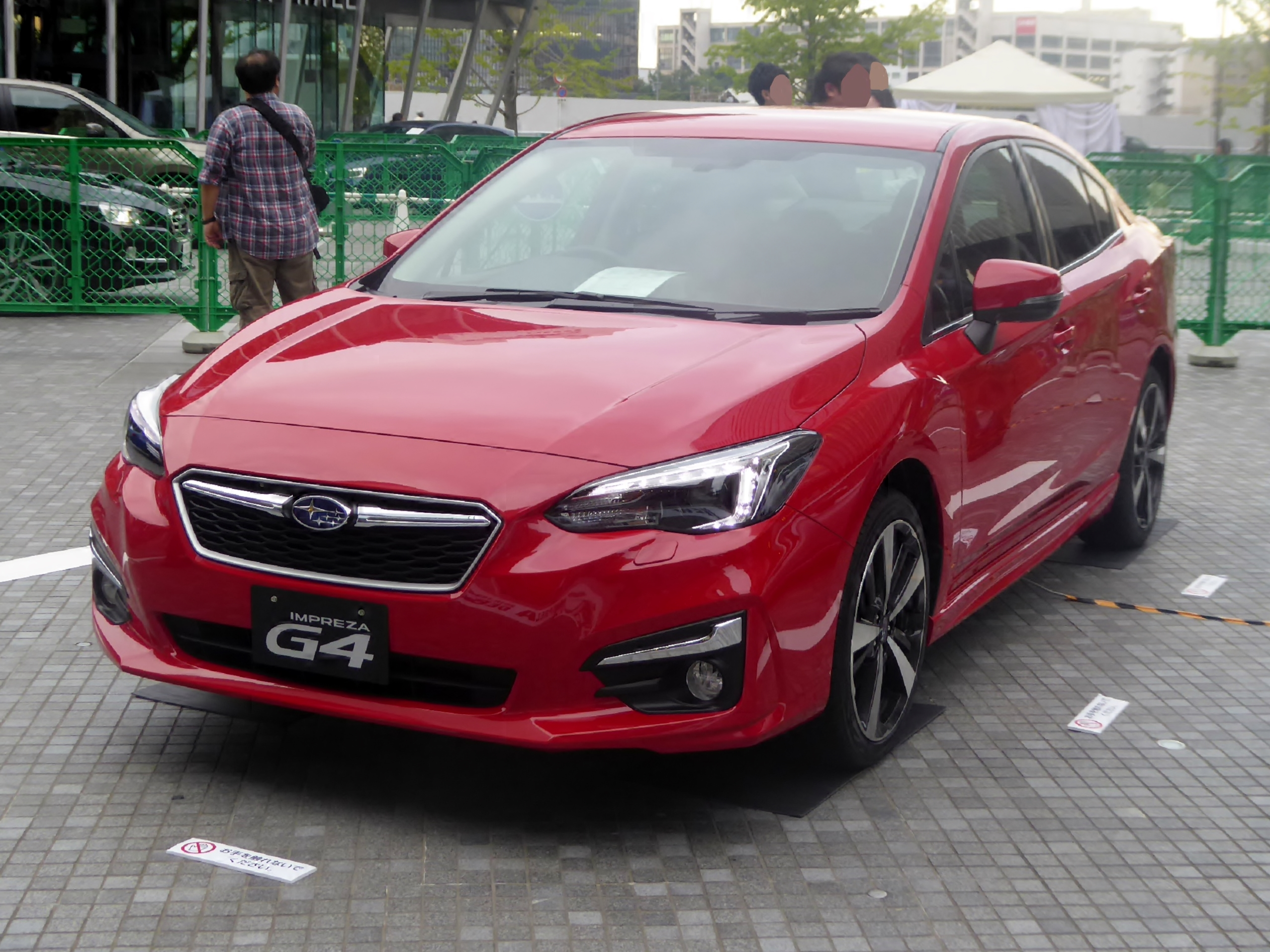
2016年10月初期型 G4 2.0i-S EyeSight
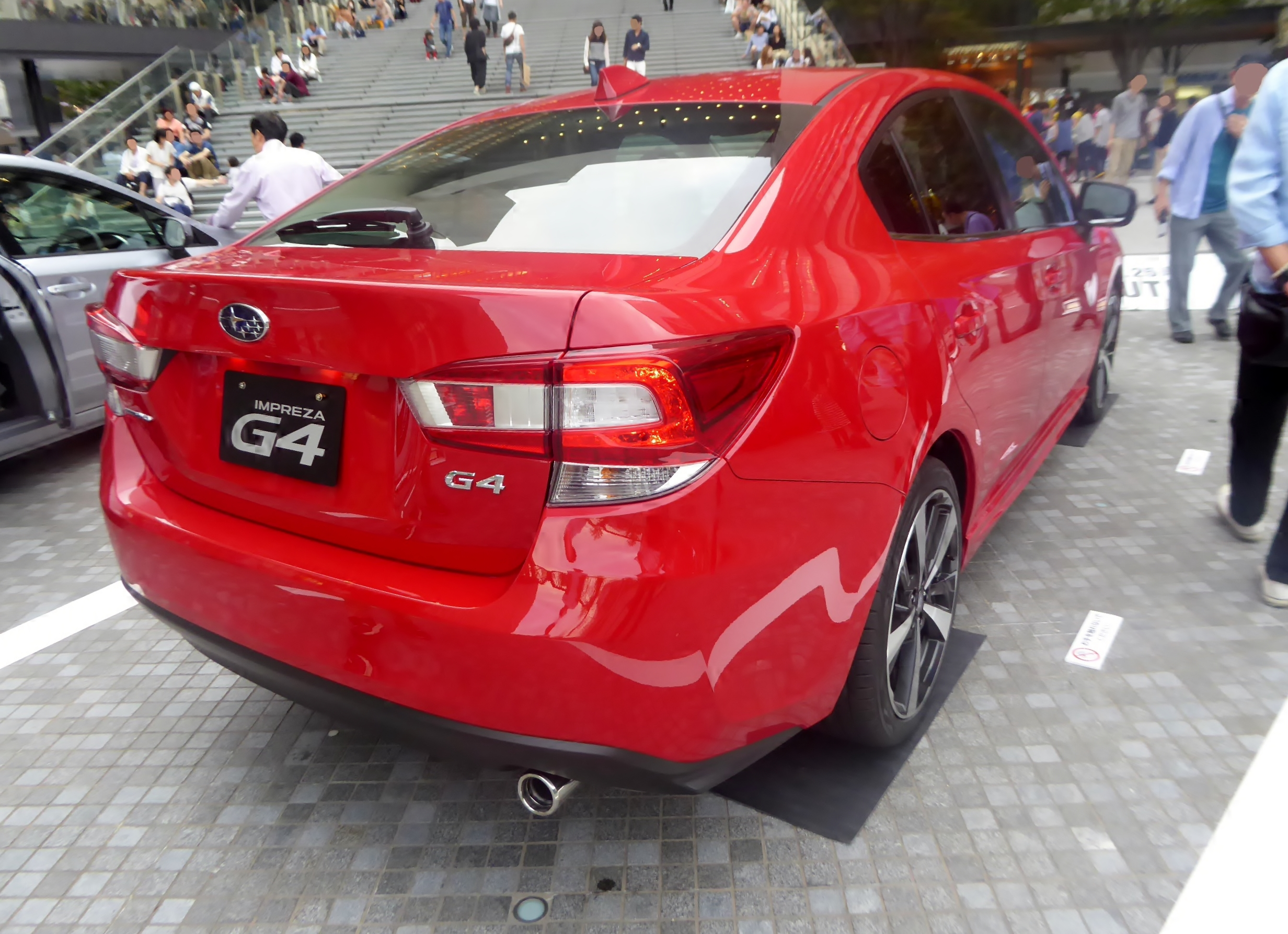
2016年10月初期型 G4 2.0i-S EyeSight 後面
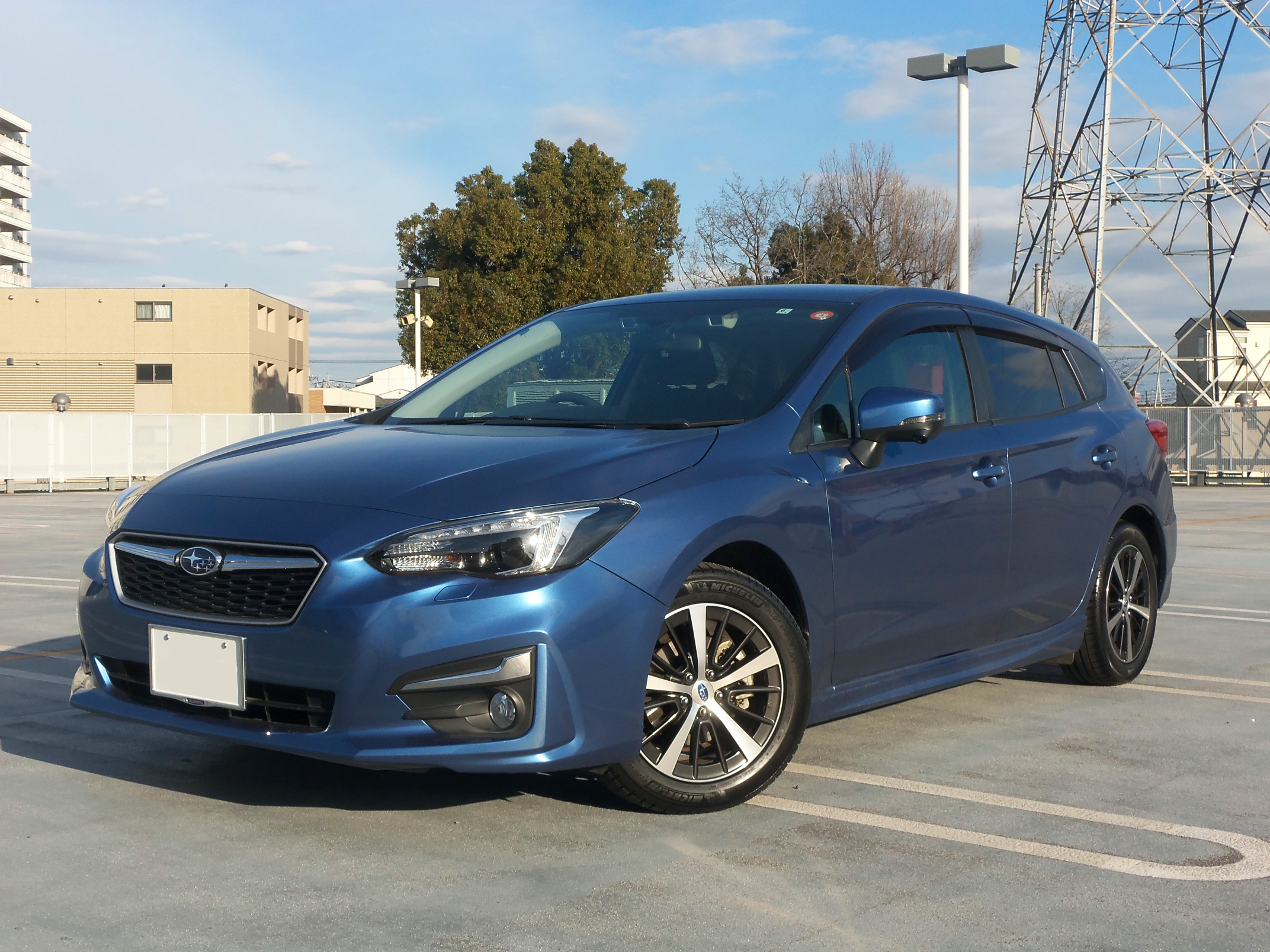
2017年10月初期型 SPORT 1.6i-L EyeSight S-style 2WD
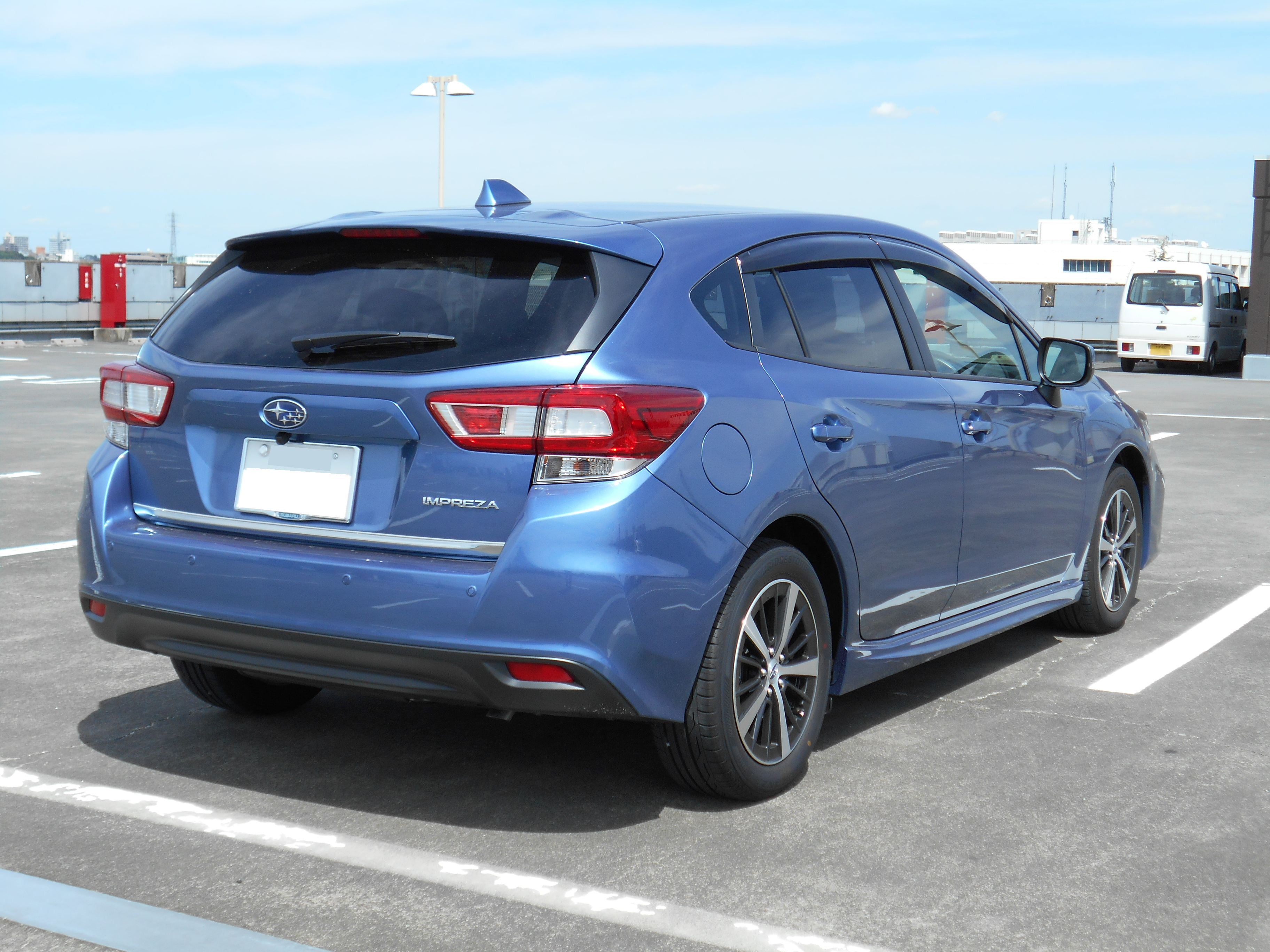
2017年10月初期型 SPORT 1.6i-L EyeSight S-style 2WD 後面
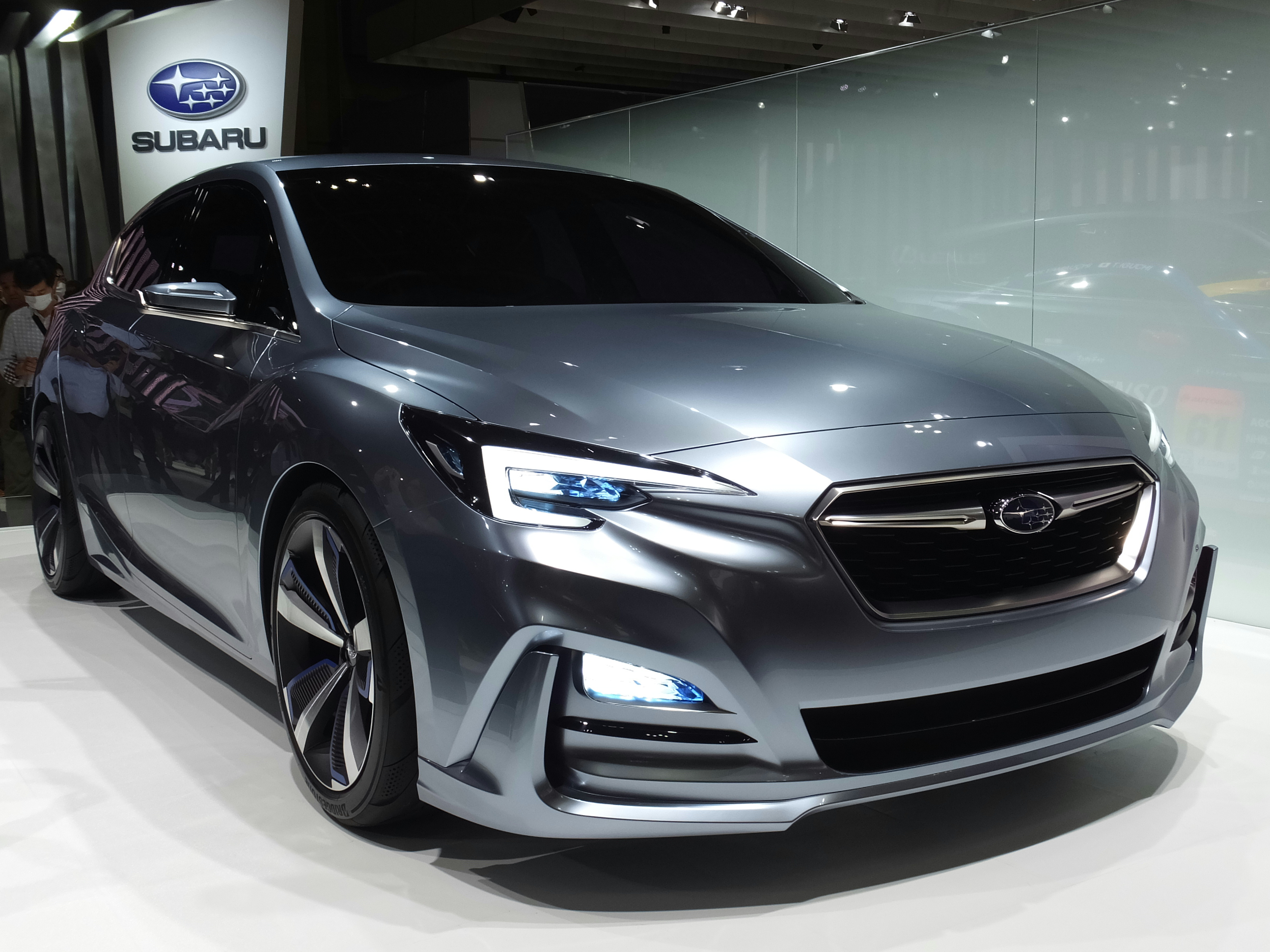
5-Door Concept（東京モーターショー2015出展）

## 6代目 GU系（2023年 - ）
6代目ではボディ形状は5ドアハッチバックのみの展開となり、世界中のほとんどで需要が縮小している4ドアセダンはこの代より正式に廃止される。また、アメリカで5代目まで設定されていたMTは廃止され、全車CVTのみとなった。 日本においてもセダンモデルの「インプレッサG4」が廃止となり、5ドアハッチバックモデルのみとなるため、この代より「インプレッサSPORT」から無印の「インプレッサ」に改称となった。
日本仕様車は2.0 L車のみとなり、エンジンは5代目に引き続きFB20型を踏襲。5代目の2020年10月一部改良モデルから設定されているe-BOXERモデルも踏襲される。
「アイサイト」はクロストレック同様に、画角の拡大とソフトウェア類の改良を行うとともに、フロントガラス取り付け式に変え、レンズフードを追加した改良型のステレオカメラユニットが採用され、二輪車や歩行者の認識用に単眼カメラが追加された。
米国仕様車・日本仕様車共にセンターインフォメーションディスプレイが採用されており、北米仕様車の「RS」と「Sport」、日本仕様車のe-BOXERモデルはApple CarplayやAndroid Autoに対応したスマートフォン連携機能を備えるほか、日本仕様車ではコネクティッドサービス「SUBARU STARLINK」に対応し、メーカーオプションで「what3words」を採用したナビゲーション機能を付けることも可能な大画面仕様の11.6インチが搭載される。

### 年表
- 2022年11月17日（現地時間） - スバル・オブ・アメリカがロサンゼルスオートショー2022で6代目モデル（北米仕様車）が世界初公開された。グレードは「Base」、「Sport」に加え、北米市場におけるWRXの先駆けとなった「2.5 RS」に想起した2.5Lの新グレード「RS」も設定された。2023年春以降に日本市場、および北米市場への先行導入を皮切りに世界各地へ展開する予定であることがアナウンスされた[123]。
- 2023年
  - 1月13日 - 東京オートサロン2023でSTIパーツを装着した日本仕様車のプロトタイプが初公開された[124]。
  - 2月16日 - 専用サイト（ティザーサイト）の開設と日本での先行予約の開始日が発表された[125]。
  - 3月2日 - 日本で販売店を通じた先行予約が開始された[125]。
  - 4月20日 - 日本仕様車の価格を発表。グレード体系も公開され、ガソリンモデルの「ST」、e-BOXERモデルの「ST-G」と「ST-H」の3グレードとなることも発表された[126]。
    - ボディカラーは5代目スポーツ（2021年12月一部改良モデル）からクリスタルホワイト・パール（有料色）、アイスシルバー・メタリック、マグネタイトグレー・メタリック、クリスタルブラック・シリカ、ピュアレッド、サファイアブルー・パール、ホライゾンブルー・パール（e-BOXERモデル専用色・有料色）の7色が踏襲され、オアシスブルー（有料色）とe-BOXERモデル専用色のサンブレイズ・パール（有料色）を加えた9色が設定される。
- 2024年9月13日 - 日本仕様車の一部改良及び特別仕様車「ST Smart Edition」を発表[127]。
  - 11.6インチセンターインフォメーションディスプレイのホームボタンエリアにAVH（オートビークルホールド）ボタンが配置され、「SUBARU STARLINK」にはリモートエアコンが採用され、マイカー検索機能にハザード点滅機能を追加。
  - オーディオレス車はシルバー加飾付本革巻シフトレバー、ピアノブラック調シフトレバー、シルバーステッチシフトブーツ、艶黒塗装ドアミラー、本革巻ステアリングホイールが装備された。
  - ボディカラーはe-BOXERモデル専用色のホライゾンブルー・パール（有料色）をデイブレイクブルー・パールへ入れ替えた。
  - 「ST Smart Edition」は「ST」をベースに、17インチアルミホイールをダークメタリック塗装に、ドアミラースイッチをシルバー塗装に、パワーウインドゥスイッチの加飾をメッキにそれぞれ変更され、フロアコンソールリッドにシルバーステッチを追加。ベースグレードではメーカー装着オプションとなるフルLEDハイ&ロービームランプ+ステアリング連動ヘッドランプ+コーナリングランプ、リバース連動ドアミラー、ドアミラーメモリー&オート格納機能、運転席・助手席パワーシート、アクセスキー対応運転席シートポジションメモリー機能、運転席シート自動後退機能、アレイ式アダプティブドライビングビームが特別装備され、FWD車にはAWD車に標準装備されているLEDリアフォグランプ、ステアリングヒーター、フロントシートヒーターも特別装備される。さらに、LEDフロントフォグランプ、アルミパッド付スポーツペダル（アクセル、ブレーキ、フットレスト）、6スピーカー、後席USB電源、LEDリアゲートランプ、サイドシルスポイラー、緊急時プリクラッシュステアリング、スバルリヤビークルディテクション（後側方警戒支援システム）、エマージェンシーレーンキープアシスト、自動防眩ルームミラーも特別装備された。
- 2025年
  - 3月13日 - 日本仕様車に特別仕様車「ST Black Selection」が発表された[128]。
    - 特別装備内容は前述した「ST Smart Edition」に準じているが、電動格納式リモコンドアミラー・フロントフォグランプカバー・ルーフスポイラー及び特別装備のサイドシルスポイラーがブラック塗装（フロントフォグランプカバーは加飾付）となる違いがある。また、ボディカラーはクリスタルホワイト・パール（メーカーオプション）、アイスシルバー・メタリック、マグネタイトグレー・メタリック、クリスタルブラック・シリカの4色のみとなる。

  - 7月10日 - 日本仕様車の改良モデル及び特別仕様車「Style Edition」が発表された[129]。
    - 改良モデルではボディカラー展開が見直され、オアシスブルー（有料色）、e-BOXERモデル専用色のサンブレイズ・パール（有料色）とデイブレイクブルー・パールが廃止する代わりにシトロンイエロー・パール（有料色）を追加した7色展開となった。
    - 緊急時プリクラッシュステアリング、スバルリヤビークルディテクション（後側方警戒支援システム）、エマージェンシーレーンキープアシストを全グレード標準装備化。ドライバー異常時対応システムとドライバーモニタリングシステムの連携が強化され、ドライバーのわき見や居眠りが長時間続いた場合、ドライバーに異常が生じたと判断してドライバー異常時対応システムが作動するように改良。加えて、コーストダウン（惰性走行）やパレスブレーキによる振動でドライバーに更なる注意を促す機能が採用され、早期に周辺の車両へドライバーの異常を知らせるため、ドライバー異常時対応システム作動によるハザードランプ点滅のタイミングを、減速制御開始と同時に早めた。
    - 「Style Edition」は「ST」と「ST-H」をベースに、「ST Black Selection」に準じた特別装備品（「ST-H Style Edition」は一部装備品がベース車に標準装備されているが、フロントグリルバーはブラック塗装に変更）に加え、本革巻ステアリングホイール・本革巻シフトレバー・リング（インパネセンター・シフトパネル）加飾をブレイズガンメタリック（リング加飾は塗装）に、本革巻ステアリングホイールとシフトブーツのステッチをレッドに、インパネ加飾パネルをカーボン調ブレイズガンメタリック加飾に、フロアコンソールリッドとドアアームレストをブラック（レッドステッチ）に、シート表皮はジャージ/トリコット[ブラック/レッド(シルバー&レッドステッチ)]にそれぞれ変更され、
    - なお、「ST Smart Edition」と「ST Black Selection」はベース車に準じた改良を受け、継続販売される。

## モータースポーツ
本車はラリー、各種オンロード競技など様々なレースシーンで用いられる車種の一つである。初代は「ガラスのミッション」と呼ばれるほどパワーに対してトランスミッションの許容値が低く破損しやすいことが挙げられ、後のモデルのミッションを流用するなどして大容量化を図るケースもあった。

### ラリー
初代から3代目までのインプレッサはモータースポーツ、特にラリー競技と切り離せない関係にある。世界ラリー選手権 (WRC) ではシトロエンやプジョーと互角の闘いを繰り広げ、これまでマニュファクチュアラーズチャンピオン3回（1995年、1996年、1997年）、ドライバーズチャンピオン3回（1995年、2001年、2003年）を獲得している。また、国内イベントでも常にチャンピオン争いに絡む活躍を見せてきた。
2.0 Lクラスのラリー競技用車両としては、日本はもちろん世界的にも三菱自動車工業のランサーエボリューションと並び称され、特に近年までのグループNクラスはほぼこの2車種が独占していたなど、スバルの世界的なブランド・イメージの構築に大きく貢献した。
2008年12月16日、スバルは世界的不景気の影響と3年以上勝利が遠ざかっていたこともあり「当初の目的はおおむね達成した」との判断から、同年末をもって"卒業"するとして、WRC参戦の終了を発表。これに伴ってワークスインプレッサのWRC参戦は終了した。
競技本番用としてだけでなく、ラリーステージの下見（レッキ）を行う際の車として、高性能な四輪駆動市販車を持たないメーカーのチームでも使用されることがあった。

#### 初代 GC型・グループA（1993年 - 1996年）

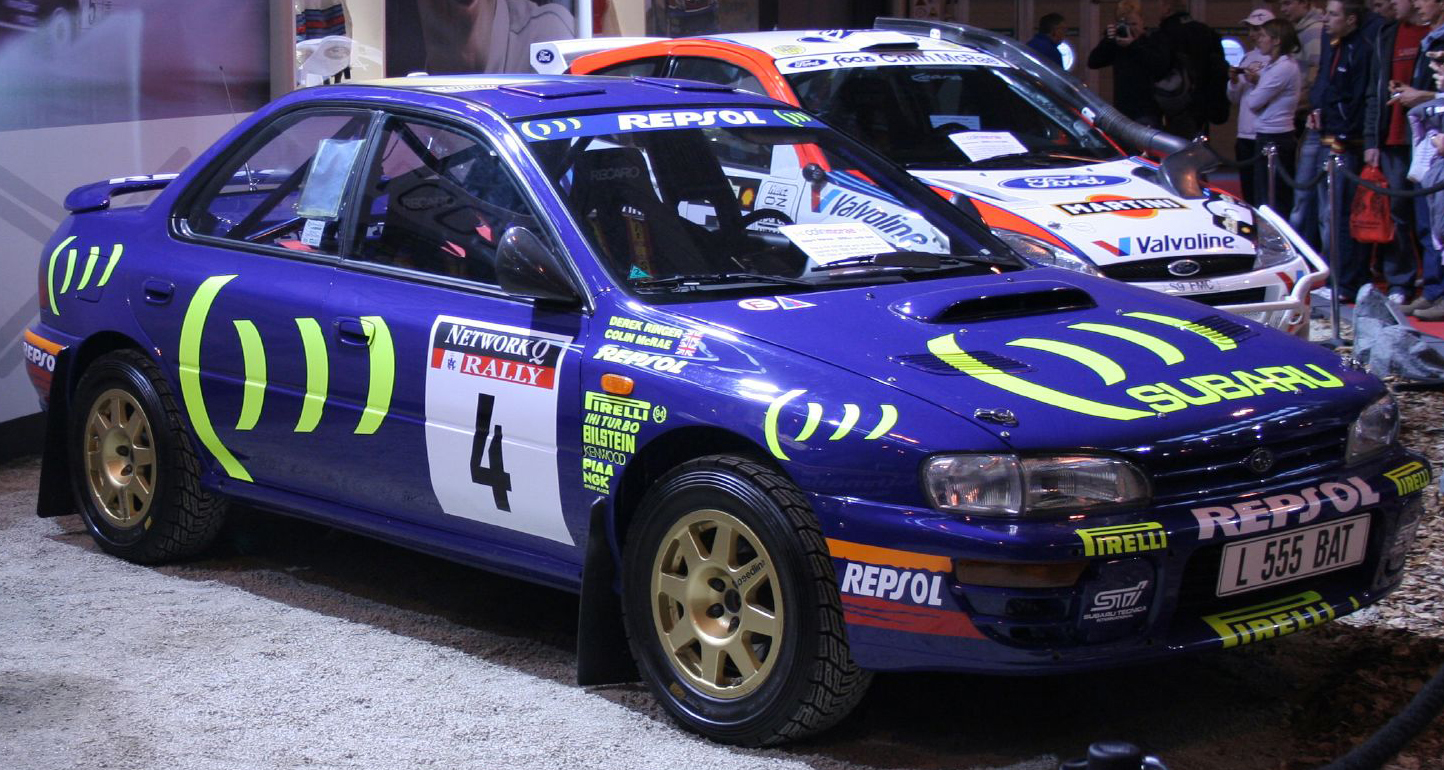
インプレッサ555・グループA仕様

1993年、プロドライブはそれまでWRC（世界ラリー選手権）に参戦していたレガシィの後継として、より小型なインプレッサをベースとしたラリーカーの開発に着手した。レガシィに対して全長が160 mm、ホイールベースが60 mm短く、前後重量比も最適であった。また、ラリーカー初のアクティブディファレンシャルも搭載した。ホモロゲーション名は「インプレッサ555」。
WRCには1993年シーズンの終盤、第9戦1000湖ラリーにデビュー、ドライバーはアリ·バタネンとマルク·アレン。バタネンは序盤から優勝争いを演じたものの、ナイトステージでライトポッドの影響でスクリーンの内側が曇るというトラブルでデビューウィンを逃したが、インプレッサは初参戦にして2位というデビューを飾った。
1994年、タイヤをミシュランからピレリに切り替え。同年には1990年および1992年のドライバーズチャンピオンであるカルロス･サインツがランチアから移籍、サインツの繊細なセッティング能力によってインプレッサは戦闘力が向上、第6戦アクロポリス・ラリーで初優勝を果たし、さらにマクレーによる2勝と併せてマニュファクチャラーズランキングでもこの年2位を獲得した。
1995年シーズンより、性能制限のためリストリクター装着が義務付けられるが、スバルはカムシャフトの改良により圧縮比が異なる新エンジンを導入することでこれに対応した。このシーズンは8戦中5勝を挙げ、本格参戦から6年目にして、マニュファクチャラーズ及びドライバーズ（コリン・マクレー）のダブルタイトルに輝いた。続く1996年（平成8年）はドライバーズタイトルこそ三菱のトミ・マキネンに奪われたものの、マニュファクチャラーズタイトルを2年連続で獲得。グループA最強のラリーマシンの1台と認知され、欧州におけるスバルのブランディング向上と、日本におけるラリー人気の拡大に貢献した。

#### 初代 GC型・WRカー（1997年 - 2000年）

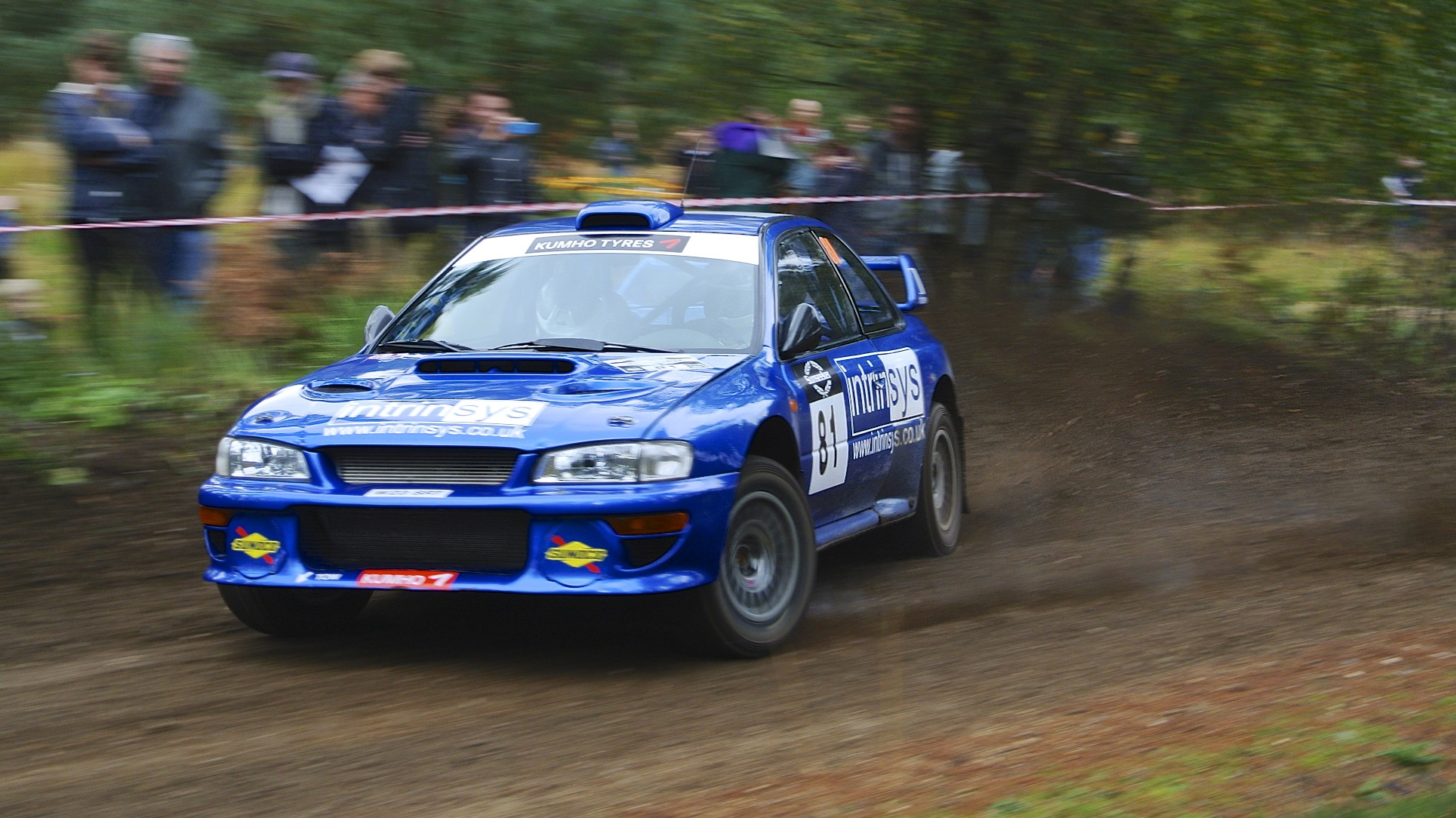
インプレッサWRC（GC型）

WRCでは1997年よりワールドラリーカー規定の導入が決定し、スバルでは新たに2ドアのインプレッサリトナをベースとしたラリーカーの開発に着手した。完全新設計で誕生したWRC97は、エンジンの改良によって最高出力300 PS/5500 rpm、最大トルク470 N⋅mを発揮した。また、サスペンション形状の変更に伴い全幅が1,770 mmに拡大され、よりワイド&ローな印象となった。しかし、リトナには一切存在しないボンネット上のエアスクープは当時のスバルはWRXを中心とした販売を行っていたため、販売とリンクするために特例で設置が許可された。1997年にもマニュファクチャラーズタイトルを獲得し、日本メーカーでは唯一の3年連続のマニュファクチャラーズタイトル獲得を達成した。
翌1998年は改良型のWRC98で参戦。フロント、リア、センターにコンピューター制御のアクティブディファレンシャルを搭載した。
その翌年の1999年にはさらなる改良型WRC99を投入。最大の特徴は電子制御の油圧式セミオートマチックトランスミッションに換装された点で、シフト速度の大幅な短縮を実現した。技術的にまだ未熟だった事もあり、第7戦アルゼンチン・ラリーまでは度重なるトラブルに悩まされたが、後に他メーカーも同様の技術を投入するなど大きな影響を与えた。スバルはこの技術を採用した初のラリーチームであり、2011年にレギュレーションで禁止されるまですべてのWRカーで使用された。
ドライブ・バイ・ワイヤスロットルが採用され、レスポンスの大幅な向上に成功した。
しかし、この2年間は三菱や復帰してきたトヨタの後塵を拝し、さらにフランスのプジョー・シトロエンの参戦もあってタイトルからは遠のいてしまう。2000年には2代目インプレッサへの移行を見越した大々的な改修が施された。

#### 2代目 GD型（2001年 - 2008年）

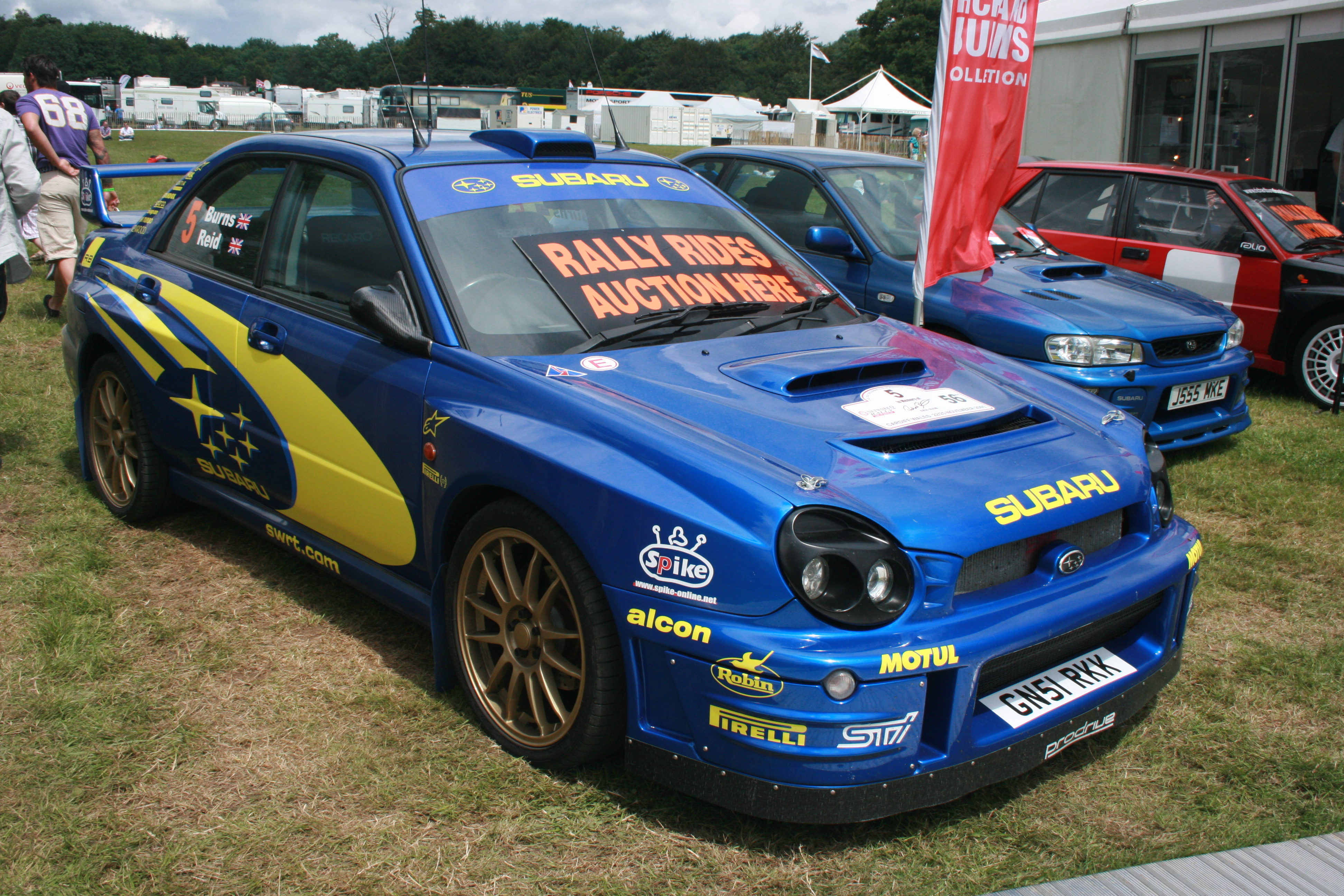
インプレッサWRC2001

ベースとなるインプレッサのGD型へのフルモデルチェンジに併せて、ラリーカーも2001年のWRC2001よりGD型ベースで開発される事となった。従来の2ドアから4ドアボディとなったのが最大の変更点で、エアロダイナミクスや重量配分の改善、さらには低重心化にも寄与していた。前年度より移行を見据えて改修されていたエンジン及びドライブトレーンはそのまま流用されている。
2001年にはリチャード・バーンズが、2003年にはペター・ソルベルグがそれぞれWRCドライバーズタイトルを獲得。2004年が初開催となったラリージャパンではソルベルグが初代勝者に輝いた。さらに、2005年にはプロダクションカーWRC (PCWRC) で新井敏弘がシーズンチャンピオンを獲得した。しかし、2006年および2007年はマシン開発で迷走し2年間未勝利に終わった。
2002年の第3戦ツール・ド・コルスよりWRC2002を導入。外観の変更点はないが、軽量化により車重が15 kg減少した。

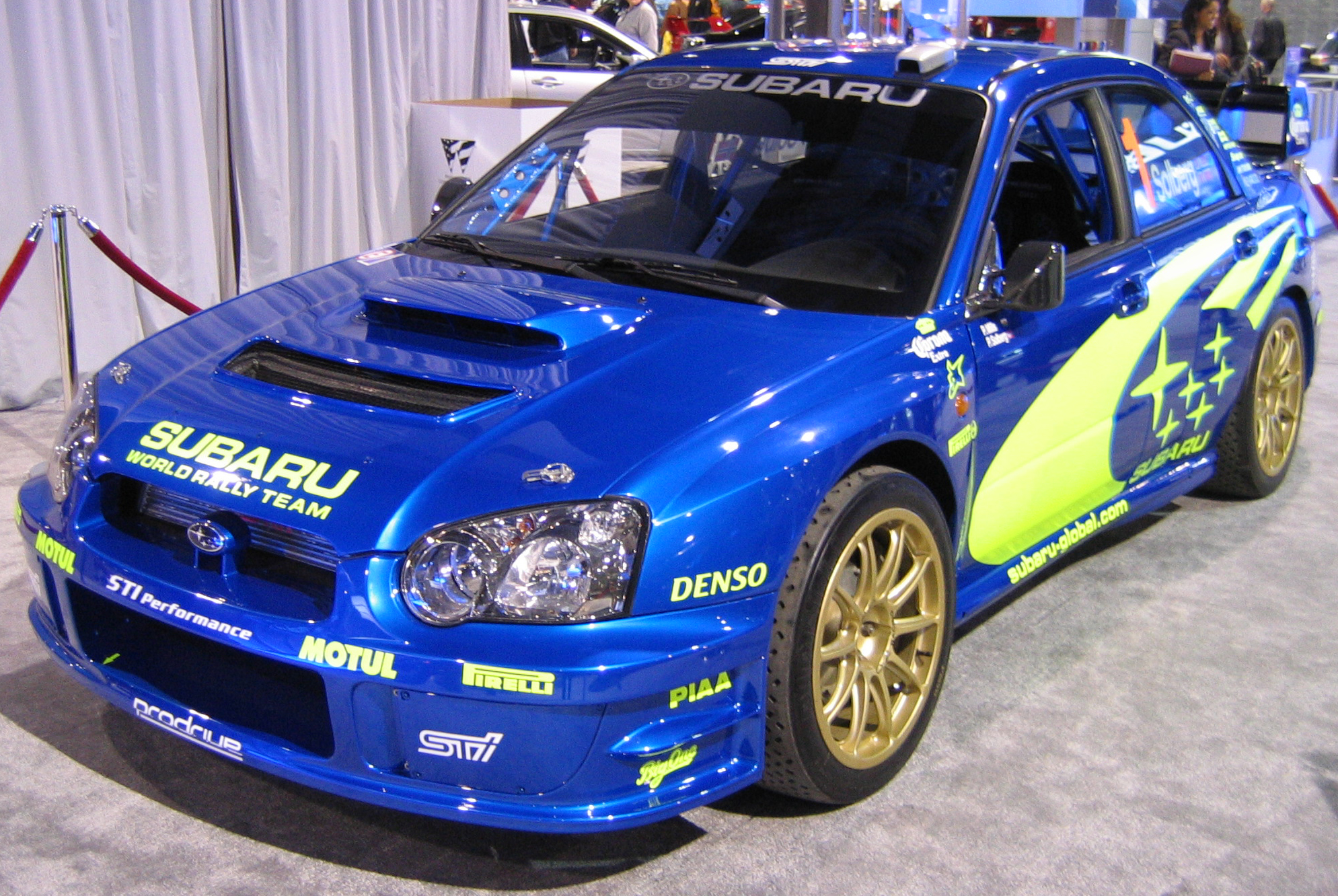
インプレッサWRC2003

2003年シーズンより導入されたWRC2003では、ベース車のフェイスリフト（丸目→涙目）に伴いフロントフェイスが変更された。また、エンジンやターボ周りにも変更が加えられ、より低い回転域から高トルクを発揮するよう改良された。
2004年の第3戦ラリー・メキシコよりWRC2004を投入。外観上の変更はあまりなかったが、エンジンとボディパネルに改良が加えられ、また改良されたミッションがシーズンの途中で導入された。
2005年の第3戦ラリー・メキシコよりWRC2005を投入。ボディシェルが再設計され、全幅を30 mmワイド化することで剛性と安定性を向上させた。エンジンでは軽量フライホイールが装着され、ターボチャージャー、インジェクションにも改良が加えられた。

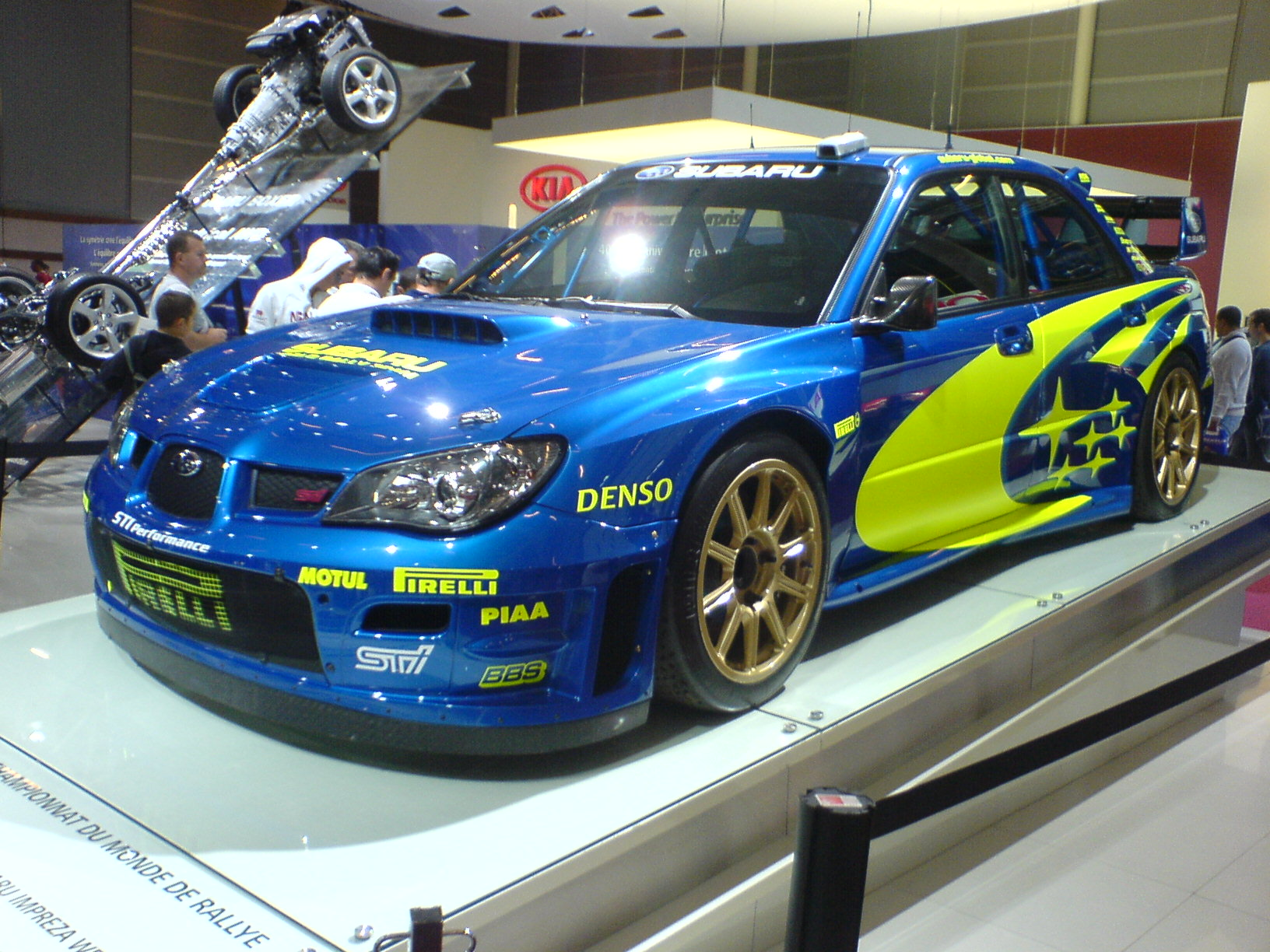
インプレッサWRC2006

2006年シーズン初戦より投入されたWRC2006は、ベース車の2度目のフェイスリフト（涙目→鷹目）に伴いフロントフェイスが変更された。機構面での変更点はレギュレーションの改定に併せた変更に留まっている。
2007年シーズン第4戦よりWRC2007を投入。ダンパーの改良や、ラジエーターとインタークーラーの配置見直しにより、重量配分が改善された。また、サスペンションやディファレンシャルのセットアップも変更された。さらにトランスミッションとディファレンシャルのケースは軽量化のためマグネシウム製とし、基本コンポーネントを個別にオイルシールすることで、コンポーネントの交換時間の短縮に貢献した。しかし、この年より参戦してきた最新型マシンであるフォード・フォーカスWRCやシトロエン・C4WRCには歯が立たず、絶対的な戦闘力不足が課題となった。

#### 3代目5ドア・ワールドラリーカーインプレッサ（2008年）
インプレッサWRC2008。2007年12月、フルモデルチェンジ（3代目GH/GR系）に伴い、スバルはまったく新しいGHシャーシのインプレッサWRXをベースにしたWRC2008のテストを開始した。2008年の車はリアオーバーハングが短くホイールベースが長いハッチバックボディになったため、ようやくシトロエン、フォードなどのライバルと同等のボディ・次元で戦えるようになった。オーバーハングが短いことで極慣性モーメントが減少することで恩恵を受けることが期待され、ダブルウィッシュボーン式リアサスペンションも備えていた。しかし、プロドライブはこのセットアップが劣っていることを発見し、リアサスペンションを元のマクファーソン機構に戻し、最初の数回のラリーでは、更新された2007年の車が使用され、2008年のバージョンは準備ができていた。マルコ・マルティンは2008年にスバルチームの公式テストドライバーになる契約に署名し、WRC2008でのテストの大部分を完了した。
2008年4月30日から5月3日までのサルデーニャでの4日間のテスト中に、ペターソルベルグとクリスアトキンソンが初めてWRC2008を運転した。同年5月20日、スバル・ワールドラリーチームはWRC2008が5月29日から始まるギリシャのアクロポリスラリーでWRCデビューすることを確認した。デビューでは、WRC2008はペターソルベルグがアクロポリスラリーで2位になり、最初の表彰台を獲得した。しかし、タバコスポンサーの撤退に伴い資金が豊富なシトロエンやフォードに比べテストが不足、開発・オペレーションを担当していたプロドライブにおける度重なるトップエンジニアの更迭・引き抜き・解雇などに端を発する開発現場の混乱も手伝い、マシンの開発や熟成に時間がかかるといった問題が新型へスイッチされてもなお、改善されなかった。また、WRカーのレギュレーションはエンジンの搭載位置および搭載角度は規定内で変更可能であり、横置き直列エンジンならエンジンを後傾させてマシン中央部に寄せるなど、重心を大幅に改善する設計が可能であるが、水平対向エンジンを縦置きにレイアウトするインプレッサにはほとんど改善の余地がなく、グループA・Nでは絶大であったロードカーとしての素性の良さを生かせないWRカー規定自体がインプレッサにとっては不利であった。
同2008年12月16日に、同年をもってWRCから撤退することが正式に発表され、1993年の1000湖ラリー（ラリーフィンランド）以降14年にわたって維持されてきたインプレッサによるワークス・エントリーの歴史に終止符が打たれた。同一車名による14年間連続ワークス・フルエントリーは、WRC史上最長記録となっている。ラリーフィンランドでのクリス・アトキンソンの3位は、当時の厳しい経済状況の中で2008年末にチャンピオンシップから撤退した車とスバル・ワールドラリーチームの最後のWRC表彰台フィニッシュであった。

#### ラリーアメリカ
世界ラリー選手権 (WRC) 以外のラリー競技では、ラリーアメリカで「スバル・ラリーチームUSA」のケン・ブロックとトラビス・パストラーナらが活躍し、ライバルを圧倒し続けた。

### サーキット
インプレッサはラリー以外の分野でも活躍している。
全日本ツーリングカー選手権 (JTCC) には、1996年と1998年にSYMSレーシングから初代スポーツワゴンで出場していた。レギュレーション上、駆動方式の変更が認められていたためFRとし、同一メーカー製造のエンジンであれば換装可能であったので、EJ18型エンジンをボアアップし、EJ20型エンジンのDOHCシリンダーヘッドとドッキングさせた、2,000cc自然吸気DOHCエンジンが搭載された。
SUPER GT（旧・JGTC）には、クスコ・レーシング（キャロッセ）が1997年の最終戦より初代2ドアクーペで出場し、2002年より2代目4ドア車が特認車両として出場していた。当初は、四輪駆動車には最低車重が上乗せされるレギュレーションであったため、四輪駆動によるトラクションより車重を抑える方が得策との判断からFRが選択されていた。その後、駆動方式による最低重量区別がなくなった2006年の途中から四輪駆動仕様が参戦している。また、インプレッサの活躍もあってか2008年より4ドア車も認められ、同年第4戦 マレーシアにおいて、4ドアそして四輪駆動車として初優勝を飾った。しかし、2009年はチームが活動を縮小したため、参戦していない。
スーパー耐久では、2002年と2005年、2013年から2016年は四連覇でST2クラス（旧クラス2）のシリーズチャンピオンを獲得している。
ニュルブルクリンク24時間レースでは、WRX STIが2011年にSP3Tクラスでクラス優勝（総合21位）し、翌2012年にも同クラスでクラス優勝（総合28位）している。

### 競技ドリフト
D1グランプリにチームオレンジのマシンとして初代、2代目（涙目、涙目改鷹目GDB）が使用されていた。スバルの水平対向4WDは縦置き故にセンターデフの小加工でFRにでき、比較的早く四輪駆動改後輪駆動仕様が製作された。無論、後輪に全出力が集中するため、後軸周りを中心とした駆動系の強化は必須となる。

### その他
2017年にTOYOTA GAZOO RACINGが公開したCMでは、トヨタの豊田章男社長が俳優・佐藤健をインプレッサ （GRB型）の助手席に乗せて自らドリフト走行を披露し、自社製・他社製の枠に収まりきらない自動車マニアぶりをアピールした。

## 販売台数
| 年度 | インプレッサ （全世界、4月–3月）            | （日本）                                  | （米国、1月–12月）              | （米国、1月–12月）                           |
| ---- | ------------------------------------------- | ----------------------------------------- | ------------------------------- | -------------------------------------------- |
| 1995 | 80,120                                      | 44,864                                    | 24,415                          | 24,415                                       |
| 1996 | 94,578                                      | 41,918                                    | 24,687                          | 24,687                                       |
| 1997 | 89,300                                      | 37,049                                    | 24,242                          | 24,242                                       |
| 1998 | 88,392                                      | 33,531                                    | 19,401                          | 19,401                                       |
| 1999 | 84,184                                      | 25,654                                    | 19,356                          | 19,356                                       |
| 2000 | 87,083                                      | 32,362                                    | 19,220                          | 19,220                                       |
| 2001 | 100,589                                     | 24,899                                    | 35,612                          | 35,612                                       |
| 2002 | 100,825                                     | 25,471                                    | 38,226                          | 38,226                                       |
| 2003 | 89,773                                      | 22,263                                    | 36,525                          | 36,525                                       |
| 2004 | 97,382                                      | 27,437                                    | 32,209                          | 32,209                                       |
| 2005 | 105,998                                     | 30,063                                    | 33,637                          | 33,637                                       |
| 2006 | 118,941                                     | 26,159                                    | 41,148                          | 41,148                                       |
| 2007 | 151,873                                     | 32,873                                    | 46,329                          | 46,329                                       |
| 2008 | 121,623                                     | 21,935                                    | 49,098                          | 49,098                                       |
| 2009 | 92,702                                      | 23,316                                    | 46,611                          | 46,611                                       |
| 2010 | 104,780                                     | 20,859                                    | 44,395                          | 44,395                                       |
| 2011 | 130,916                                     | 30,566                                    | 41,196                          | 41,196                                       |
| 年度 | インプレッサ/ SUBARU XV （全世界、4月–3月） | インプレッサ/ SUBARU XV （日本、4月–3月） | インプレッサ （米国、1月–12月） | SUBARU XV/ クロストレック （米国、1月–12月） |
| 2012 | 252,538                                     | 54,306                                    | 81,799                          | 7,396                                        |
| 2013 | 268,541                                     | 62,529                                    | 76,825                          | 53,741                                       |
| 2014 | 240,057                                     | 40,277                                    | 57,996                          | 70,956                                       |
| 2015 | 260,003                                     | 41,137                                    | 66,785                          | 88,927                                       |
| 2016 | 290,500                                     | 53,136                                    | 55,238                          | 95,677                                       |
| 2017 | 373,400                                     | 68,937                                    | 86,043                          | 110,138                                      |
| 2018 | 322,500                                     | 49,117                                    | 76,400                          | 144,384                                      |
| 2019 | 312,000                                     | 42,900                                    | 66,415                          | 131,152                                      |
| 2020 | 256,100                                     | 30,700                                    | 43,628                          | 119,716                                      |
| 2021 | 226,500                                     | 22,500                                    | 34,791                          | 127,466                                      |

## 車名の由来、愛称
IMPREZA
現代英語で「金言」を意味し、廃語としては紋章学において「（シールド上の）紋章」を意味した "impresa（日本語音写例：インプレイザ）" を基にした造語である。
WRX
"World Rally eXperimental" の略称。また、レオーネのスポーツグレードで採用されていた呼称「RX」（RALLY + 未知なる物を意味するX）を引き継いでいる。
STI
スバルテクニカインターナショナル株式会社の英名 "Subaru Tecnica International Inc." の頭字語「STI」に由来する。
ANESIS
3代目セダンのサブネームである「ANESIS」（アネシス）は、ギリシア語で「安心」「安全」「リラクゼーション」を意味する語に由来する。なお、関連語と思われる古典ギリシア語の "ἄνεσις（ラテン翻字: anesīs、日本語音写例：アネシース）" (cf. ja) は、日本語で「緩和、軽減」「リラクゼーション」「寛解」「レクリエーション」「耽溺」「認可、許諾」を意味する。
G4
4代目以降のセダンのサブネーム「G4」の「G」は、英語で「本物の」「正真正銘の」「誠実な」を意味する "genuine" の頭文字で、「4ドア」を意味する「4」を付与している。
XV
クロスオーバーモデルの「XV」は "crossover (=x-over) vehicle" を意味する。
日本では「インプ」という愛称で親しまれている。日本国外では、特にイギリスにおいて口語で “Scooby”（スクービー）と呼ばれることがある。